# Antoine van Dyck
Pour les articles homonymes, voir Van Dyck.
Antoine van Dyck (prononcé en néerlandais : [vɑn ˈdɛˑɪ̯k]), né Antoon van Dyck le 22 mars 1599 à Anvers et mort le 9 décembre 1641 à Londres, est un peintre et graveur baroque flamand, surtout portraitiste, qui a été le principal peintre de cour en Angleterre, après avoir connu un grand succès en Italie et en Flandre.
Il est notamment réputé pour les portraits qu'il réalisa du roi Charles Ier d'Angleterre, de sa famille et de la cour, peints avec une élégance décontractée qui influencera notablement les portraitistes anglais pendant près d'un siècle et demi.
Il peignait également des sujets religieux et mythologiques, et était aussi un maître de la gravure à l'eau-forte.

## Biographie

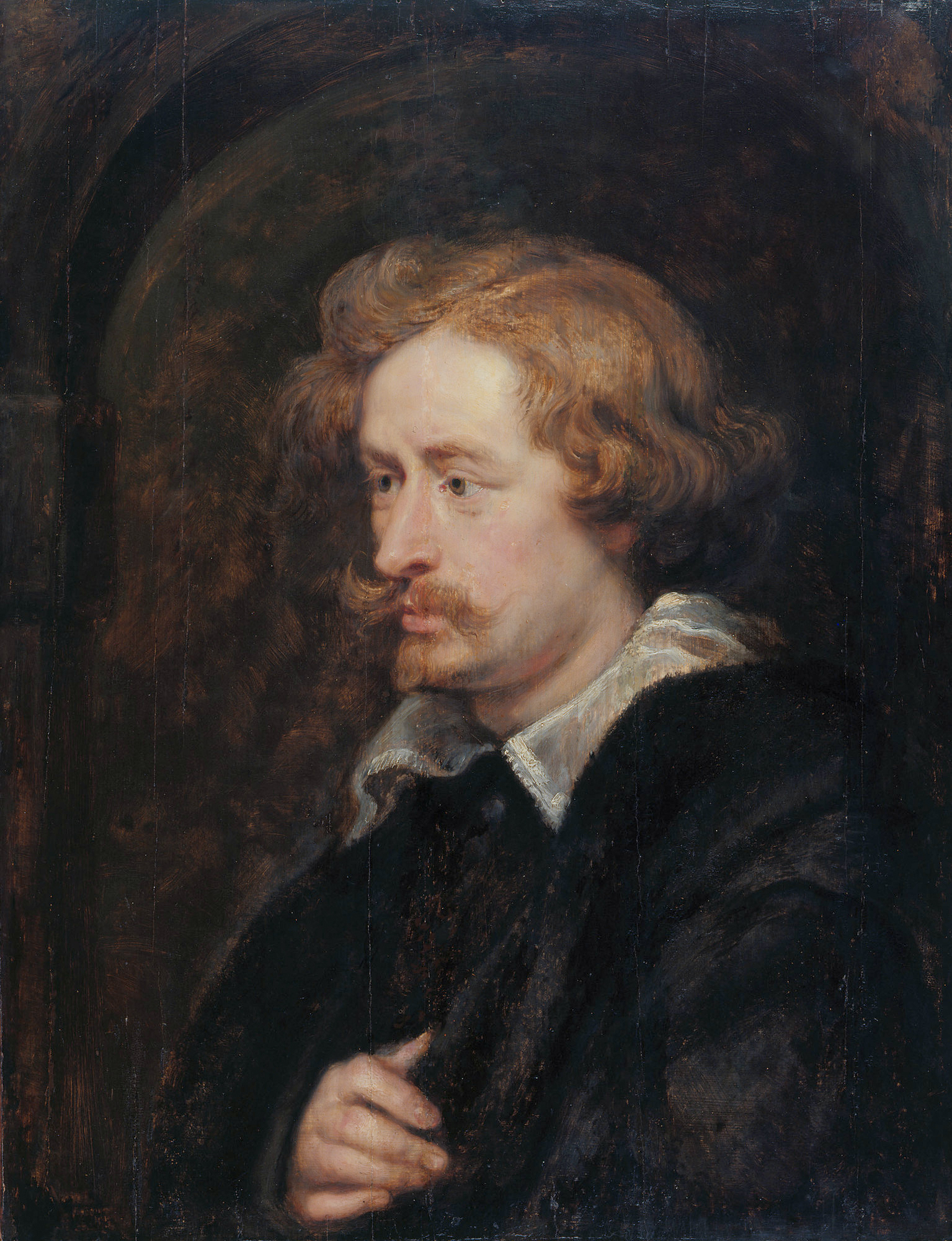
Antoine Van Dyck, par Pierre Paul Rubens (1627-1628), Royal Collection.

### Jeunesse à Anvers
Septième enfant d'un marchand de soieries dévot installé à quelques mètres de la cathédrale, Antoine van Dyck naît à Anvers le 22 mars 1599. Son talent se révèle très tôt et, dès 1609, alors qu'il n'est âgé que de 10 ans, Antoine étudie la peinture auprès de Hendrick van Balen avant de devenir un peintre indépendant vers 1615. Il crée alors son propre atelier avec son ami Jan Brueghel qui est encore plus jeune que lui. Ainsi, à l'âge de 15 ans, il est déjà un artiste très accompli, comme le montre son Autoportrait réalisé entre 1613 et 1614.
En février 1618, van Dyck est admis comme peintre à la guilde de Saint-Luc d’Anvers. En quelques années, il devient le principal assistant de Pierre Paul Rubens, peintre majeur réputé tant à Anvers que dans l'ensemble de l'Europe du Nord, et qui fait appel à de nombreux artistes pour leur confier la réalisation de certaines parties de ses toiles. L'influence de Rubens sur le jeune artiste est alors immense ; Rubens dit de van Dyck, alors âgé seulement de dix-neuf ans, qu'il est « le meilleur de [s]es élèves », même s'il est de fait plus un assistant qu'un élève. Les origines et la nature exacte de leur relation ne sont pas claires. Certains historiens de l'art ont indiqué que van Dyck aurait été l'élève de Rubens dès 1613, dans la mesure où ses tableaux révèlent assez peu l'influence de son premier maître van Balen, mais il n'y a pas de preuve claire.
Dans le même temps, la domination de Rubens dans la petite et déclinante ville d'Anvers à l'époque explique sans doute pourquoi, en dépit de ses retours périodiques dans la ville, van Dyck passe la plupart de sa carrière à l'étranger. En 1620, lorsque Rubens se voit confier la réalisation du plafond de l'église Saint-Ignace de la maison professe des jésuites d'Anvers (aujourd'hui l'église Saint-Charles-Borromée), van Dyck est mentionné comme l'un des « disciples » ayant exécuté certaines peintures d'après les dessins du maître.

### Premier séjour à Londres
En 1620, à l'instigation de l'ambassadeur George Villiers, van Dyck part en Angleterre pour la première fois. Il travaille pour le roi Jacques Ier, mais ne réussit pas à se faire présenter au monarque. C'est à Londres, dans la collection du comte d'Arundel, qu'il voit pour la première fois les œuvres du Titien, dont la subtile utilisation de la couleur et des formes lui offre un nouveau langage stylistique venant enrichir les leçons apprises des compositions de Rubens.

### Séjour en Italie
Toutefois, après quatre mois de séjour à Londres, Antoine van Dyck retourne en Flandres avant de partir fin 1621 pour l'Italie, où il s'installe pendant six ans. Il y étudie les maîtres italiens tels que Titien et Véronèse, tout en commençant sa carrière de portraitiste à succès. Pendant son séjour à Palerme, en Sicile (1624-1625), il rencontre Sofonisba Anguissola, alors âgée de 90 ans, et en fait le portrait. Il séjourne dans d'autres villes italiennes, mais reste surtout à Gênes, où il décore les palais somptueux des nobles génois de tableaux religieux et de portraits dans lesquels il met toujours en valeur la position sociale importante de ses modèles. Il développe alors un style de portrait en pied, en s'appuyant sur le style de Véronèse, du Titien ainsi que de toiles que Rubens avait réalisé lors de son séjour à Gênes.
En 1627, van Dyck retourne à Anvers pendant cinq ans où il peint une grande quantité de chefs-d’œuvre. Personnage charmant, il sait charmer ses commanditaires ; comme Rubens, il est capable de se mêler aux milieux aristocratiques, ce qui lui facilite l'obtention de nouvelles commandes. Il réalise des portraits plus affables et élégants encore que ceux de ses maîtres flamands, comme le portrait taille réelle d'un groupe de vingt-quatre conseillers municipaux de Bruxelles qui orne la chambre du conseil avant d'être détruit en 1695. En outre, au cours de cette période, il commence également à produire de nombreuses œuvres religieuses, notamment de grands retables, et se lance dans la gravure.
Sa réputation parvient aux oreilles de Charles Ier d’Angleterre, qui le rappelle auprès de lui.

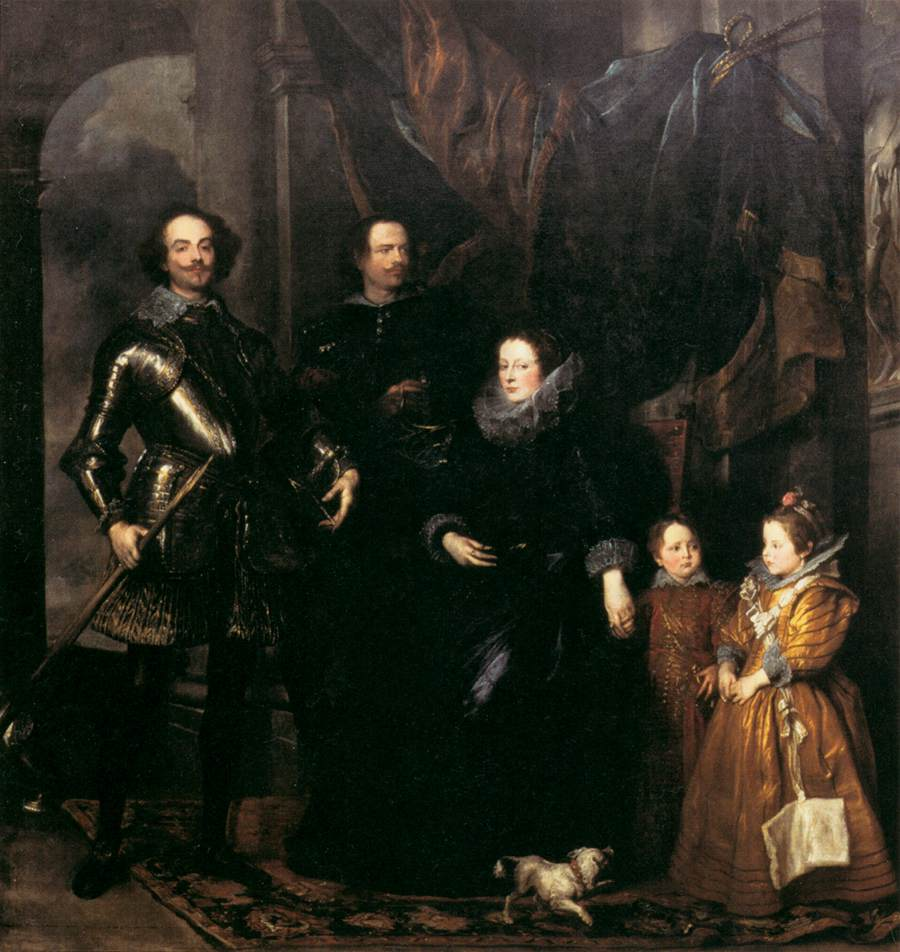
Portrait de la famille Lomellini, 1623
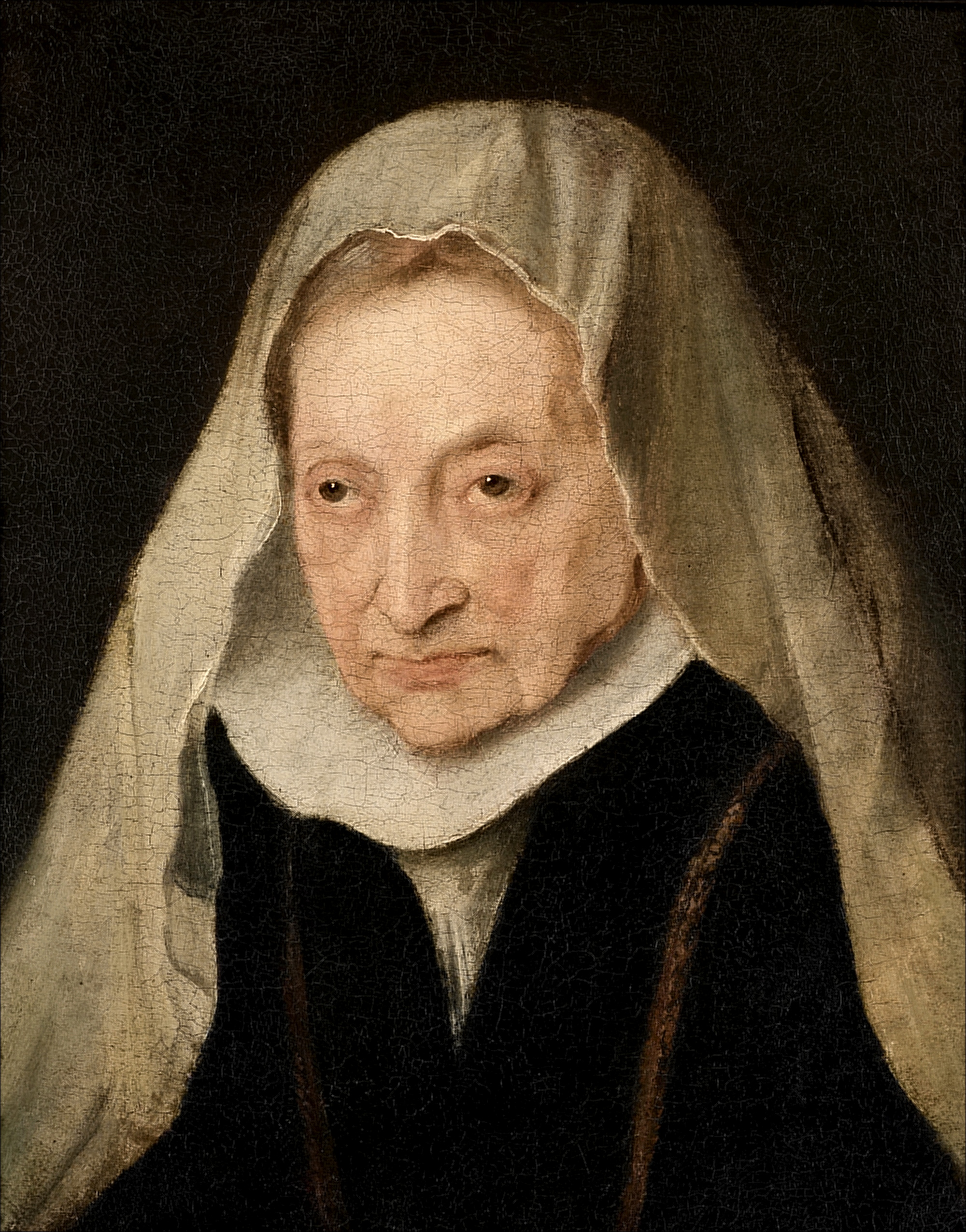
Portrait de Sofonisba Anguissola, 1624.

### Retour à Londres
Le Roi Charles Ier d’Angleterre est sans doute le plus passionné et généreux collectionneur d'art de la monarchie britannique. En 1628, il achète la fabuleuse collection de Charles Ier de Gonzague de Mantoue, et depuis son accession au trône en 1625, il n'a de cesse de faire venir en Angleterre les plus grands peintres étrangers de l'époque. Le portraitiste flamand Daniel Mytens l'Ancien est déjà à Londres depuis 1618, mais Charles Ier parvint à faire venir des artistes italiens tels que Orazio Gentileschi puis en 1638, sa fille, Artemisia Gentileschi. Il aurait voulu que Rubens puisse rester à la Cour, lui qui vient en Angleterre tant pour des missions diplomatiques que pour peindre et que le roi a fait chevalier.
De son côté, Van Dyck est resté en contact avec la Cour d'Angleterre depuis son premier séjour et a aidé les agents du roi Charles Ier dans leur recherche d'œuvres. Il a également envoyé certaines de ses toiles dont un portrait le représentant avec le diplomate Endymion Porter (en) (Sir Endymion Porter et Antoine van Dyck, 1635), un portrait de l'un des agents du roi, un tableau mythologique de Renaud et Armide (1629), conservé au Baltimore Museum of Art, ainsi qu'une œuvre religieuse destinée à la Reine. Il réalise aussi en 1632 une peinture de la sœur du roi Charles Ier, Élisabeth Stuart. C'est ainsi que la réputation d'Antoine van Dyck parvient aux oreilles du Roi.
En avril 1632, van Dyck revient donc à Londres et son succès en Angleterre est rapide. Il est fait chevalier dès le 5 juillet 1632 et est nommé « peintre principal en ordinaire de sa Majesté ». Ce titre est créé pour lui et il aura de nombreux successeurs jusqu'au XIXe siècle. Cela lui permet de percevoir une forte pension, en plus des commandes qu'il réalise. Une maison lui est fournie au bord de la rivière, dans le quartier de Blackfriars, non loin de la cité de Londres, échappant ainsi au monopole de la Vénérable Compagnie des Peintres et Teinturiers (Worshipful Company of Painter-Stainers). Plusieurs pièces du palais Eltham, inutilisées par la famille royale, sont également mises à sa disposition comme maison de campagne. Le roi et la reine lui rendent fréquemment visite dans son atelier de Blackfriars,.
Il réalise des portraits du roi Charles, de son épouse la reine Henriette Marie de France (1609-1669), ainsi que de leurs enfants et d’innombrables personnages de la cour en plus de ses autoportraits et de ceux de sa maîtresse, Margaret Lemon. Nombre de ces portraits sont réalisés en plusieurs versions afin de pouvoir être envoyés comme cadeaux diplomatiques ou donnés aux partisans du roi de plus en plus en difficulté. Au total, Van Dyck a peint quarante portraits du roi Charles, environ trente de la reine, neuf de Thomas Wentworth, duc de Strafford, et un grand nombre d'autres courtisans. Il crée pour la cour d’Angleterre des œuvres dans lesquelles s’affirme le pouvoir du roi en tant que monarque absolu.
En Angleterre, van Dyck développe un style qui combine la facilité et l'élégance décontractée avec une autorité discrète de ses sujets qui va dominer l'art du portrait en Angleterre jusqu'à la fin du XVIIIe siècle. Van Dyck a une grande influence sur les portraitistes anglais et, par suite, on le considère souvent comme le créateur de l’École anglaise de peinture[réf. nécessaire]. Il est notamment le maître du peintre d'origine flamande Jean de Reyn. Toutefois, à la fin de sa vie, il se contente d’apporter la touche finale aux portraits peints pour la plus grande partie par ses disciples selon ses esquisses. Au total, son atelier londonien satisfait à quatre cents commandes de portraits entre 1632 et 1641.

### Dernières années
En 1634, van Dyck fait un court voyage à Anvers, où il revient les années suivantes, et lorsque la guerre civile éclate en Angleterre, il passe plusieurs mois dans les Flandres et en France.
En 1638, par lettres patentes, l'artiste reçoit le statut de résident (en anglais denizen) de la couronne d'Angleterre et en 1639 épouse Mary, la fille de Patrick Ruthven (en).
Celle-ci devient dame de compagnie de la Reine vers 1639-1640, sans doute à l'initiative du roi qui voit là un moyen de garder van Dyck en Angleterre. En 1640, le peintre se rend en France pour accompagner le Prince Jean II Casimir Vasa de Pologne après avoir été libéré des prisons françaises ; il réalise d'ailleurs un portrait du prince aujourd'hui conservée à l'Accademia di San Luca. Van Dyck quitte encore l'Angleterre pour la France en 1641, mais tombe gravement malade à Paris et doit rentrer de toute urgence à Londres, où il meurt peu de temps après dans sa maison de Blackfriars, le 9 décembre, soit une semaine après la naissance de sa seconde fille.
Antoine van Dyck est inhumé à la cathédrale Saint-Paul de Londres, où le roi fait ériger un monument à sa mémoire. Cependant, le Grand incendie de Londres de 1666 détruit l'ancienne cathédrale et, avec elle, le tombeau de Van Dyck. Sa veuve se remarie plus tard avec Richard Pryse. Van Dyck laisse deux filles : l'une de sa maîtresse, la seconde de sa femme, dont il a veillé à garantir l'avenir, qui finissent toutes deux par s'installer en Flandres.

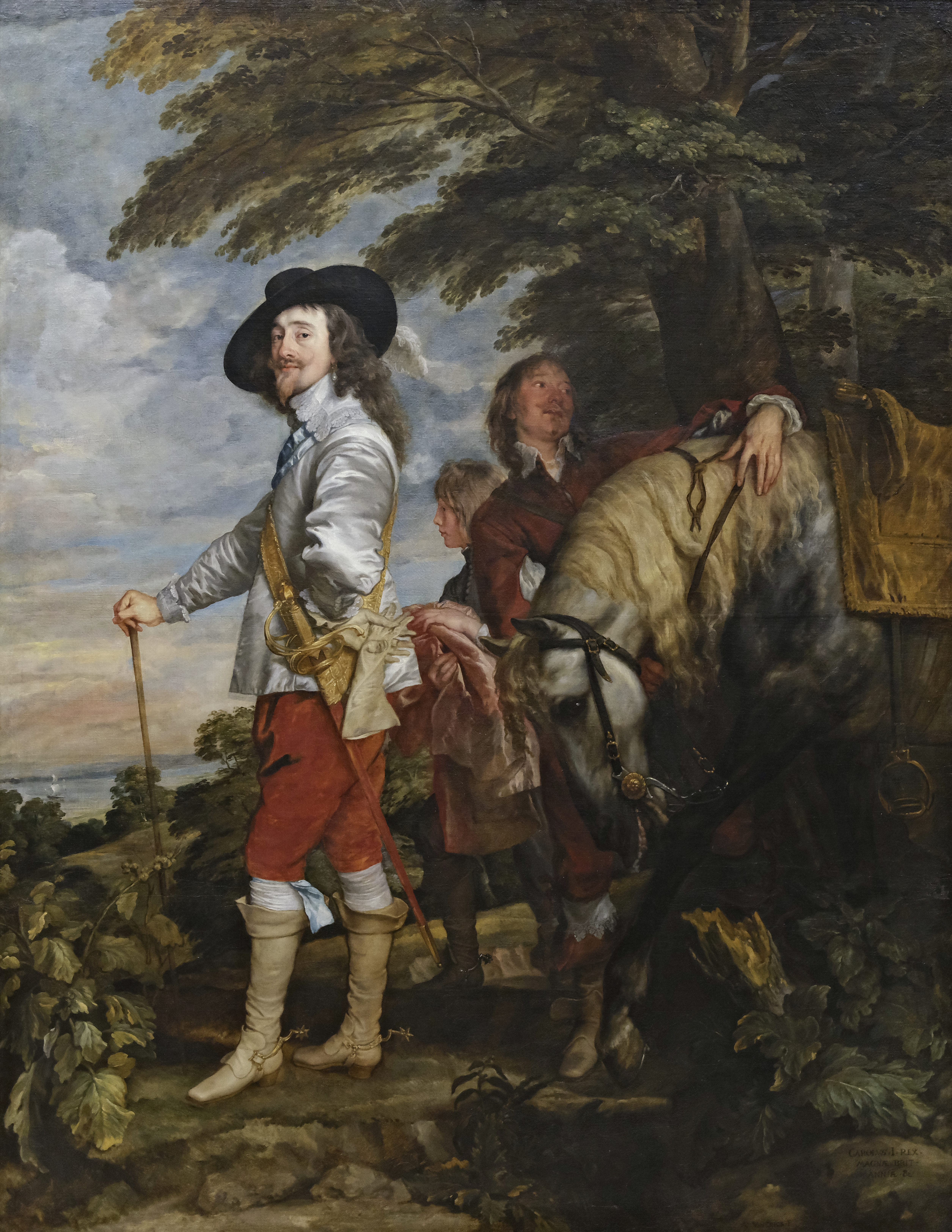
Charles Ier à la chasse
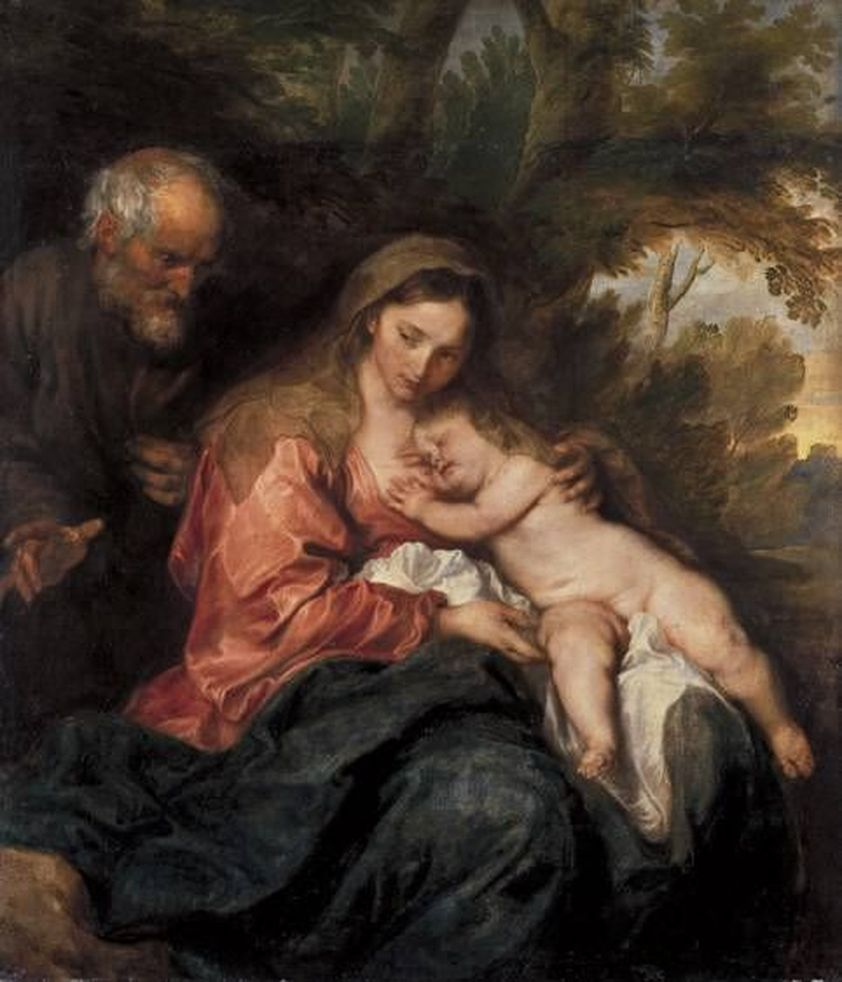
Repos de la Sainte Famille v. 1630, Alte Pinakothek
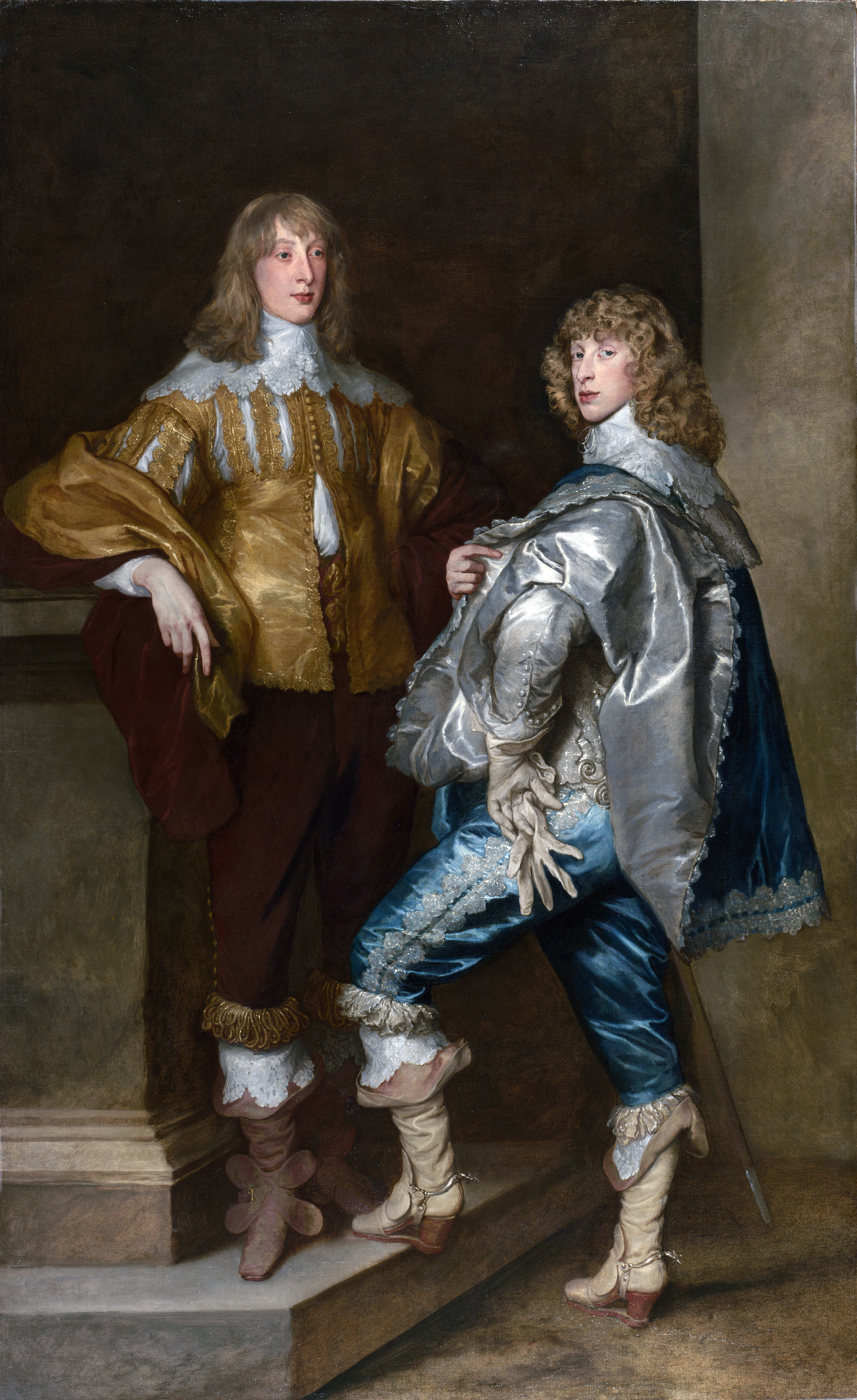
Lord John Stuart et son frère, lord Bernard Stuart, vers 1638, National Gallery
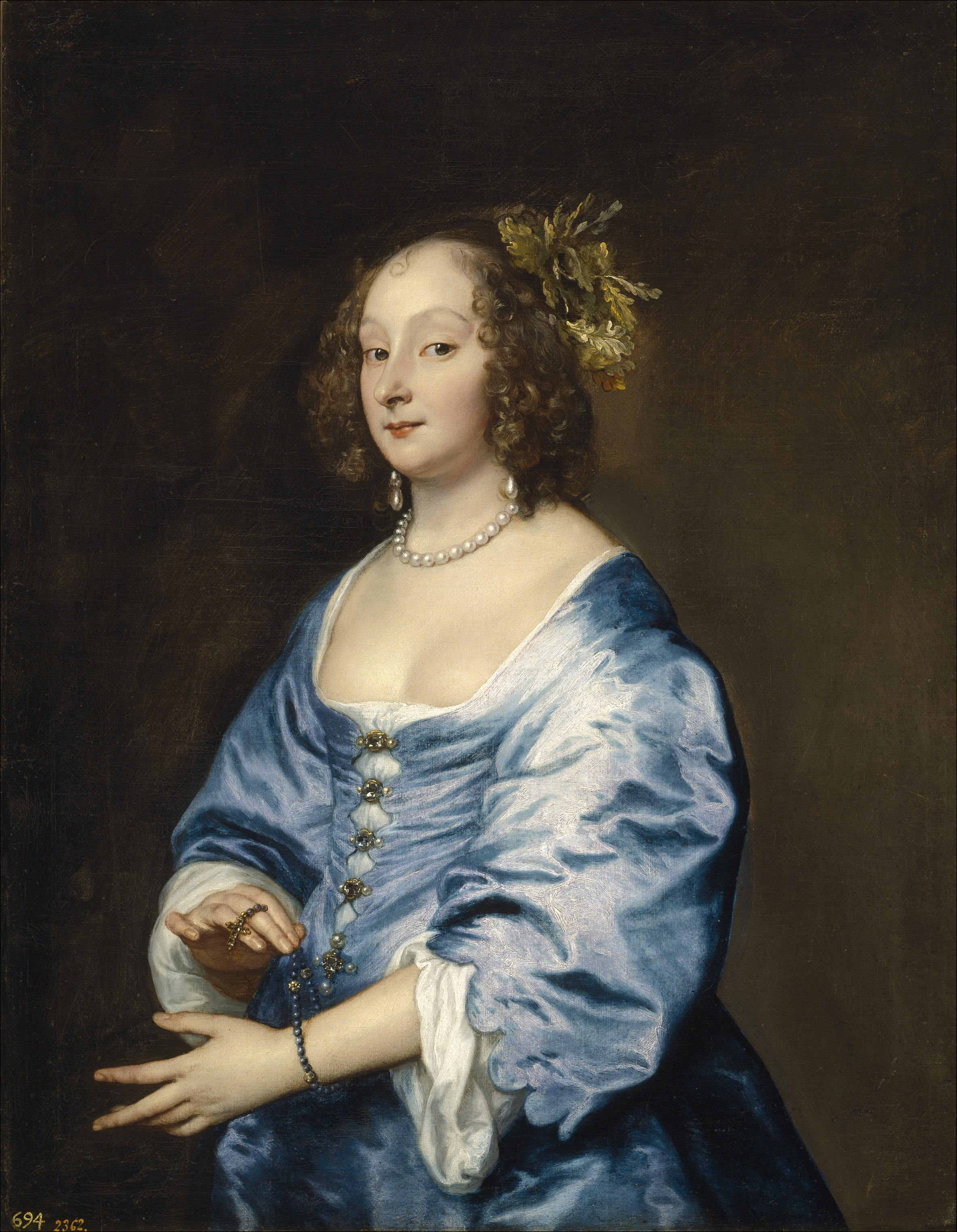
Mary Ruthven, c. 1640 Musée du Prado

## L'atelier du peintre
Son grand succès a contraint van Dyck à entretenir un grand atelier à Londres, un atelier qui allait devenir « virtuellement une ligne de production pour les portraits ».
Selon certains visiteurs, il faisait généralement un dessin sur papier qui était ensuite agrandi sur une toile par un assistant, puis il peignait lui-même la tête, les vêtements étant faits par des peintres de l'atelier et souvent envoyés à des spécialistes. Dans ses dernières années, le fait de si fréquemment faire appel à des collaborateurs a entrainé une certaine diminution de la qualité du travail. En outre, de nombreuses copies étaient produites, sans qu'il intervienne ou presque, par son atelier ainsi que par des copistes professionnels et plus tard des peintres, ce qui explique qu'à la fin du XIXe siècle le nombre de tableaux qui lui étaient attribués était devenu énorme, comme ce fut le cas pour d'autres artistes tels que Rembrandt, Le Titien et d'autres. Cependant, la plupart de ses adjoints et les copistes ne pouvaient pas approcher le raffinement de son style, de sorte que, par rapport à de nombreux autres artistes, les historiens de l'art sont assez facilement parvenus à un consensus sur les œuvres pouvant lui être attribuées.
Les noms des quelques assistants connus de l'atelier londonien de van Dyck sont néerlandais ou flamand. Il semble avoir préféré former des artistes flamands, car il n'y a guère de trace de peintre anglais passés dans son atelier. L'énorme influence de van Dyck sur l'art anglais ne provient pas d'une tradition de transmission maître/élèves et, en fait, il n'existe aucun document mettant en évidence un lien significatif entre son atelier et des peintres anglais. Parmi ses élèves, il faut citer le peintre néerlandais Adriaen Hanneman qui retourna dans sa ville natale de La Haye en 1638 pour y devenir un portraitiste influent. Le peintre flamand Pieter Thijs apprend le portrait et la peinture d’histoire dans l'atelier de van Dyck et est considéré comme l'un des derniers élèves de van Dyck.

## Œuvres

### Portraits
À l'exception notable d'Holbein le Jeune, van Dyck et son contemporain Diego Vélazquez furent les premiers peintres de grands talents à travailler principalement comme portraitistes à la Cour. Rembrandt, un peu plus jeune, travailla également comme portraitiste à cette époque. De nombreux facteurs peuvent expliquer qu'au XVIIe siècle la demande pour des portraits ait été plus forte que pour tout autres types de travaux. Dans une société dominée de plus en plus par les dirigeants laïcs, la représentation de ces personnages richement vêtus était un moyen d'affirmer l'autorité des personnes importantes. Pourtant, dans la théorie contemporaine de la hiérarchie des genres, le portrait était classé bien en dessous de la peinture d'histoire, qui comprenait aussi les scènes religieuses, et pour la plupart des grands peintres, les portraits étaient donc une part relativement faible de leur production. Rubens, par exemple, a surtout peint des portraits de son entourage immédiat, mais assez peu de portraits de personnages des Cours d'Europe qu'il fréquenta.
Les portraits de Van Dyck étaient certainement plus flatteurs que ceux de Vélazquez. Lorsque la princesse-électrice Sophie de Hanovre rencontra pour la première fois la reine Henriette Marie de France en exil aux Pays-Bas en 1641, elle écrivit : « Les élégants portraits de Van Dyck m'avaient donné une si belle idée de la beauté de toutes les dames anglaises, que j'ai été surprise de constater que la reine, qui avait l'air si belle dans la peinture, était une petite femme relevée sur sa chaise, les bras maigres et des dents longues comme des défenses dépassant de sa bouche… » Certains critiques ont reproché à van Dyck de détourner la tradition anglaise naissante du portrait incarnée par des peintres tels que William Dobson, Robert Walker et Isaac Fuller (en).
Son style est devenu d'une élégance plus douce dans les portraits de plusieurs de ses successeurs, comme Peter Lely ou Godfrey Kneller.

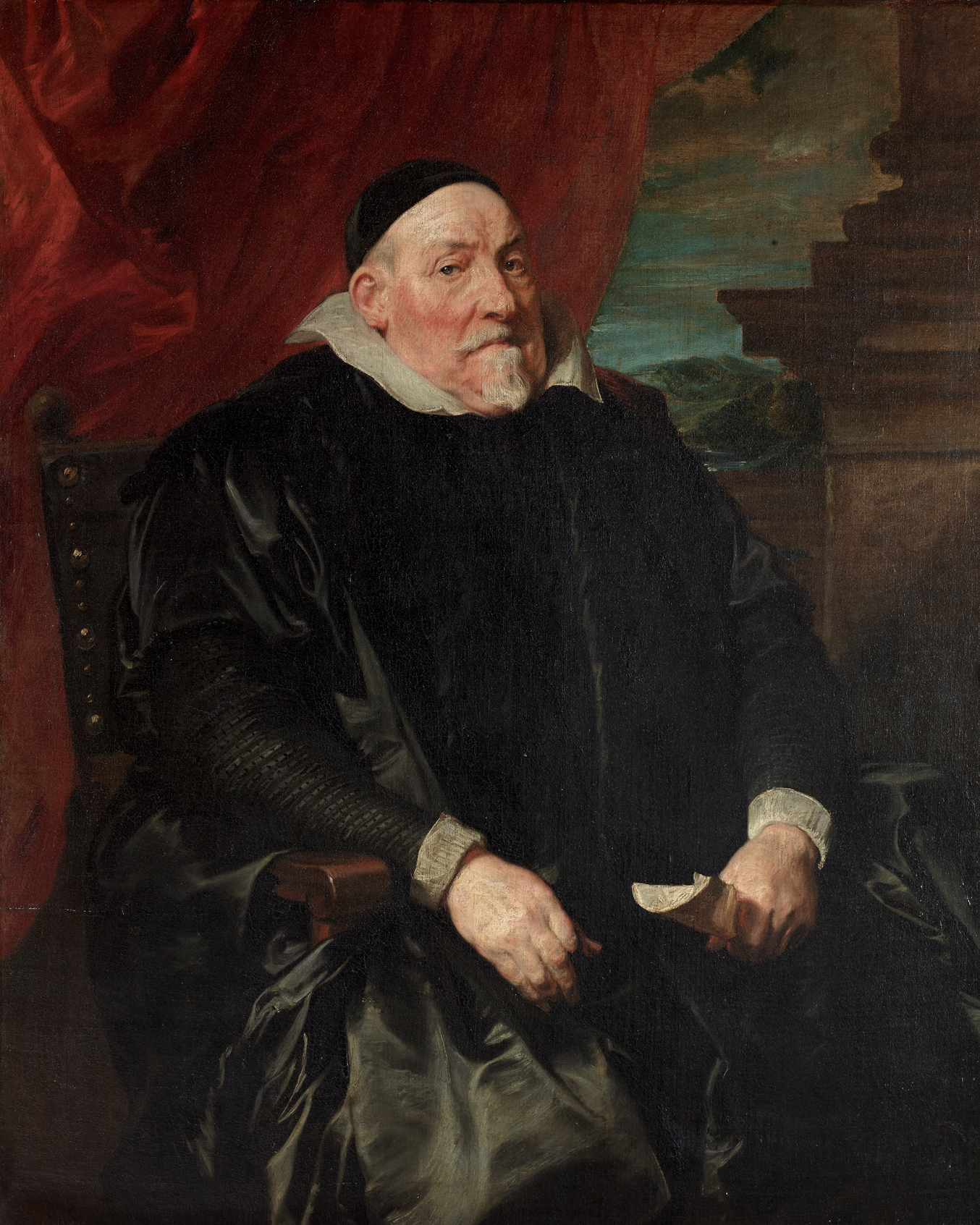
Portrait d'homme, vers 1620, musée Jacquemart-André
La Reine Henriette Marie et son nain, Sir Jeffrey Hudson, 1633, National Gallery of Art
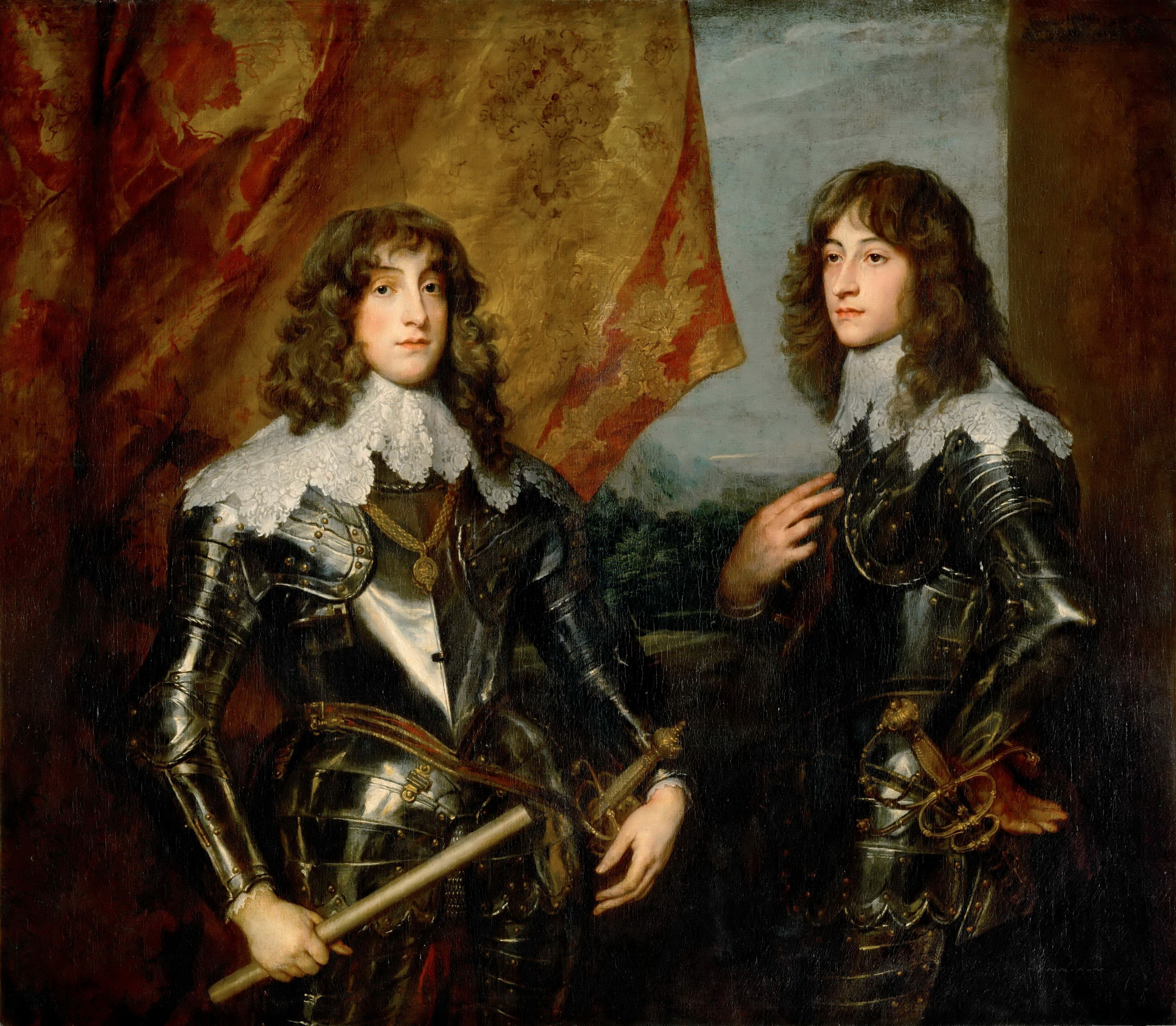
Portrait des princes palatins, 1637, musée du Louvre
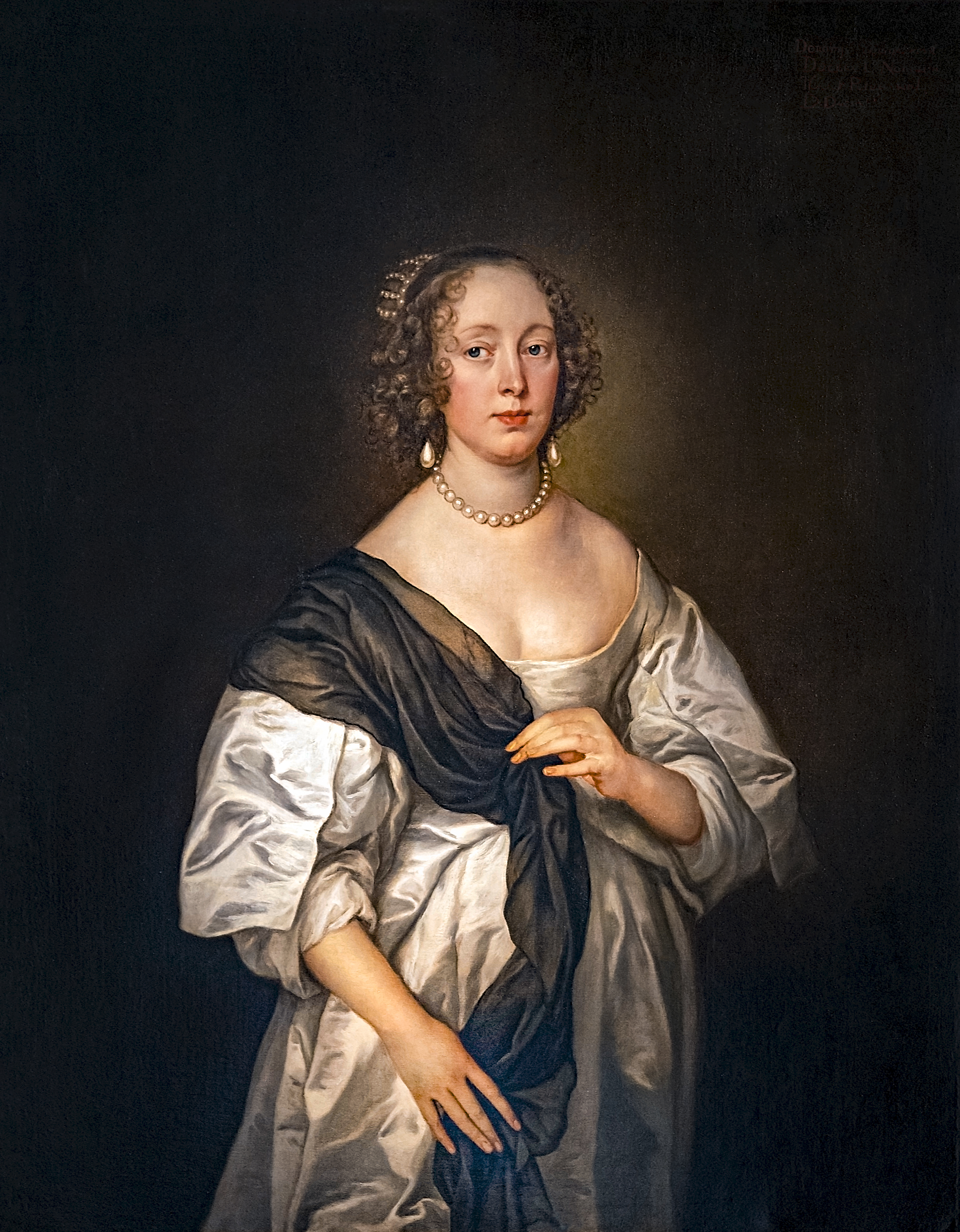
Portrait de Lady Dorothy Dacre, vers 1638-1640, Fondation Bemberg Toulouse

### Tableaux d'histoire

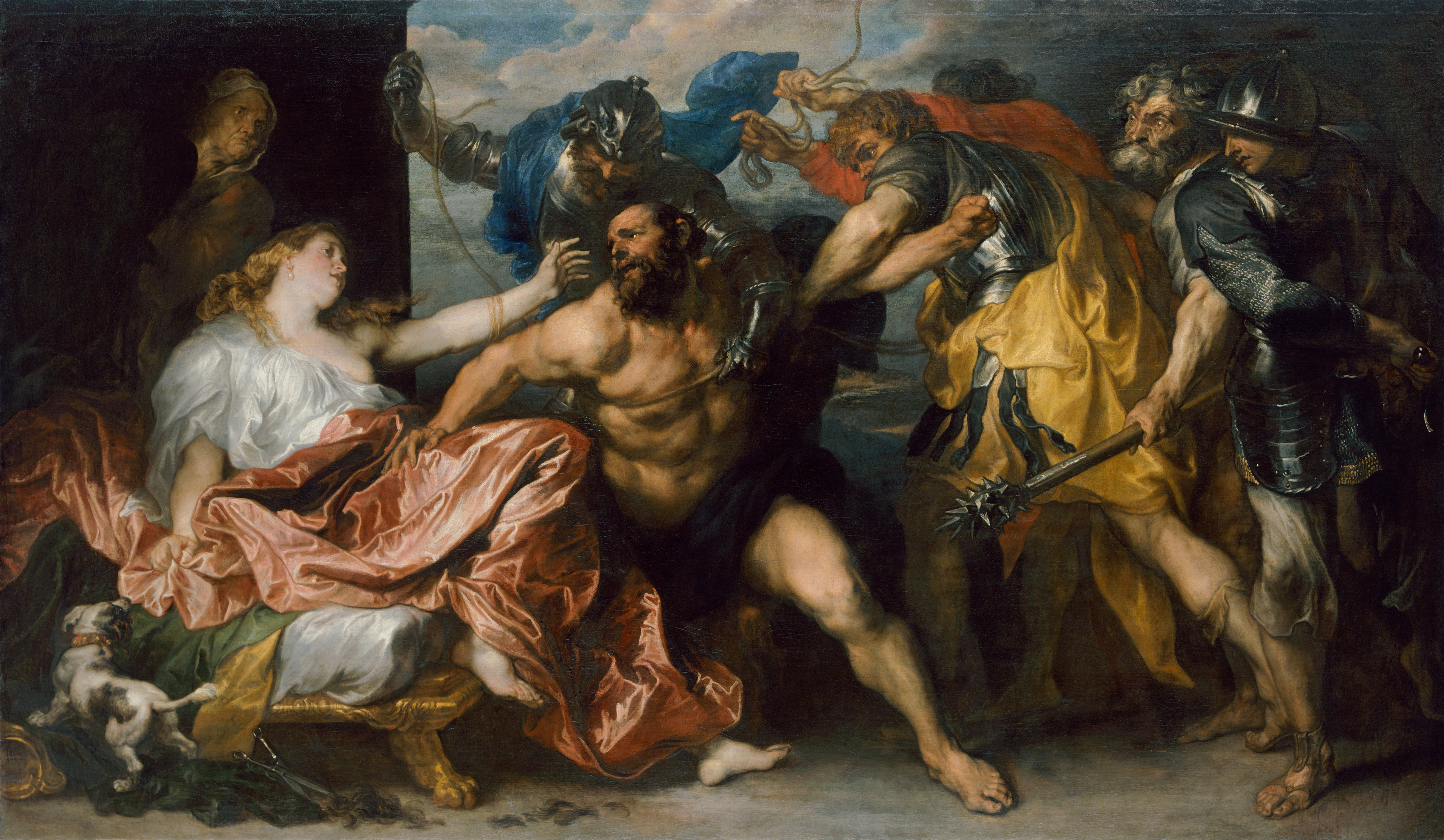
Samson et Dalila, vers 1630. Peinture d'histoire, à la manière de Rubens (couleurs saturées du Titien).

Ne voulant pas se limiter à faire des portraits, Van Dyck avait essayé de persuader Charles Ier de lui confier la réalisation d'une grande série de peintures sur l'histoire de l'Ordre de la Jarretière pour la Maison des banquets à Whitehall, dans laquelle Rubens avait déjà fait les immenses peintures de plafond. Une esquisse de van Dyck a été faite sur un mur de la Maison mais, en 1638, Charles Ier était trop à court d'argent pour continuer.
Dans ses dernières années, lors de ses séjours à Paris, van Dyck tenta aussi d'obtenir des commandes pour peindre la Grande Galerie du Louvre, mais sans succès. C'est à Poussin qu'il est fait appel, afin d'exécuter un programme assez traditionnel imaginé par Lemercier, autour des villes de France.
Il existe une liste des tableaux d'histoire produits par van Dyck en Angleterre établie par le critique d'art Giovanni Pietro Bellori, d'après des informations fournies par Kenelm Digby, l'ami de van Dyck, mais aucune de ces toiles ne semble avoir subsisté, à l'exception de Eros et Psyché fait pour le roi.

### Scènes religieuses
En revanche, de nombreuses autres œuvres, représentant des scènes religieuses plus que mythologiques, ont survécu, et si elles sont très raffinées, elles n'atteignent pas la grandeur des peintures d'histoire de Vélazquez. Les plus anciennes sont dans un style très proches de celui de Rubens. D'autres de ses œuvres, réalisées en Sicile sont particulièrement intéressantes.

Crucifixions
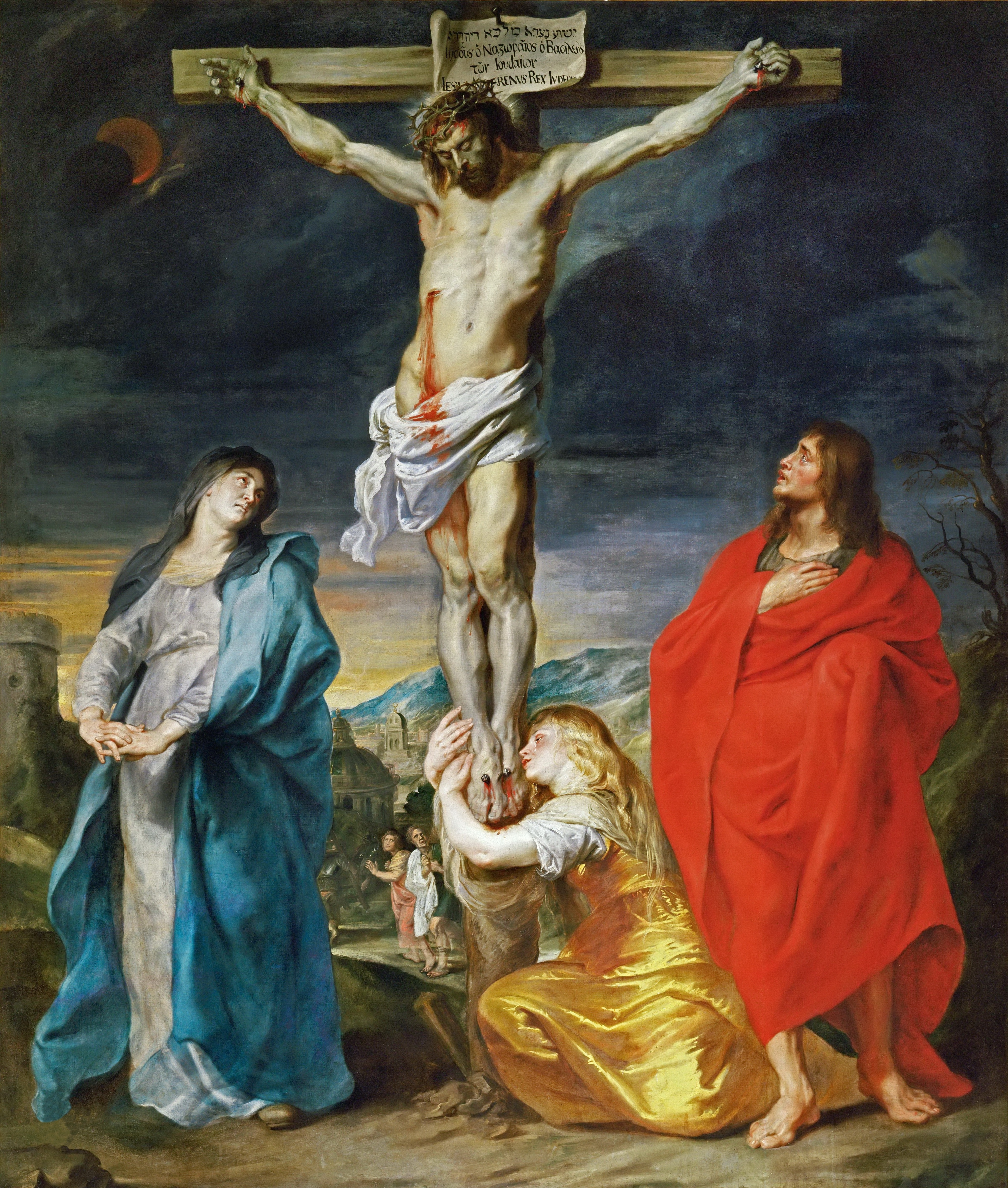
Christ en croix, la Vierge, saint Jean et sainte Madeleine 1617-1619, musée du Louvre, Paris
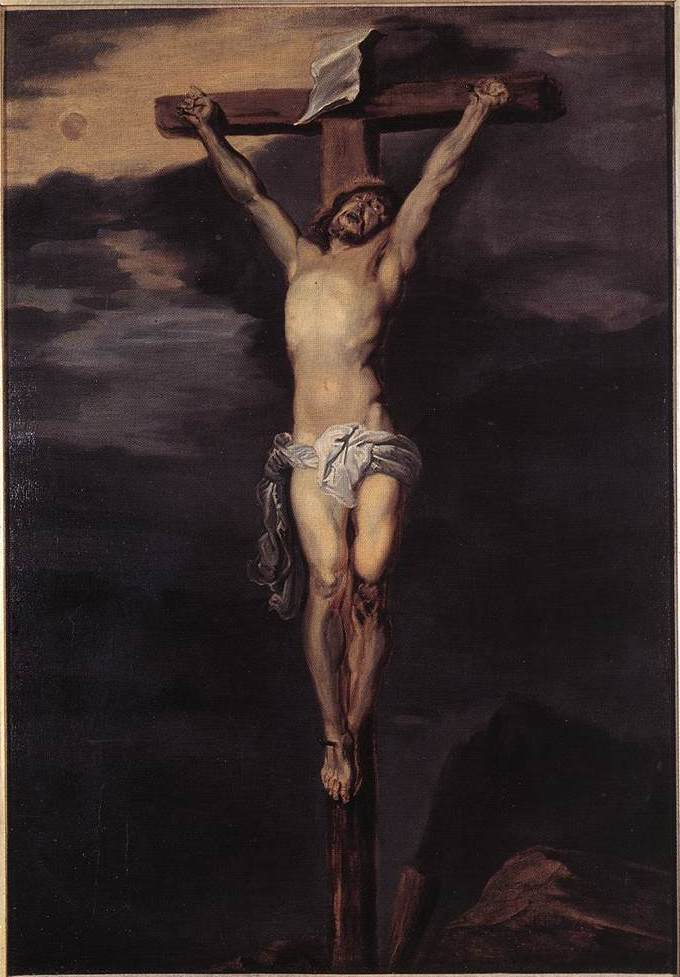
Christ en croix 1627-1630, Saint-Jacob, Anvers
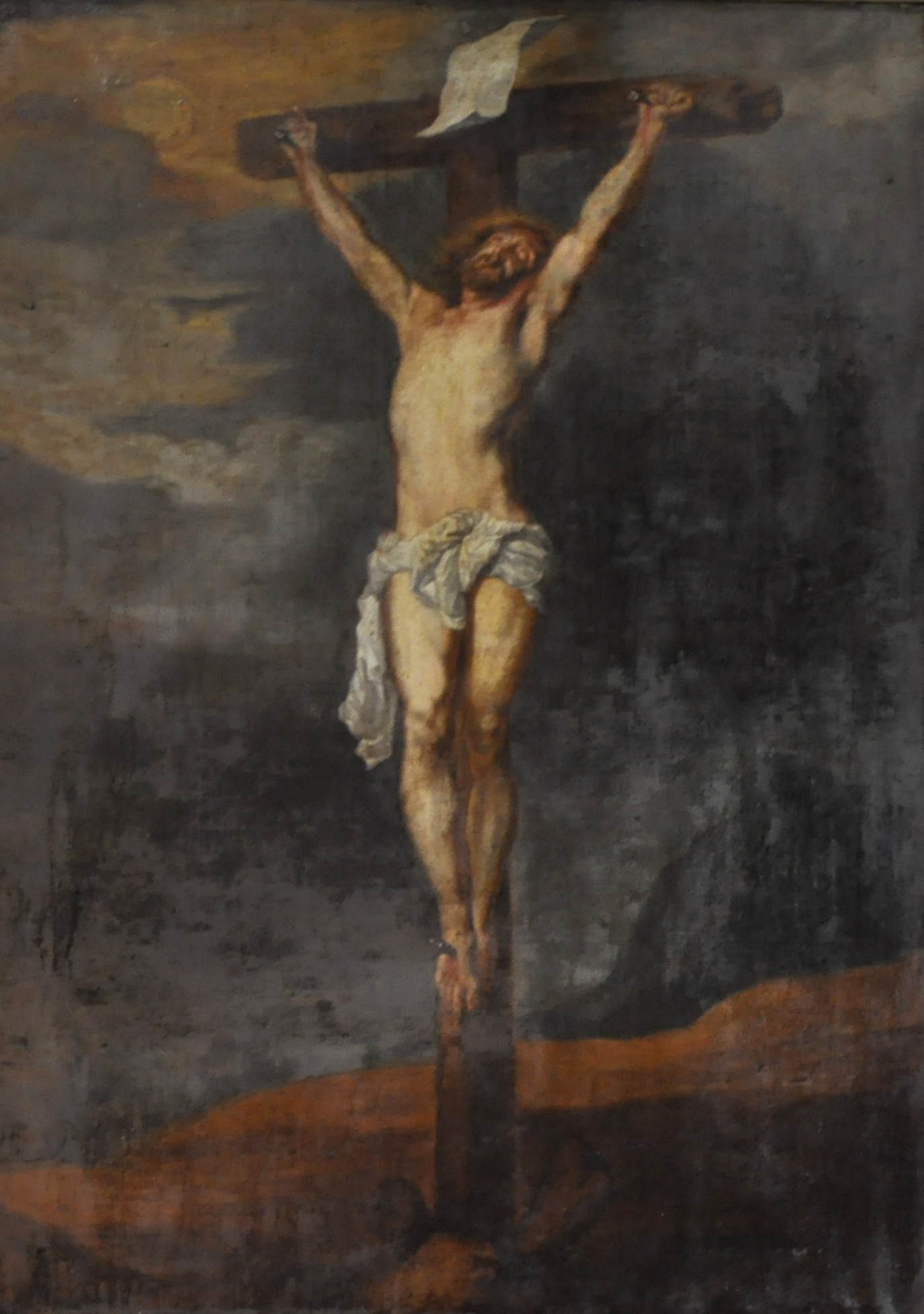
Crucifixion 1627, Bruges
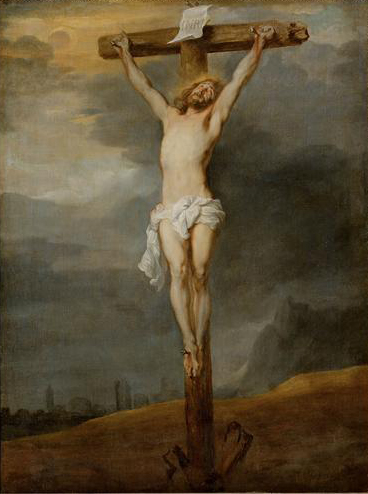
Christ en Croix 1628-1630, Vienne
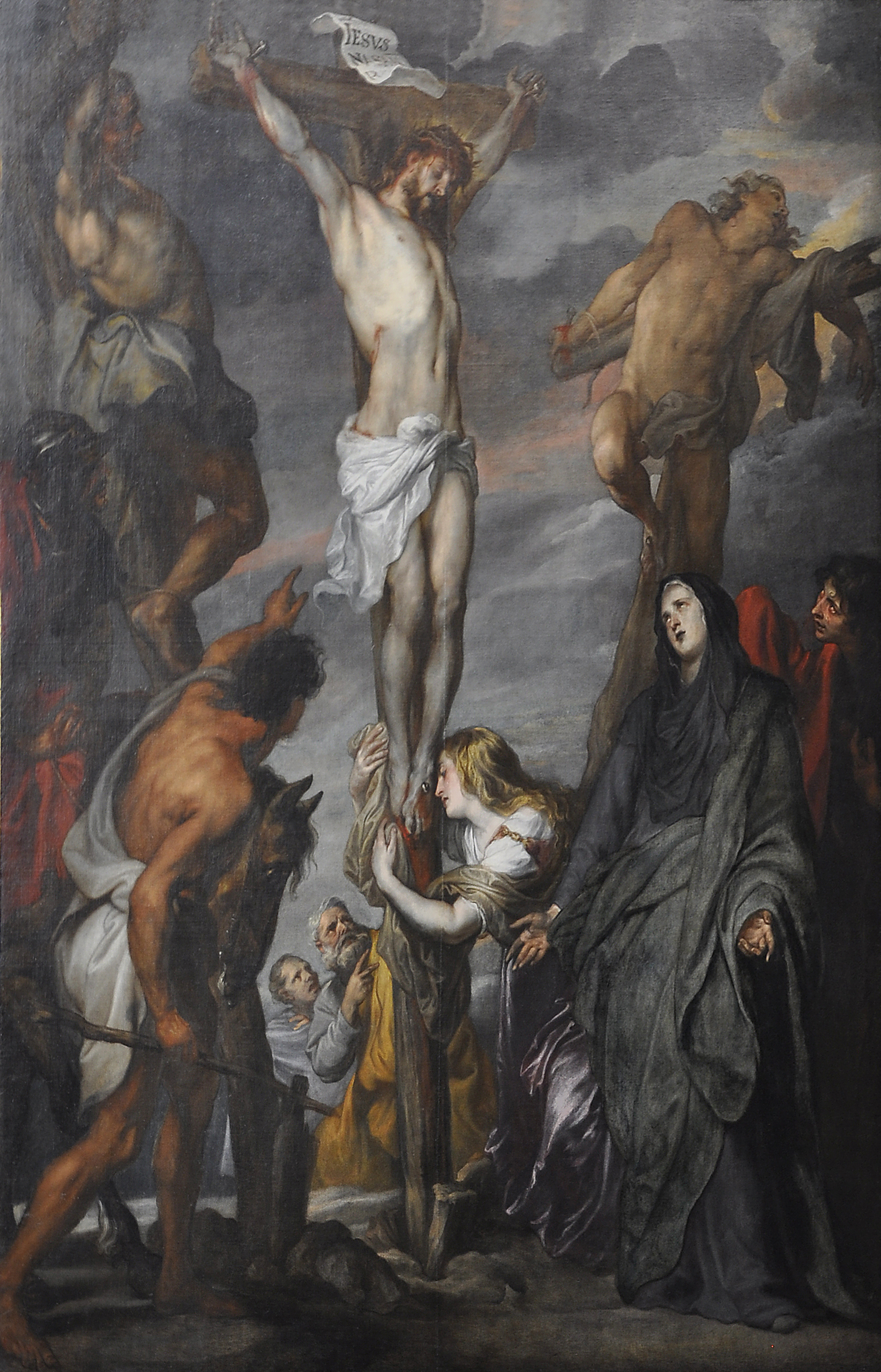
Christ en Croix 1627-1630, Malines
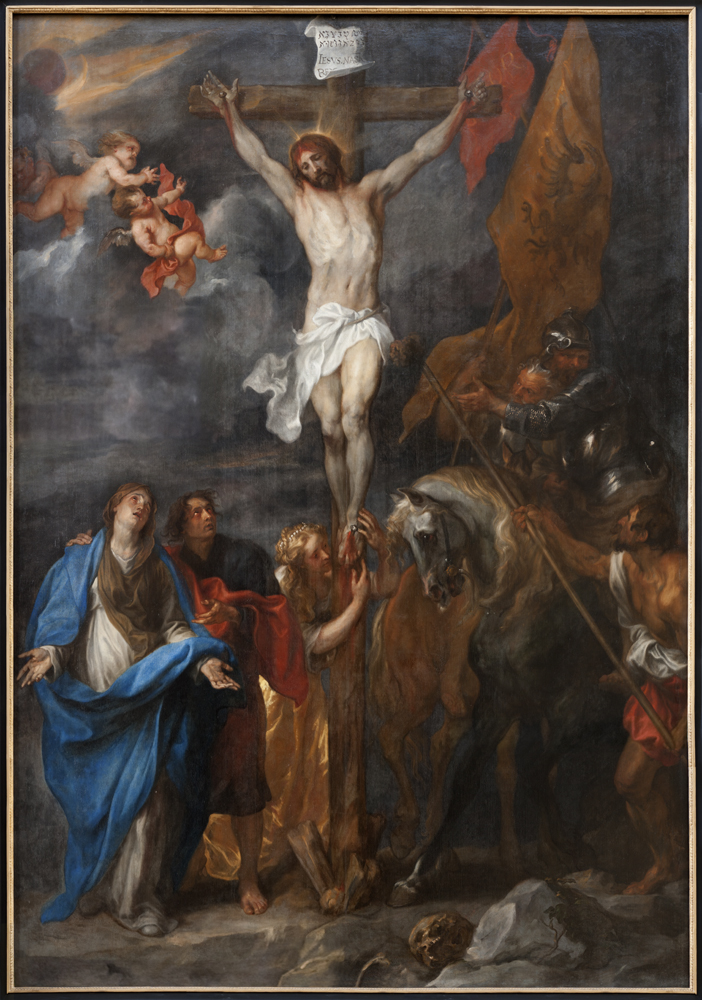
Christ sur la Croix 1628-1630, Gand

### Paysages
Van Dyck a réalisé un certain nombre de paysages au lavis ou à l'aquarelle, mais ces toiles ne sont pas parvenues à introduire en Angleterre la tradition flamande du paysage à l'aquarelle. Certains des paysages que l'on trouve dans les tableaux de van Dyck sont en fait des études, qui apparaissent dans le fond des peintures, mais beaucoup sont signées et datées, ce qui laisse à penser que l'artiste considérait ces œuvres comme achevées. Parmi les peintures paysagères, plusieurs représentent la ville portuaire de Rye, ce qui suggère que van Dyck les a sans doute réalisées alors qu'il attendait que le vent ou la marée lui permette de voyager.

### Estampes

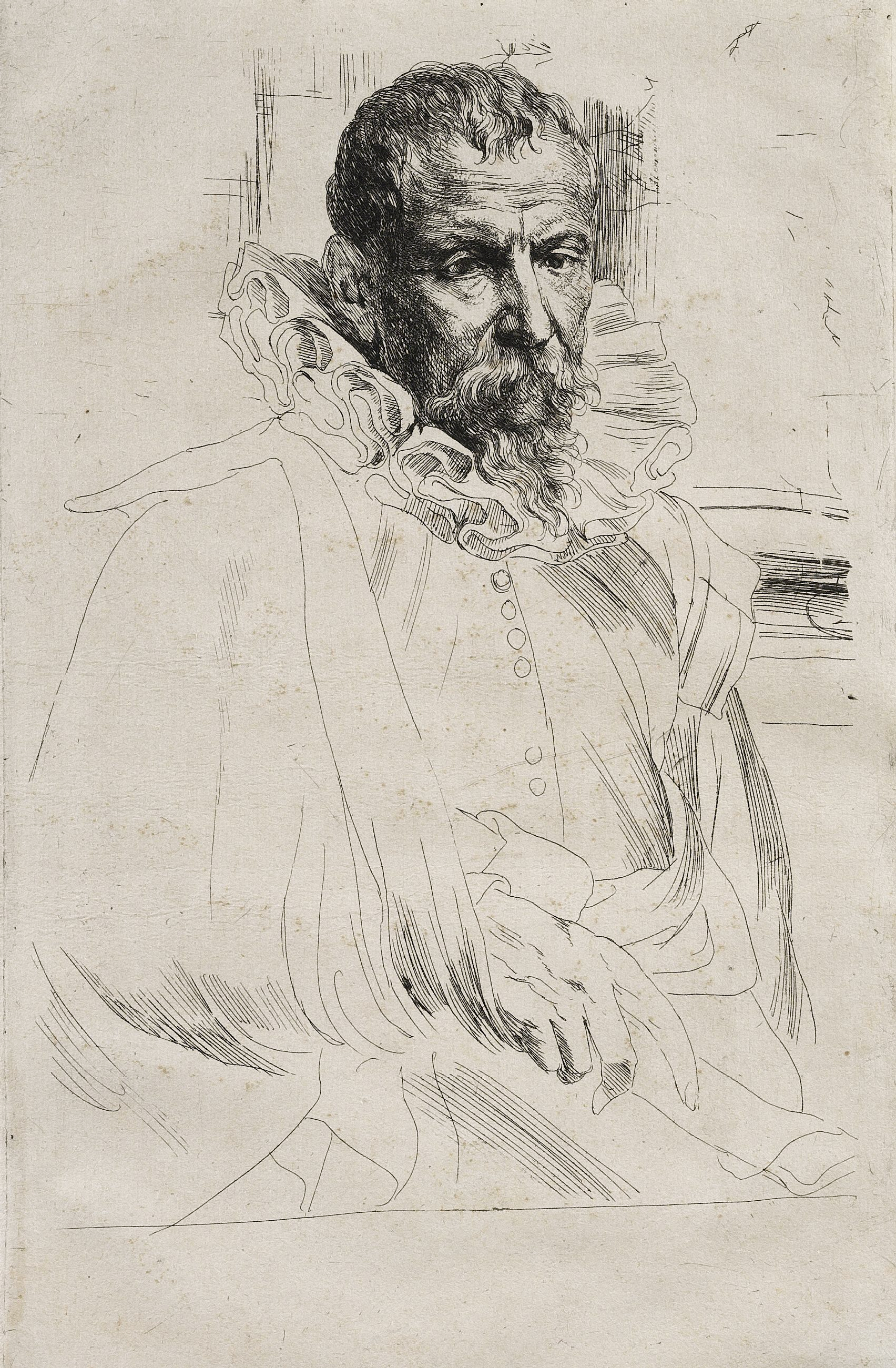
Pieter Brueghel le Jeune, gravure de van Dyck, The Frick Collection.

C'est sans doute après être revenu à Anvers de retour d'Italie que van Dyck a commencé son Iconographie, un ouvrage rassemblant des portraits d'éminents contemporains (hommes d'état, savants, artistes). Pour ce projet, Van Dyck a produit de nombreux dessins. Dix-huit portraits ont été gravés à l'eau-forte par Van-Dyck lui-même, tandis que la majorité des planches sont de la main de graveurs professionnels qui ont interprété les dessins du maître. Les planches de la main de Van-Dyck semblent avoir été mises dans le commerce qu'après sa mort, et les tirages des premiers états sont très rares. Il a continué à compléter la série au moins jusqu'à son départ pour l'Angleterre, mais c'est sans doute à Londres qu'il fit réaliser celle d'Inigo Jones.
L'Iconologie fut un grand succès, mais c'est la seule fois que Van Dyck s'aventura dans la gravure car la réalisation de portraits peint payait sans doute mieux et qu'il était en outre très demandé. La grande qualité de l'ensemble est reconnue des historiens de l'art « La gravure de portraits existait à peine avant lui, et elle est soudainement apparue dans son travail au plus haut point qu'elle a jamais atteint dans l'art ».
À sa mort, il existait quatre-vingts planches réalisées par d'autres, dont cinquante deux faites par des artistes, outre les dix-huit réalisées par van Dyck lui-même. Ces planches furent achetées par un éditeur et ont été utilisées pendant des siècles de sorte qu'elles finissaient par s'user ce qui impliquait d'en refaire périodiquement, ce qui explique que, à la fin du XVIIIe siècle, il y avait plus de deux cents planches de portraits qui ont d'ailleurs été rachetées par le musée du Louvre,.
L'iconographie de van Dyck fut assez influente comme modèle commercial de la reproduction de gravures. Sa collection de planches de dessins, maintenant oubliée, fut très populaire jusqu'à l'avènement de la photographie. Le style des gravures van Dyck, avec des lignes ouvertes et des points, contrastait remarquablement de celui d'autres grands graveurs de portraits de l'époque, comme Rembrandt, et eut un faible impact stylistique jusqu'à la fin du XIXe siècle, où il influença des artistes telles que James Whistler. L'historien d'art Hyatt Mayor écrivit à ce sujet :

« Les graveurs ont par conséquent étudié van Dyck car ils peuvent espérer se rapprocher de sa brillante authenticité, alors que personne ne peut espérer approcher la complexité des portraits de Rembrandt. »

### Galerie chronologique

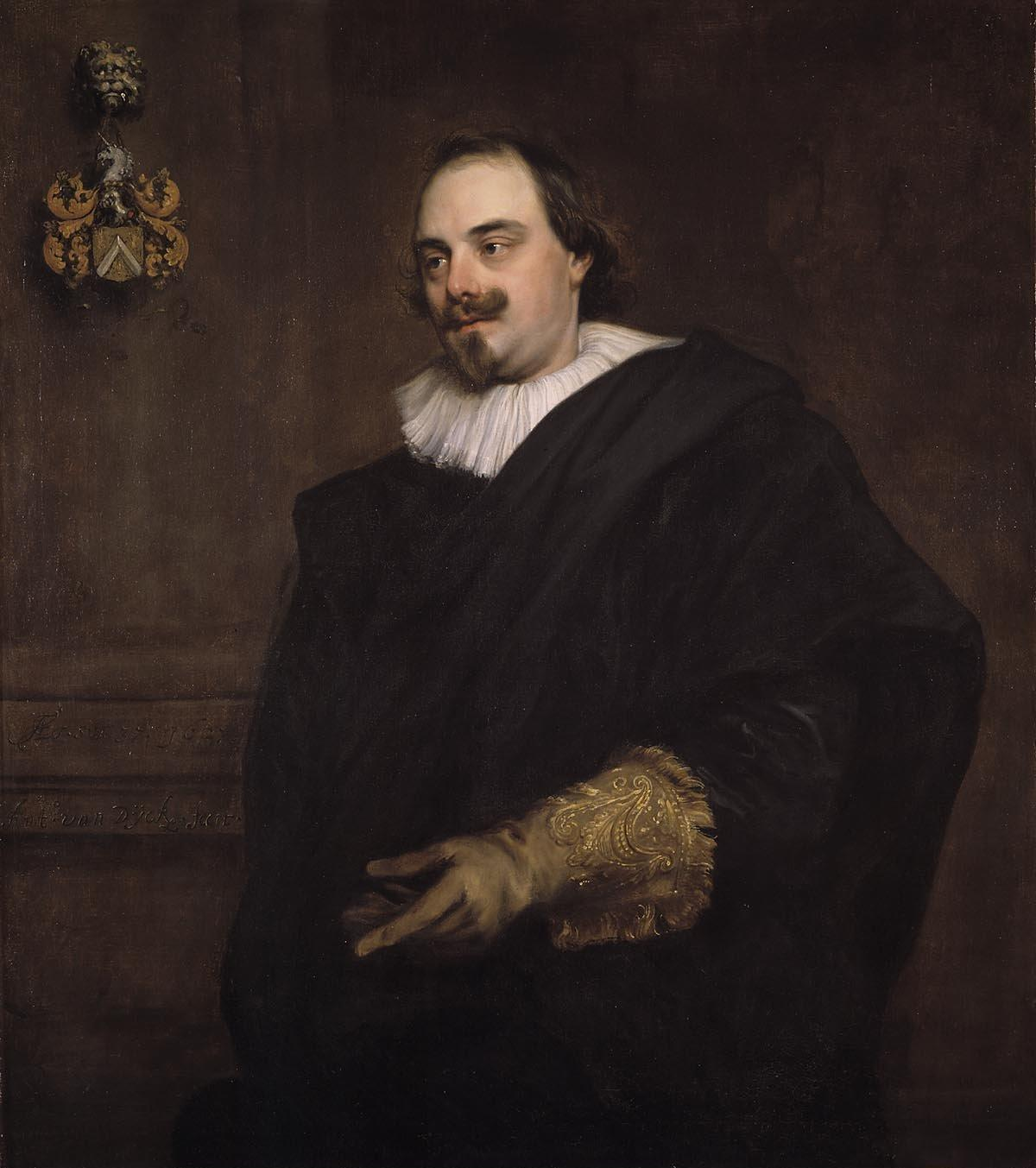
Peeter Sevens 1627, La Haye
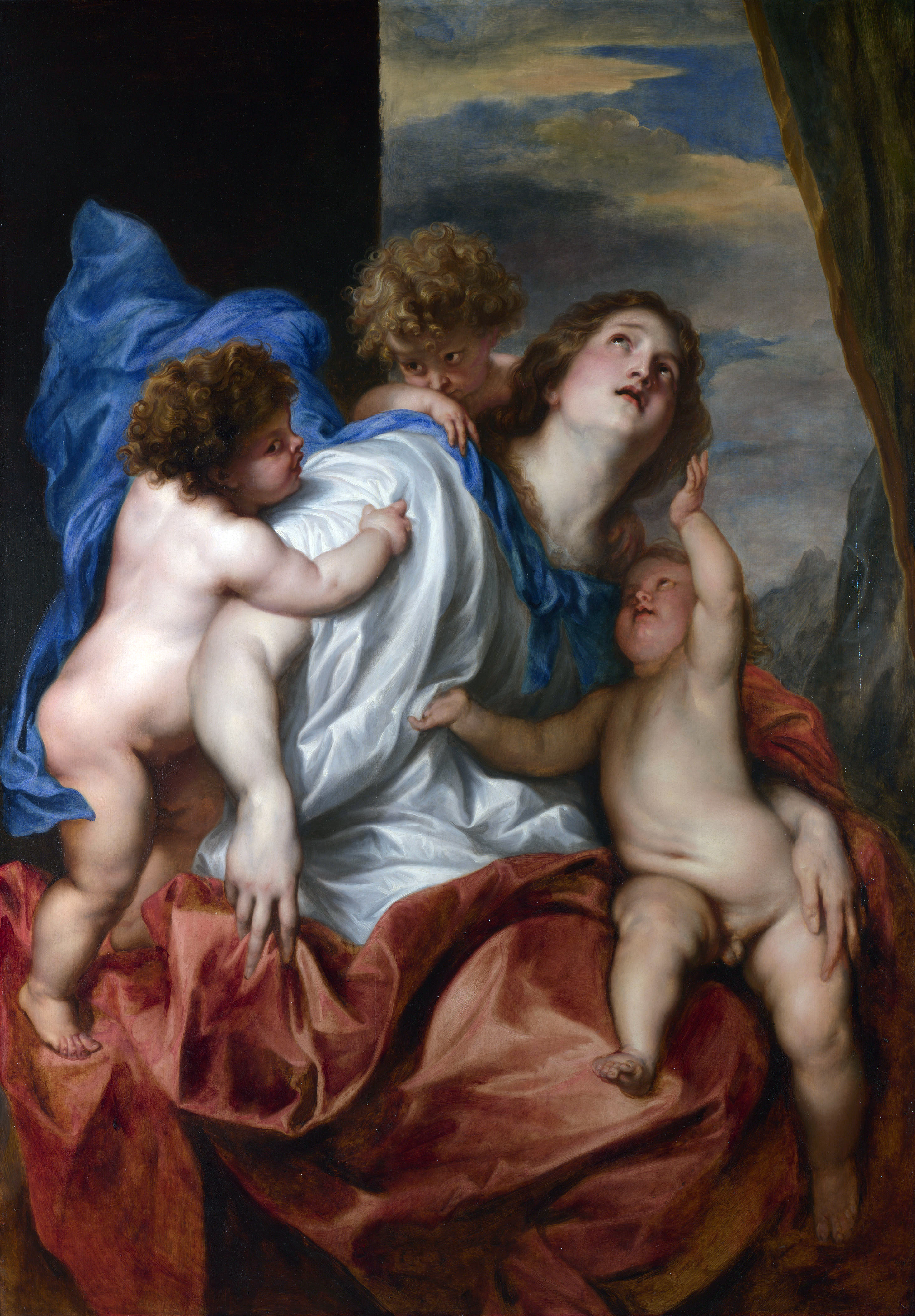
La Charité 1627-1628, Londres
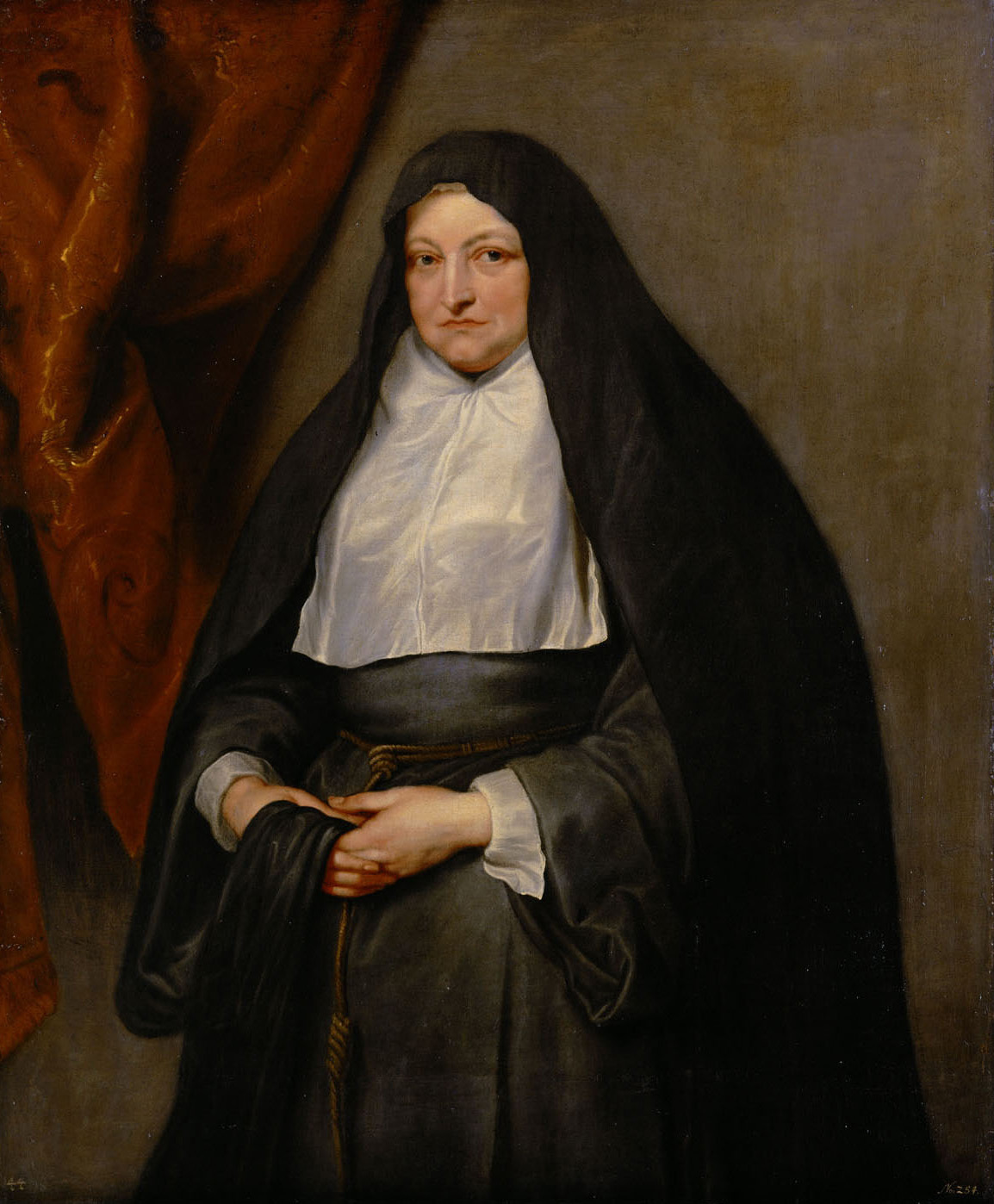
Portrait d'une Veuve 1627-1630, Vienne
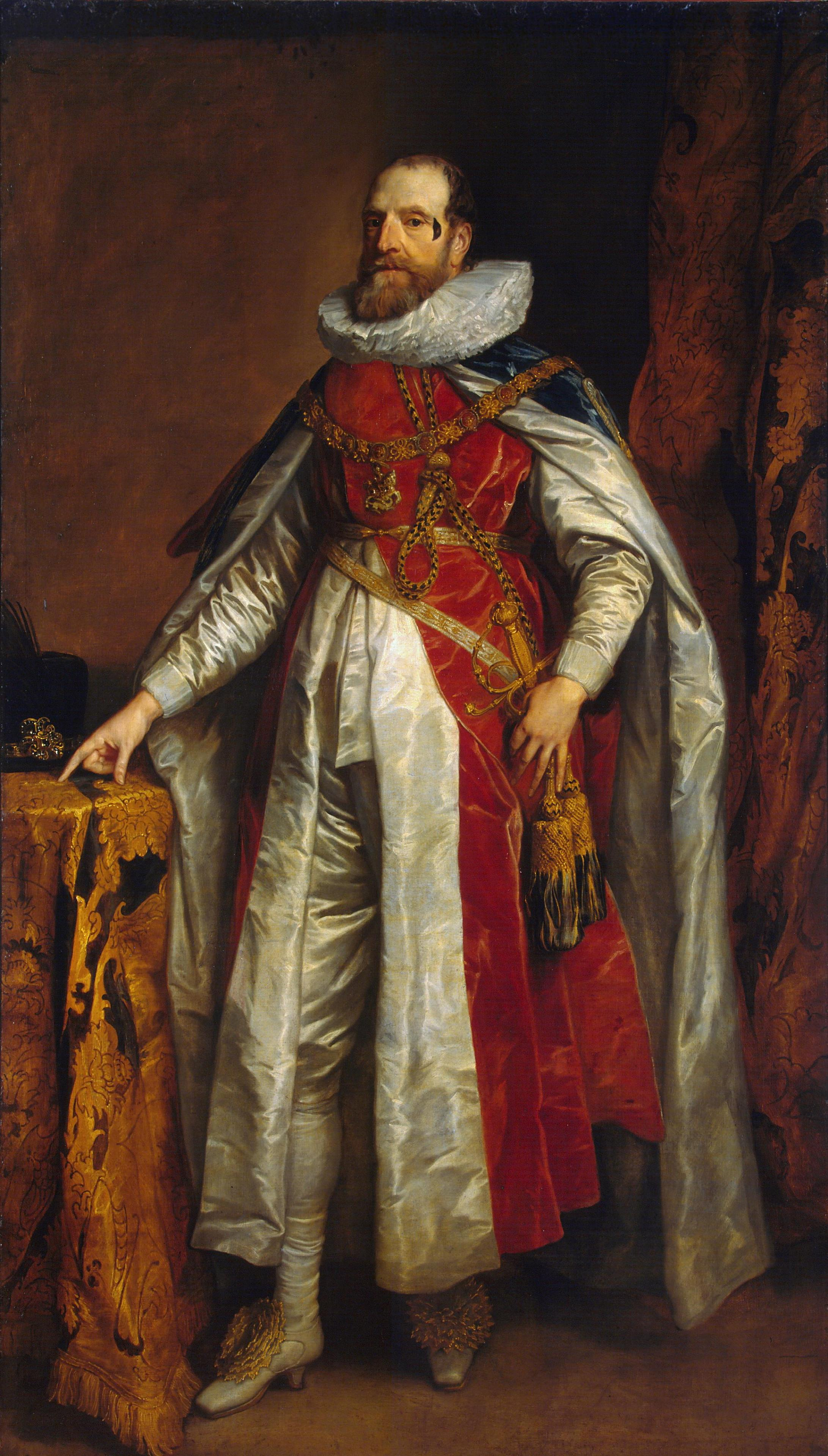
Portrait d'Henri Danvers 1628-1630, Vienne
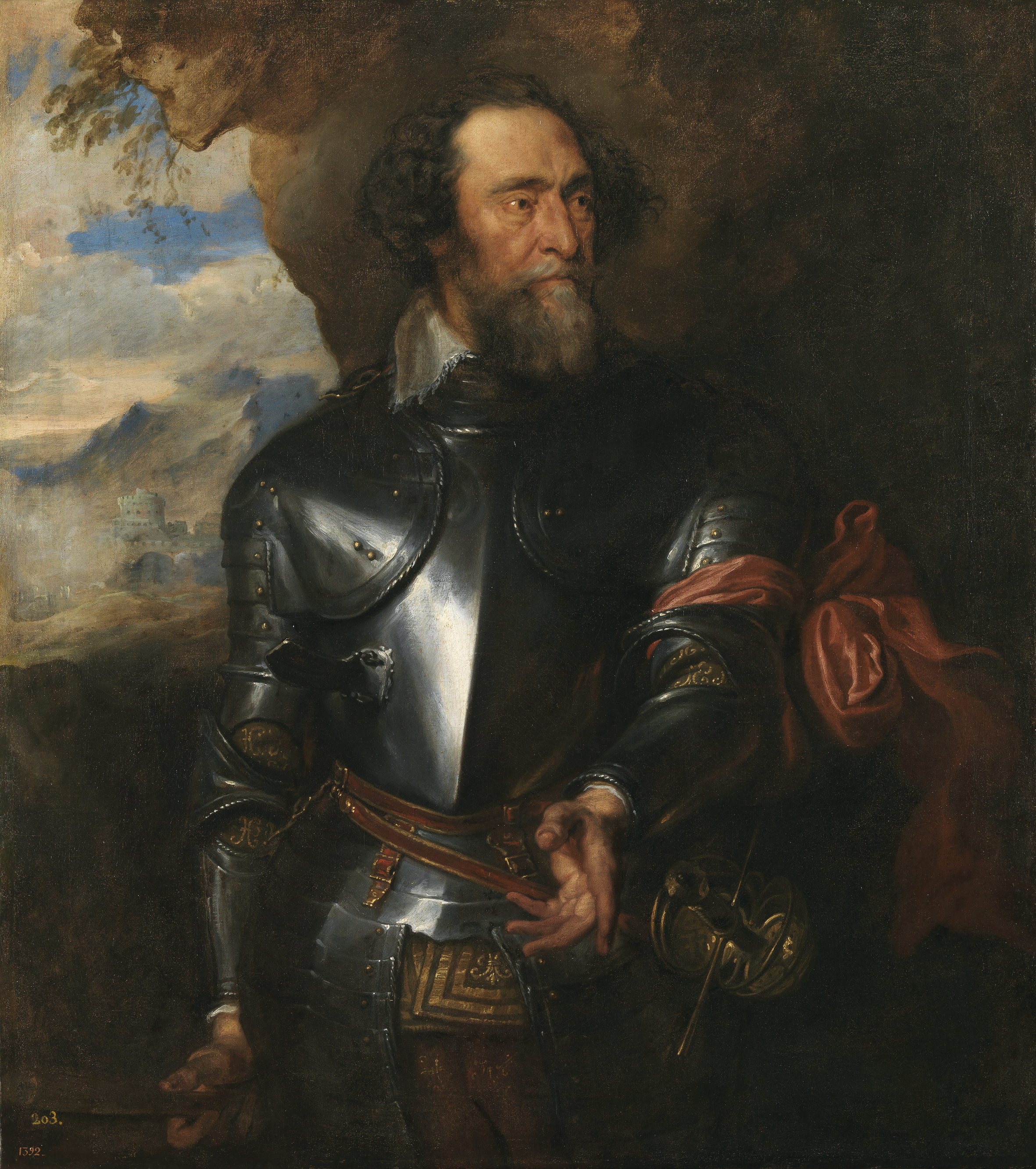
Comte Henri de Bergh 1624-1629, Madrid
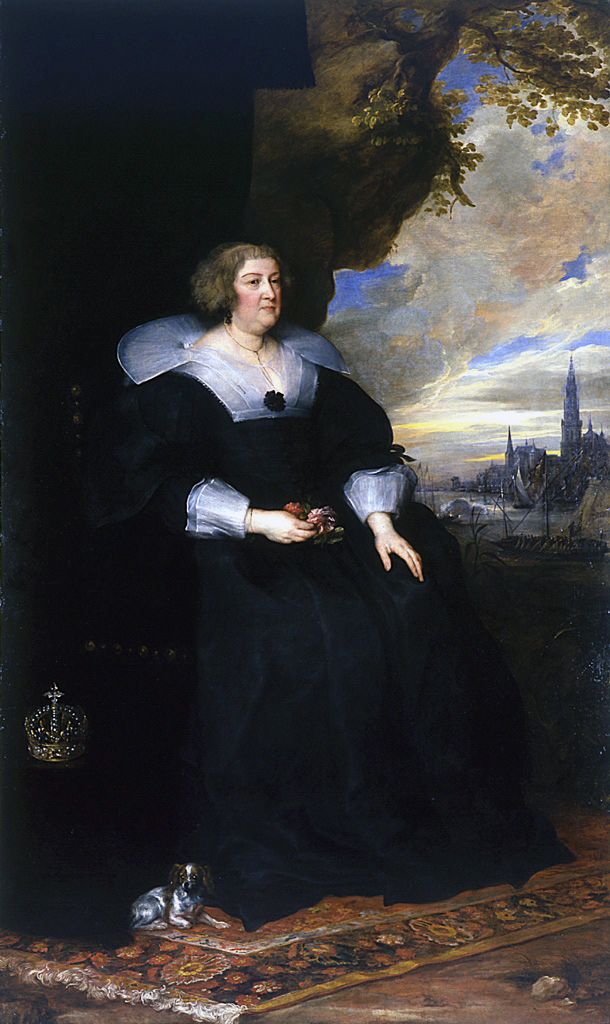
Marie de Médicis 1631, Bordeaux
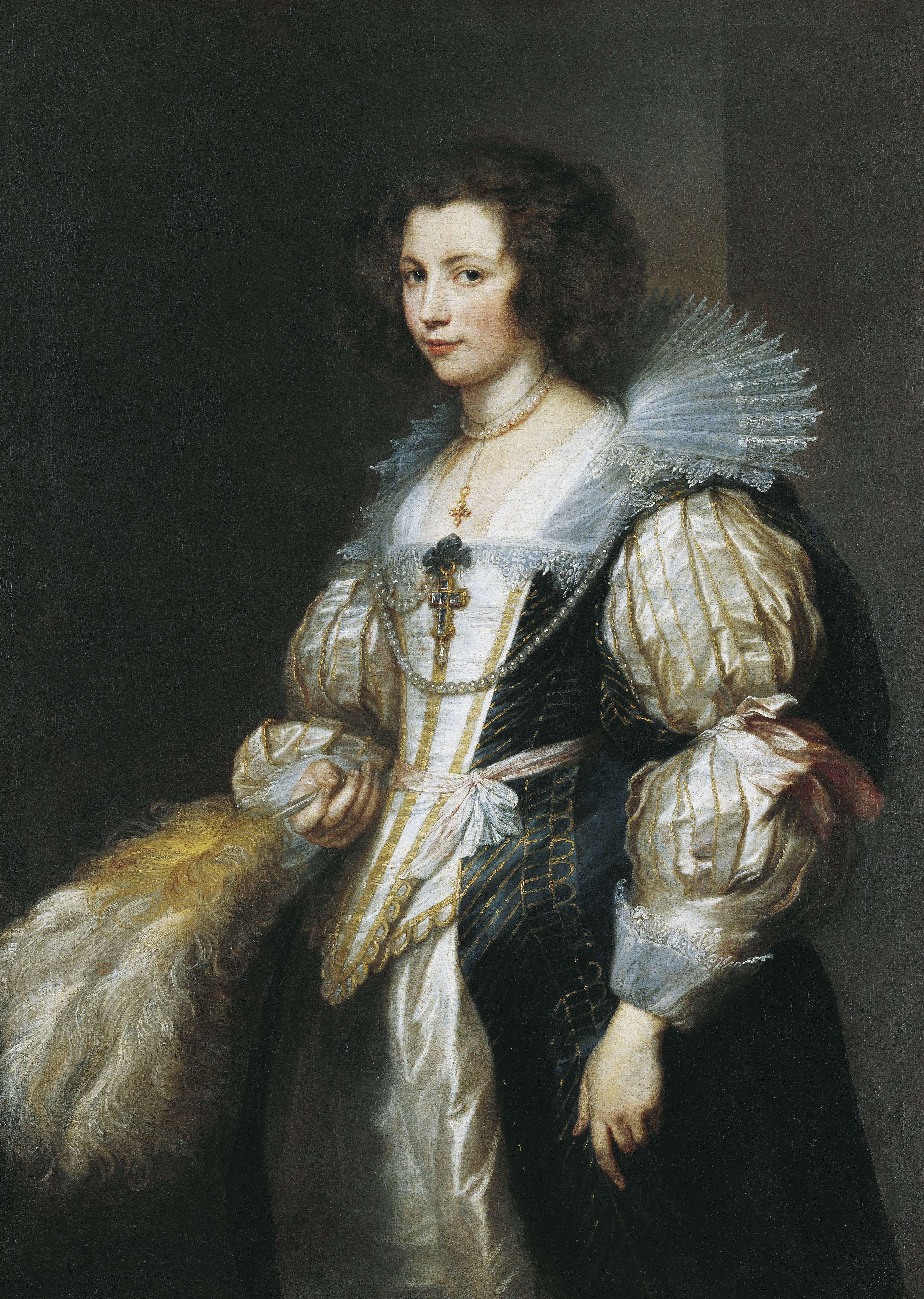
Portrait de Marie-Louise de Tassis 1630, Vaduz
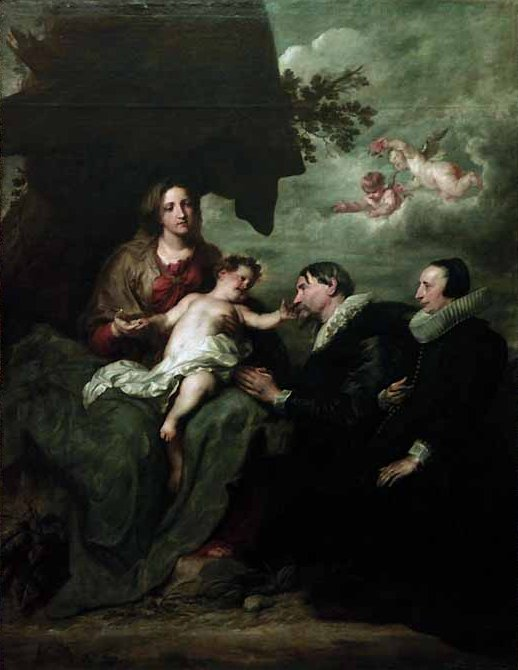
La Vierge aux donateurs v. 1630, Louvre
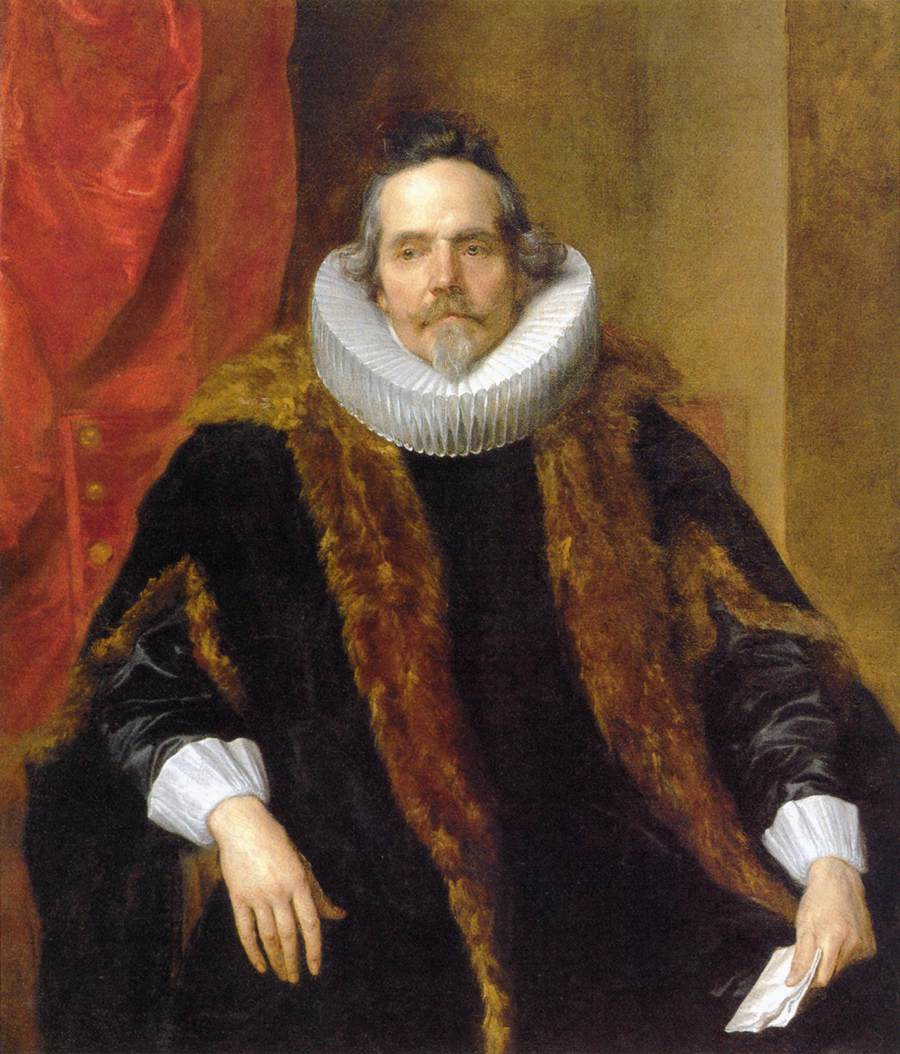
Jacques le Roy, 1631 Thyssen-Bornemisza, Madrid

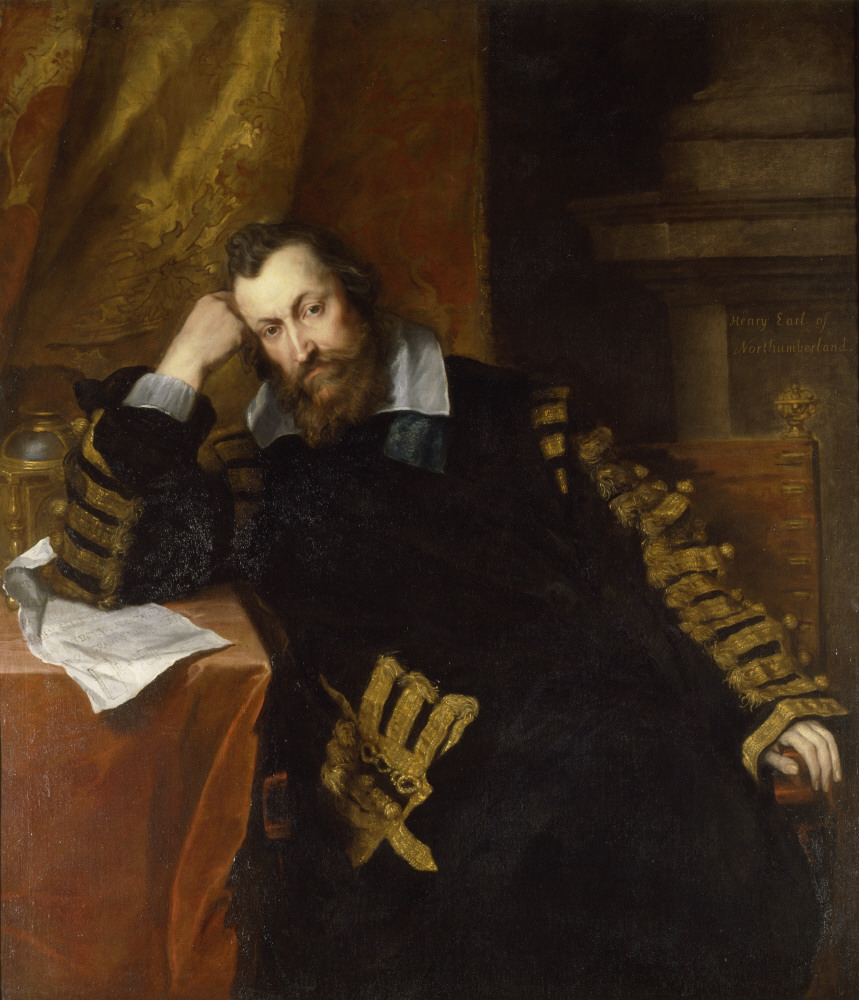
Henry Percy, 1632 Petworth house
Philip, Lord Wharton 1632, Washington
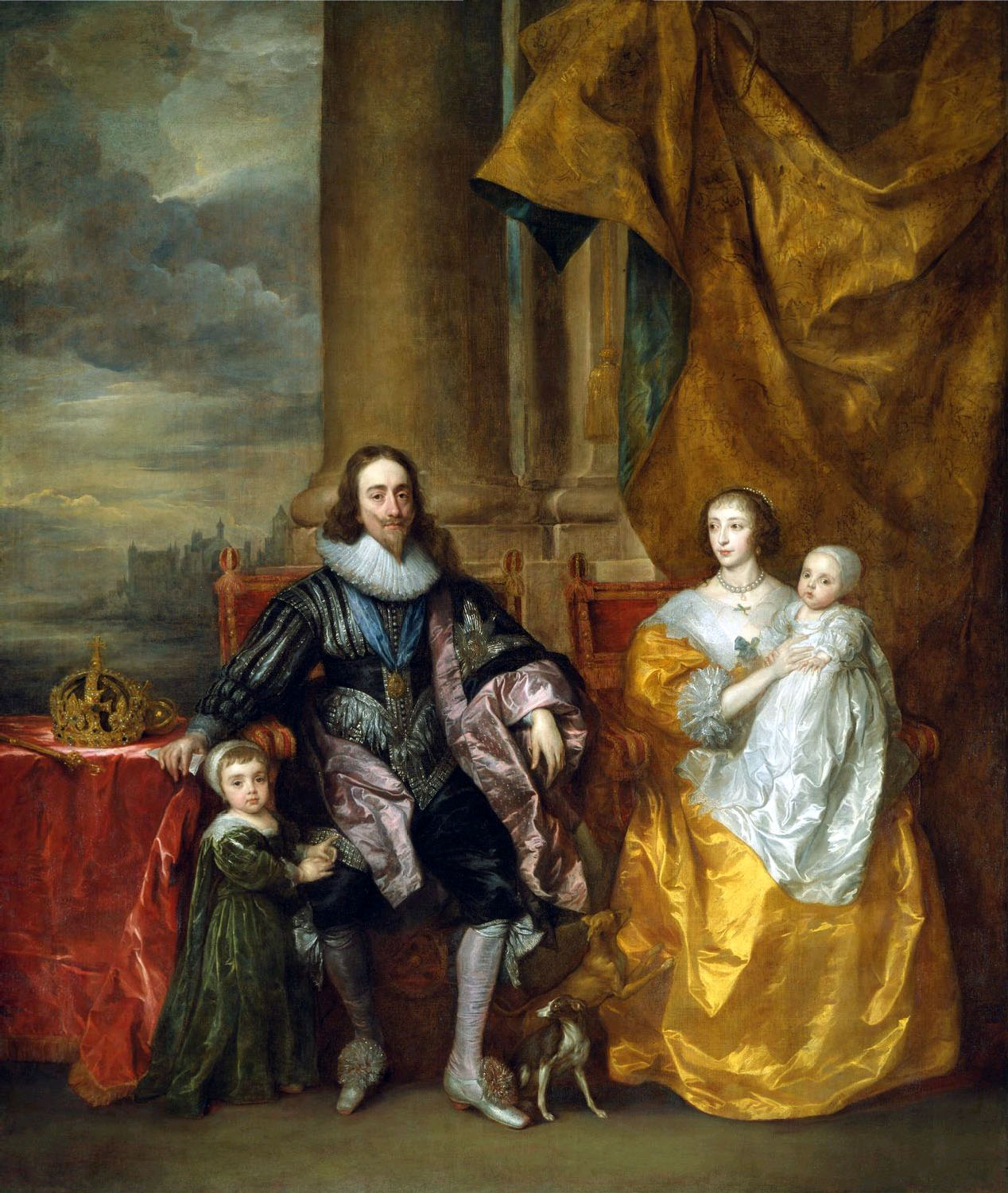
Charles Ier, son épouse et deux enfants 1633, Royal Collection
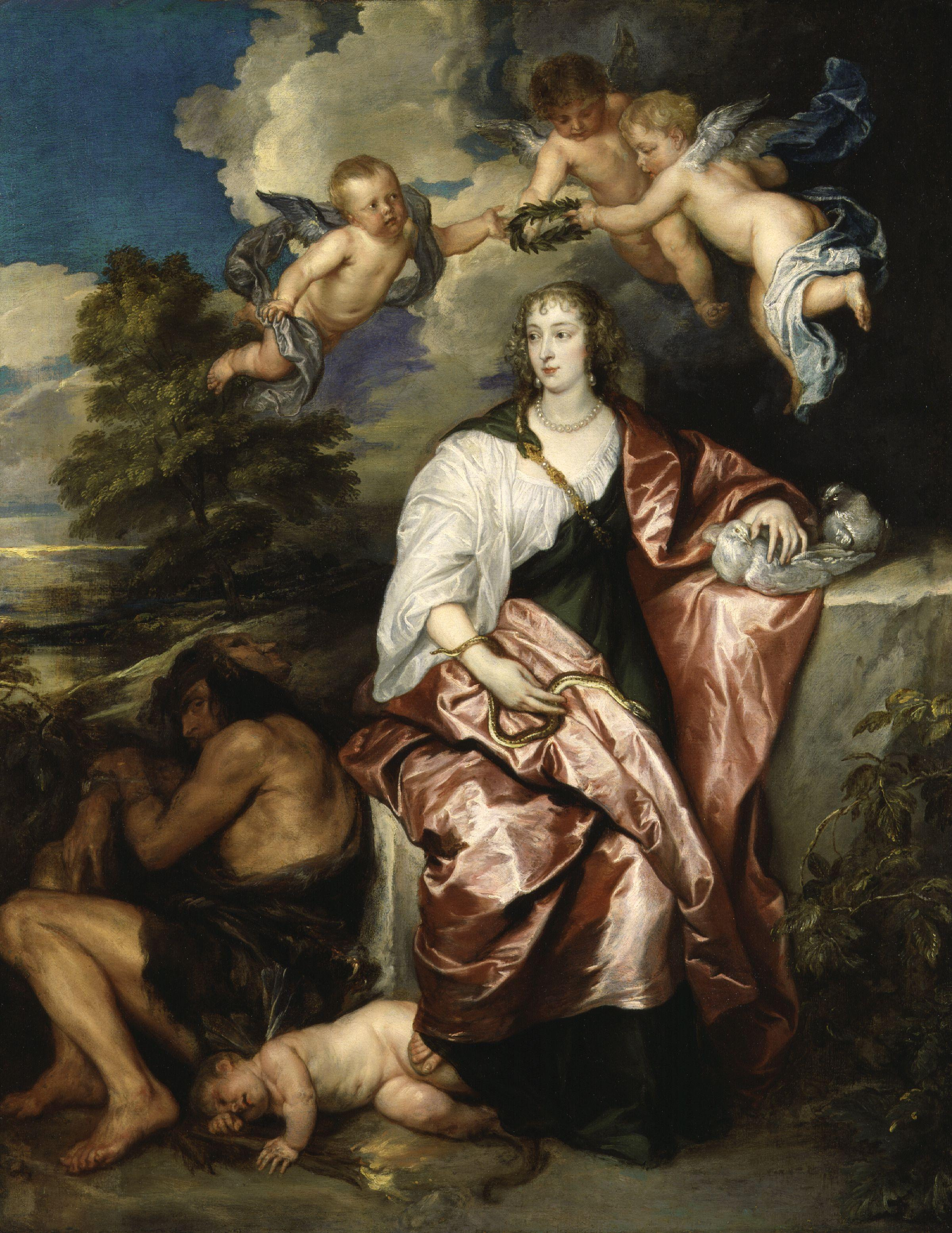
Lady Digby 1633, Portrait Gallery
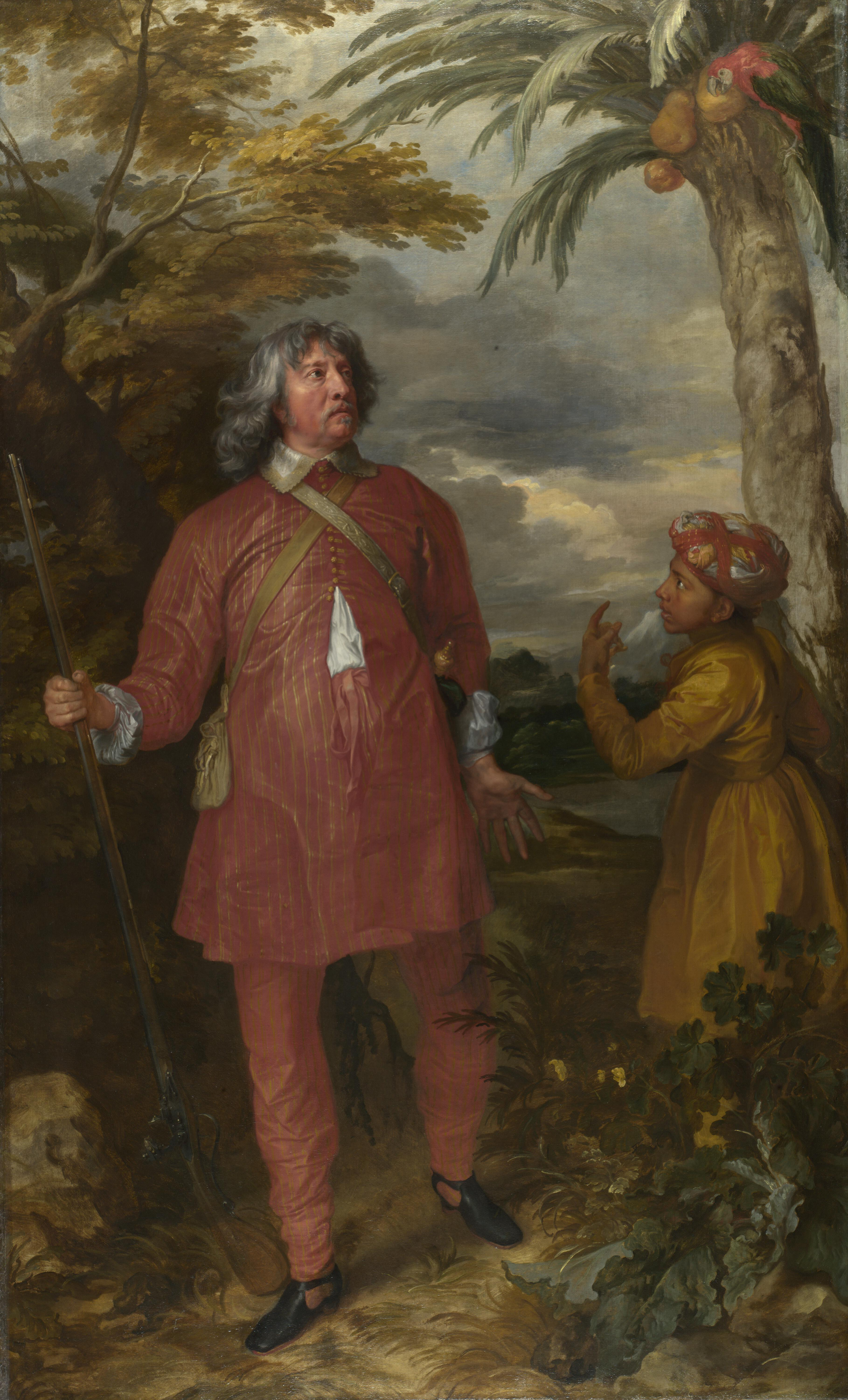
William Felding 1633-1634, Londres
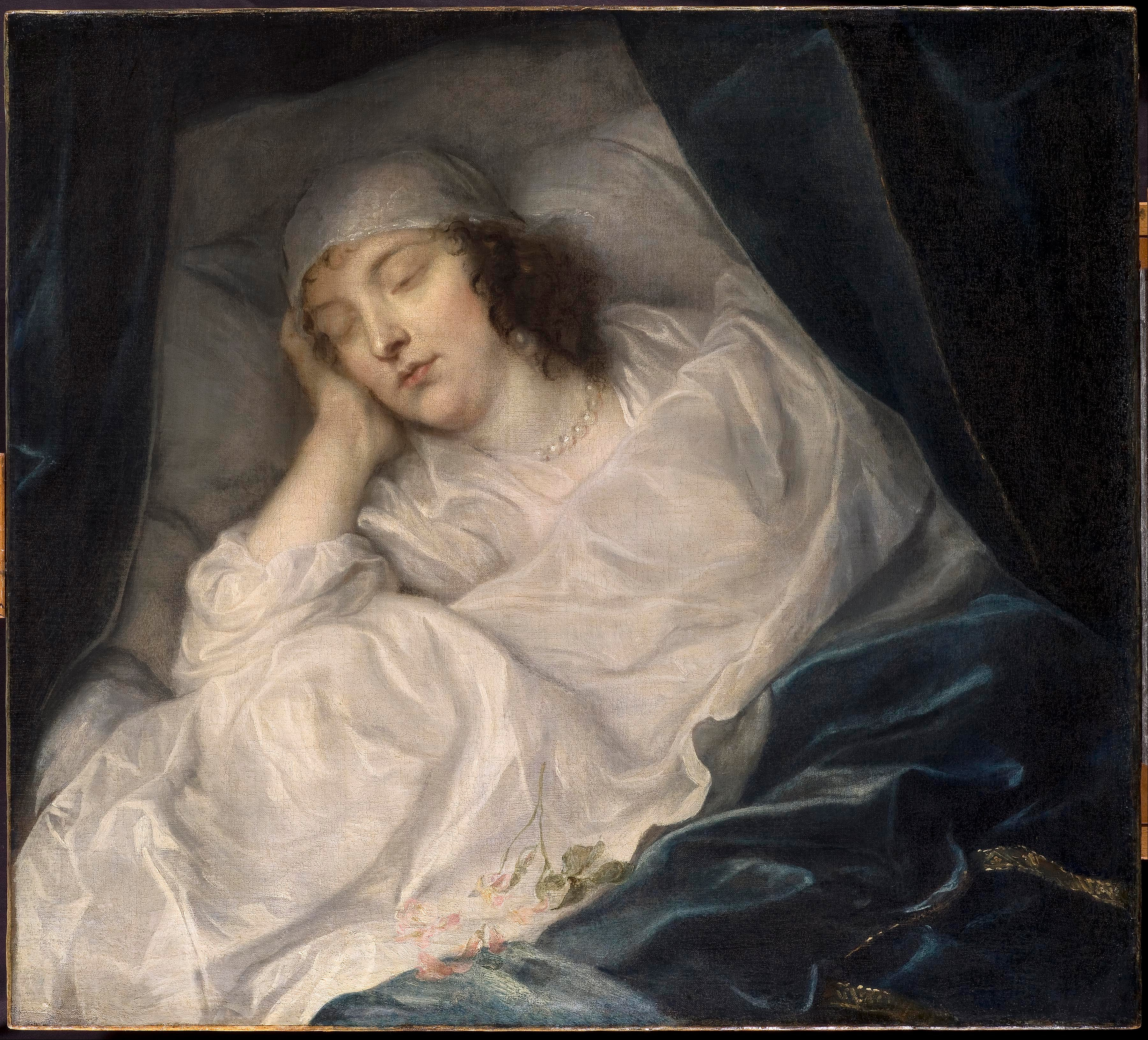
Lady Digby sur son lit de mort, 1634 Dulwich Picture gallery
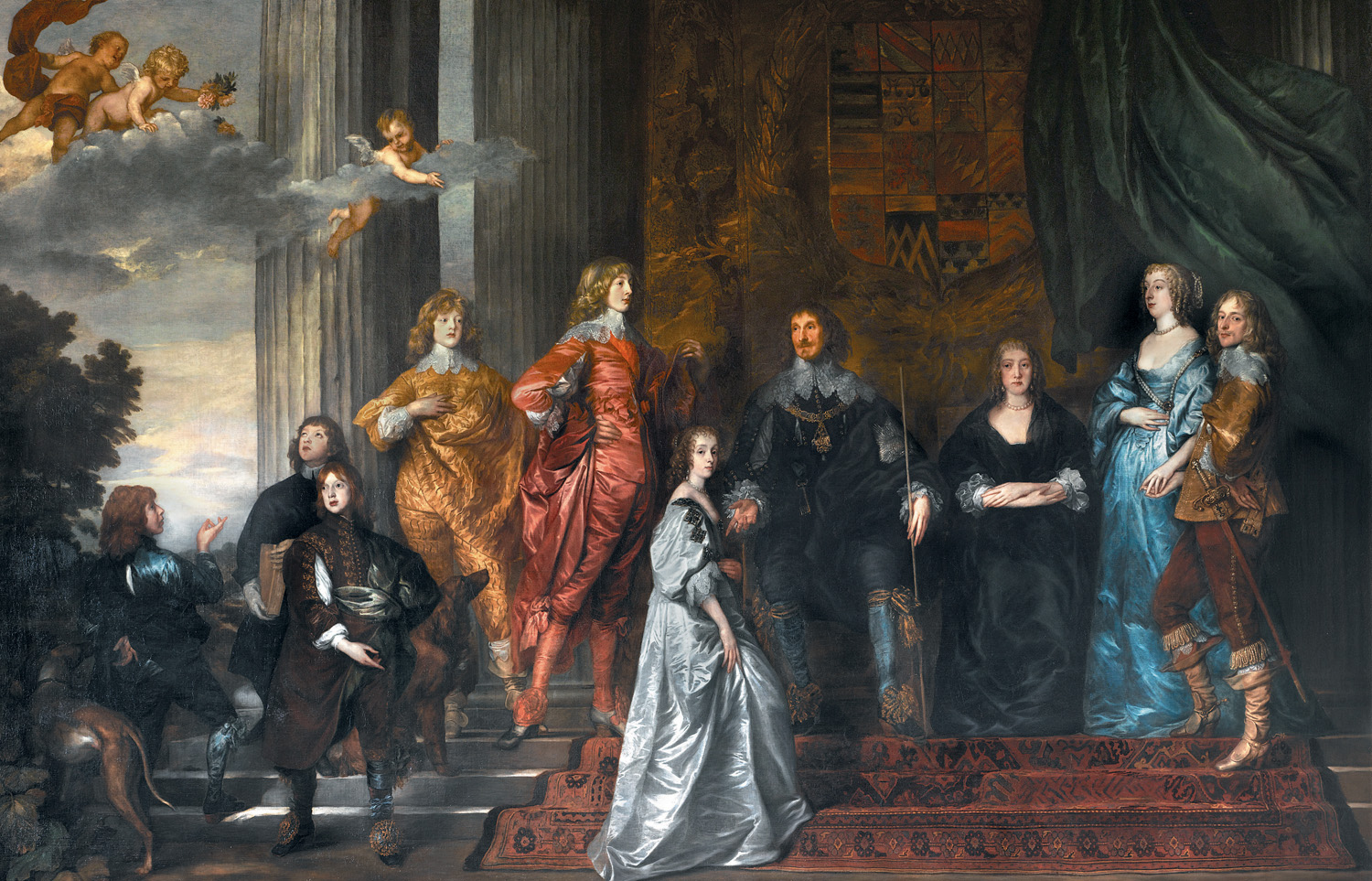
Philip Herbert et sa Famille 1634, collection de Pembroke
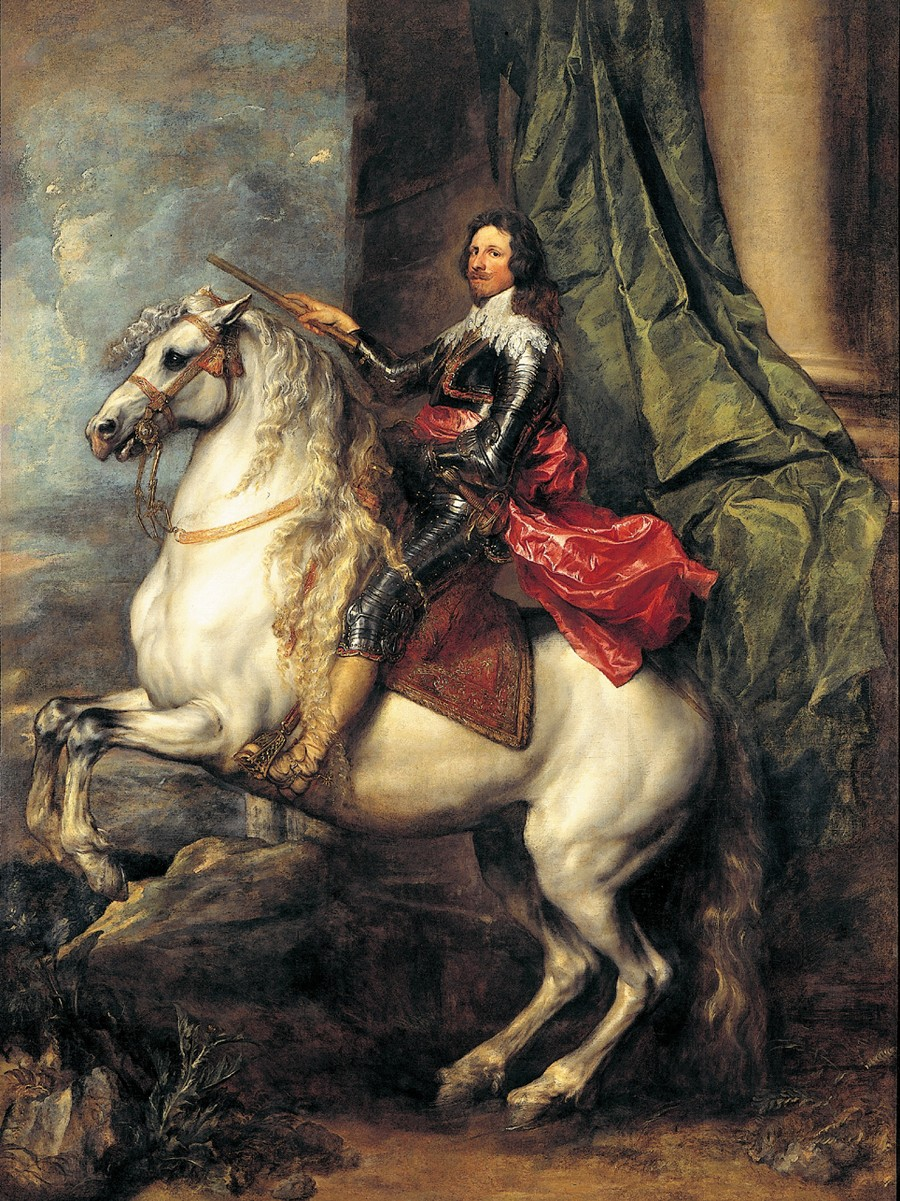
Thomas de Savoie-Carignano 1634, Turin
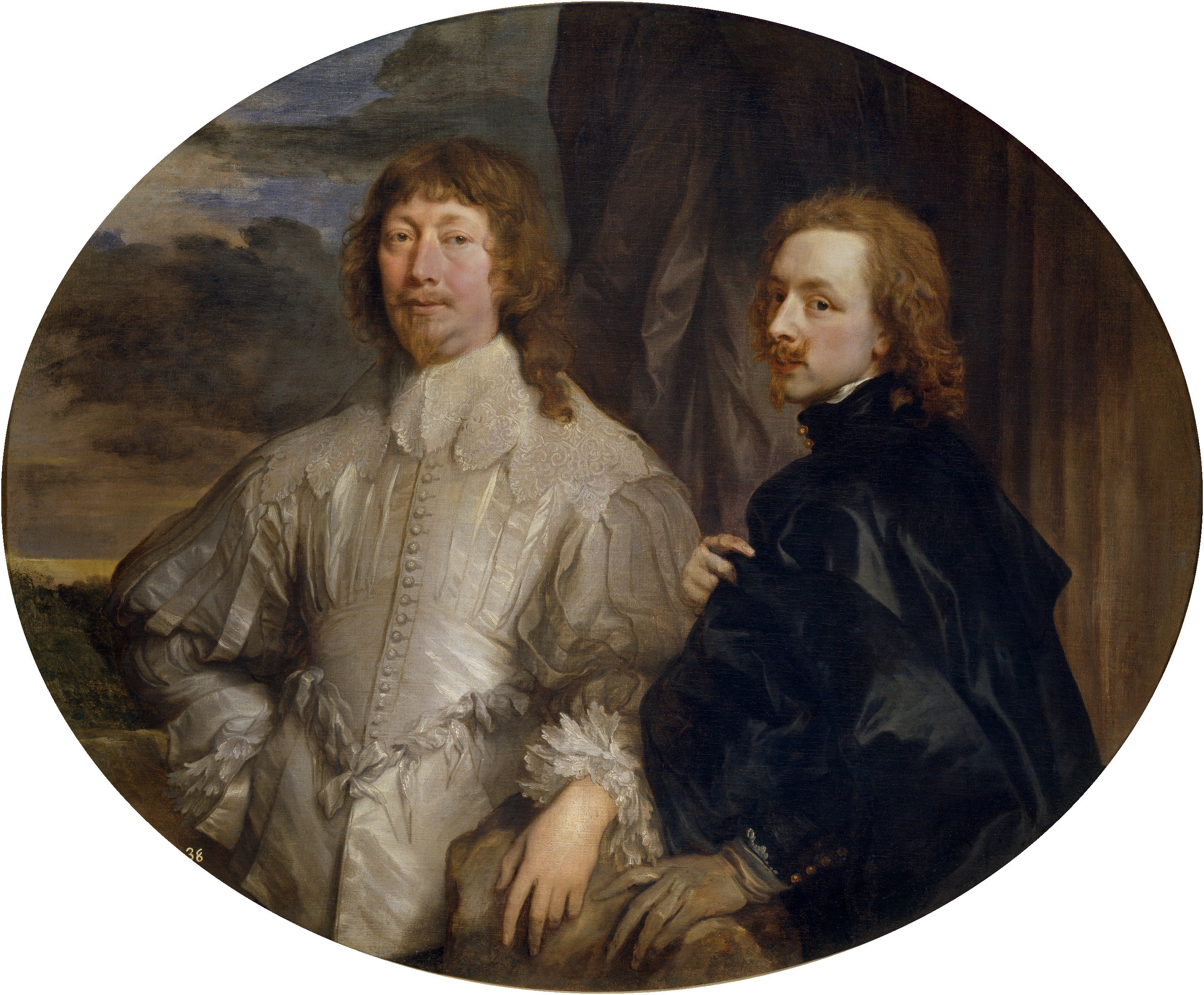
Autoportrait avec Endymion Porter 1635, Madrid
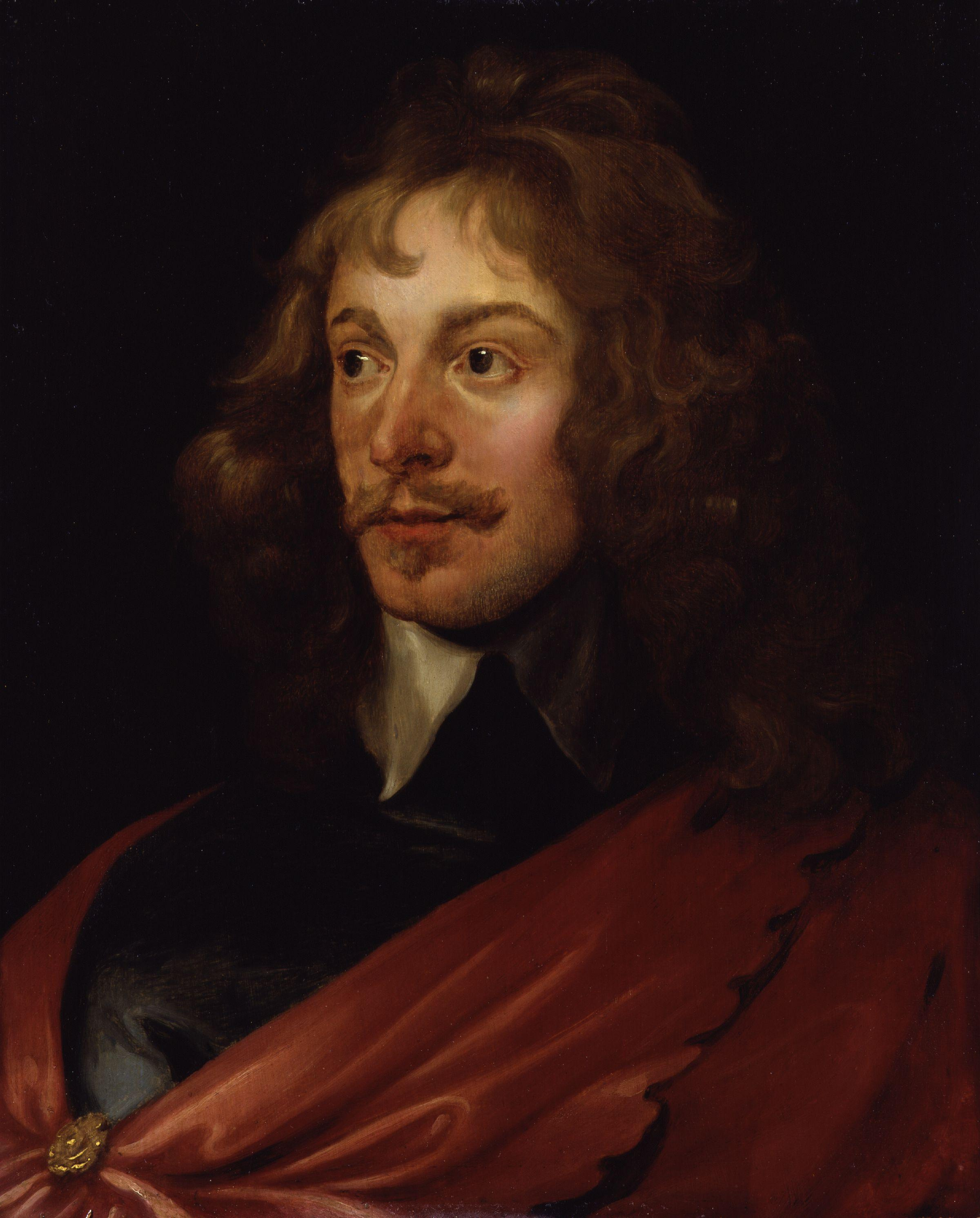
Sir John Sucking Portrait Gallery
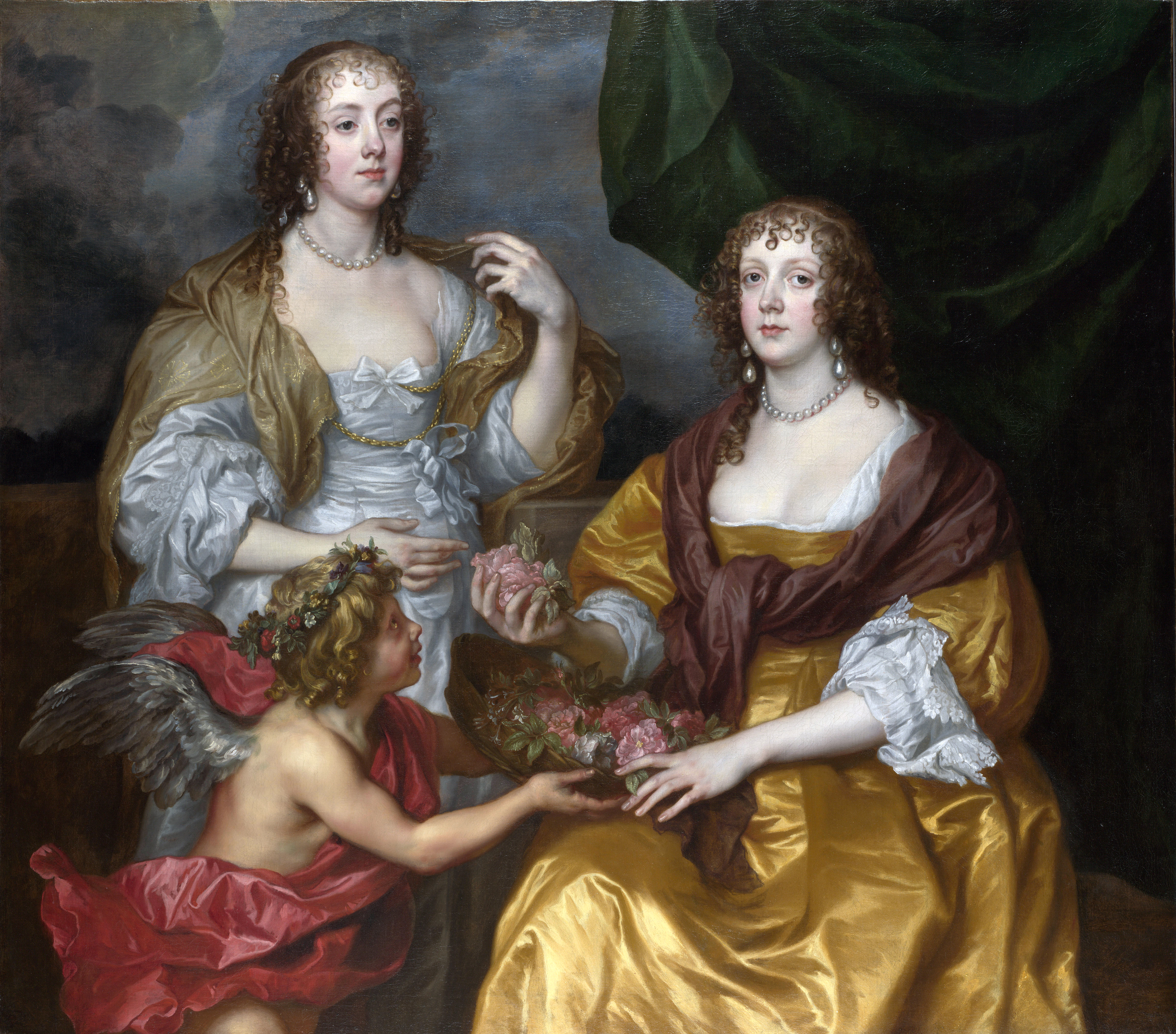
Lady Thimbelby et sa Sœur 1637, Londres
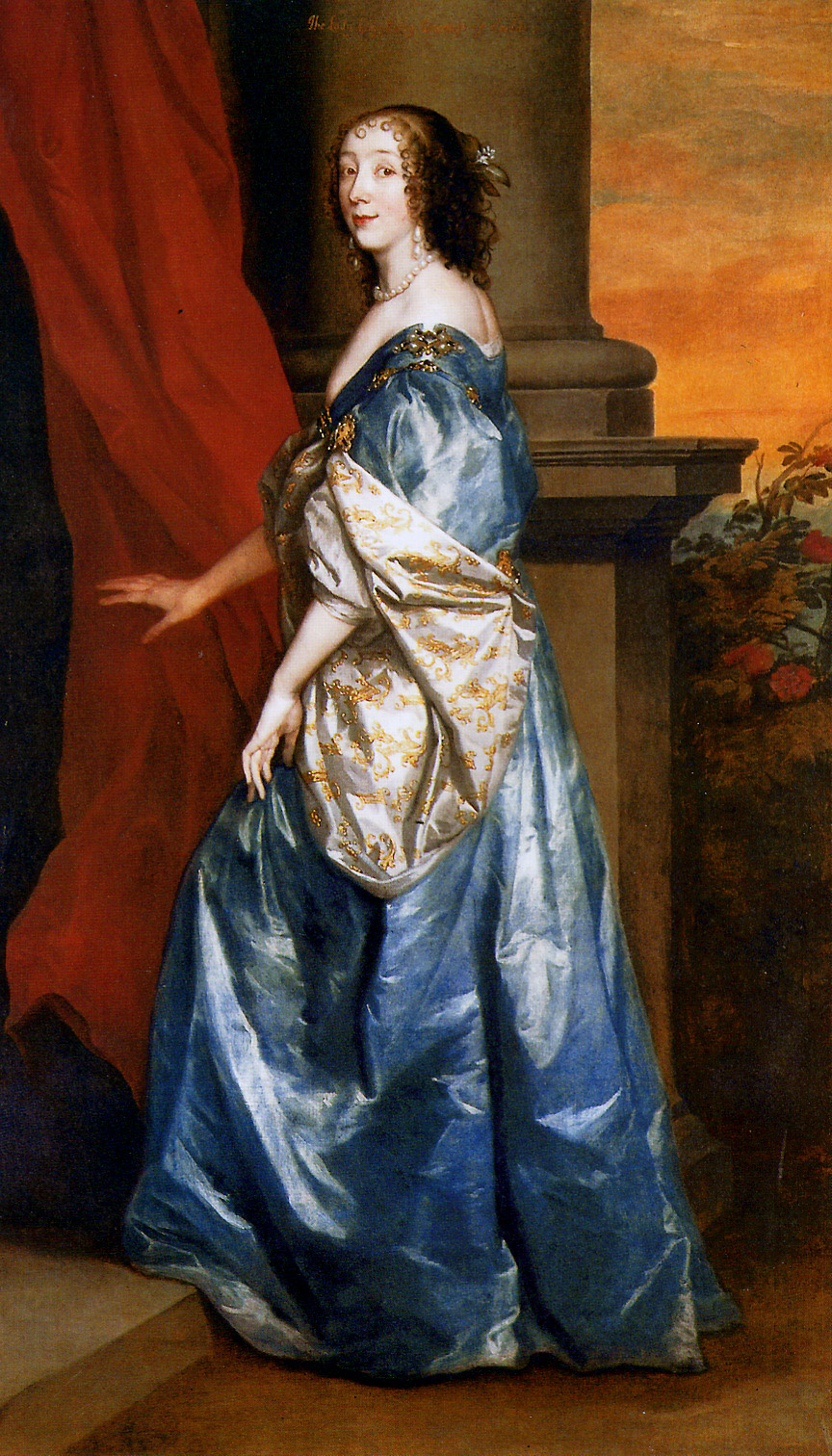
Lucy Percy 1637-1638, Tate Britain
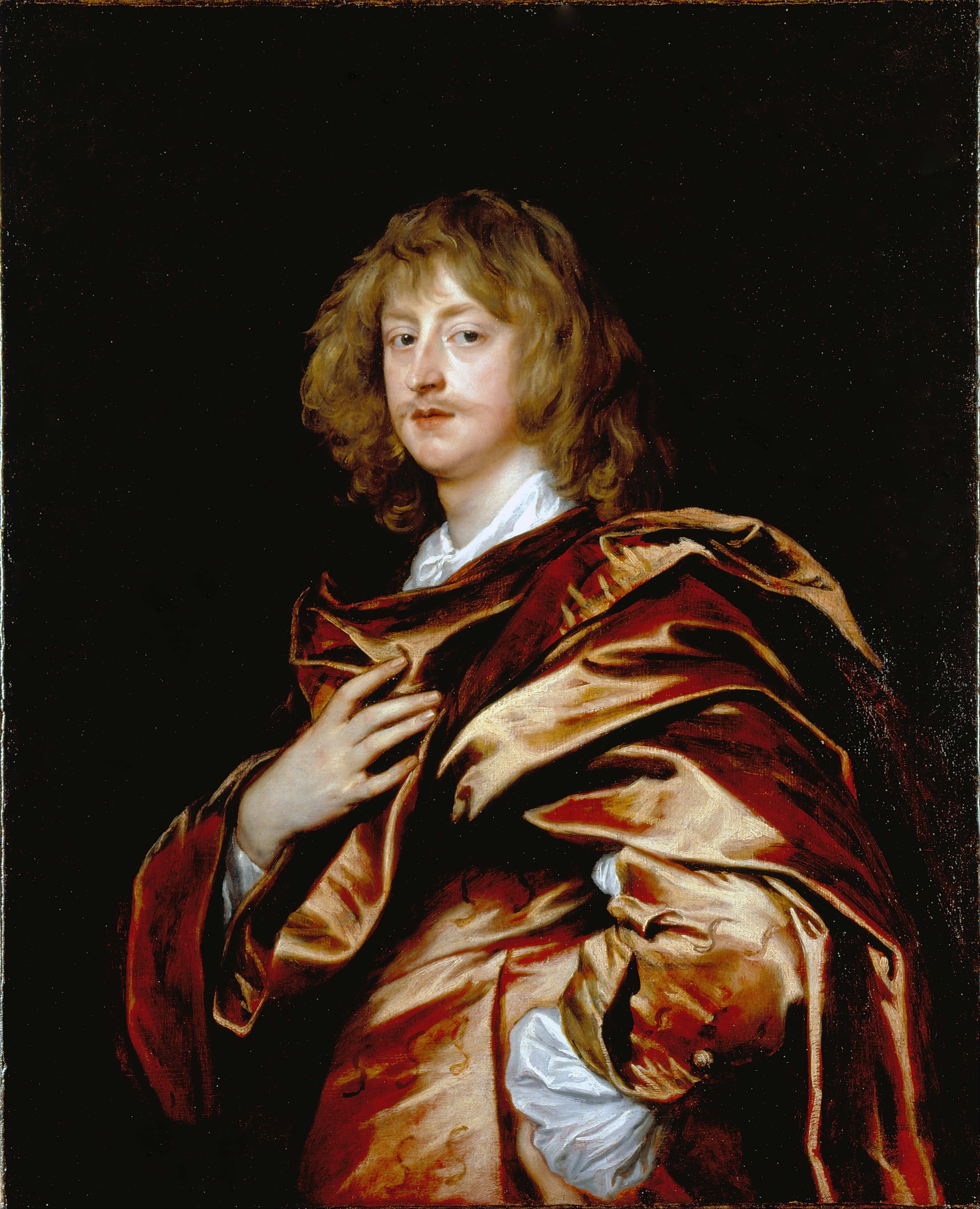
George Digby 1638, Dulwich Picture Gallery
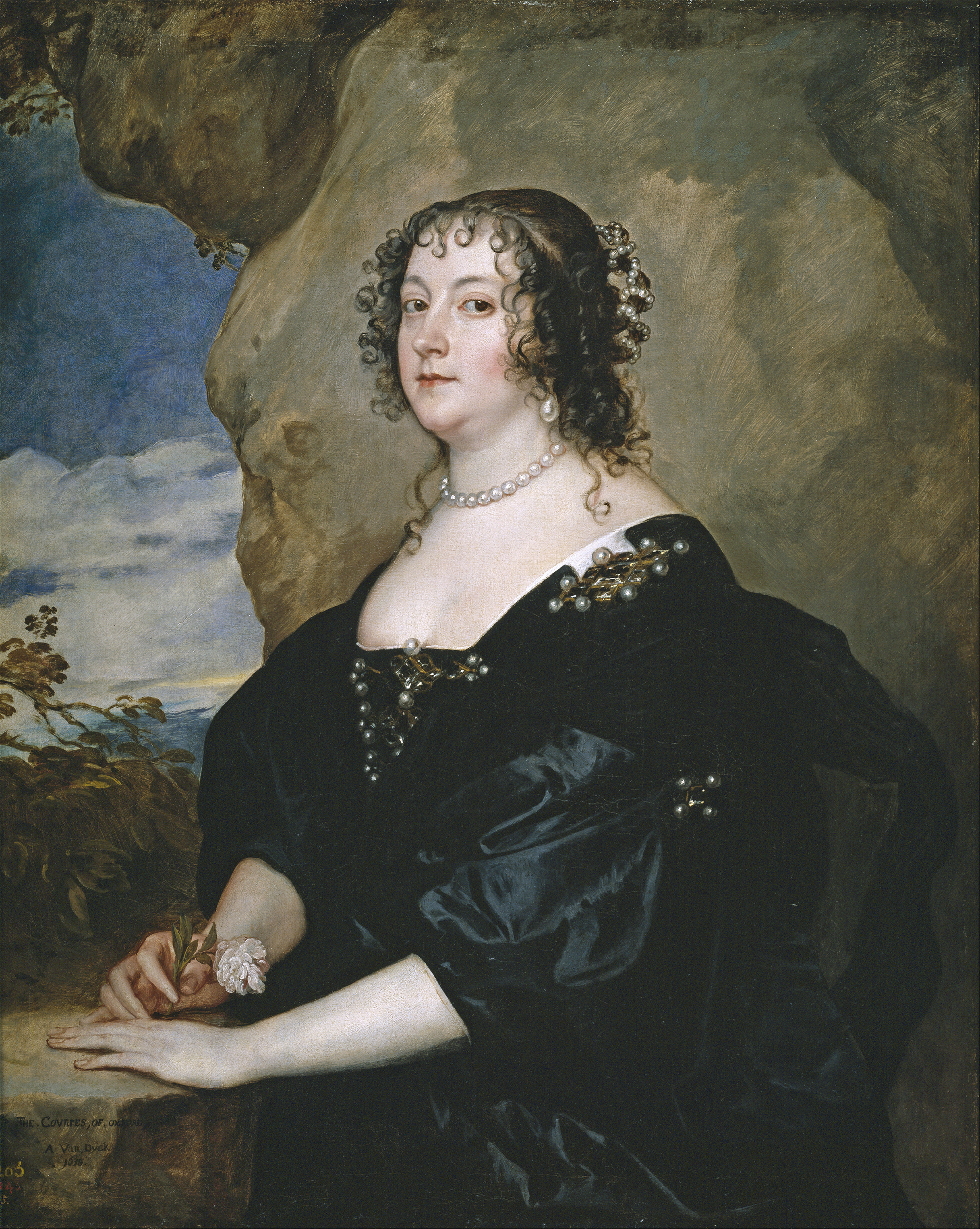
Diana Cecil 1638, Madrid
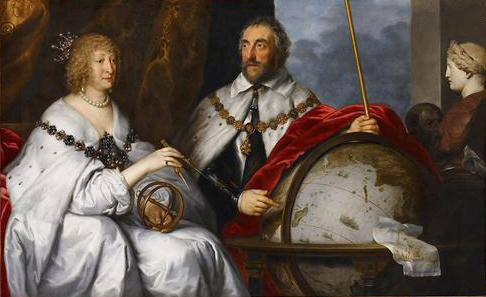
Thomas Arundel et son Épouse 1639-1640, Vienne
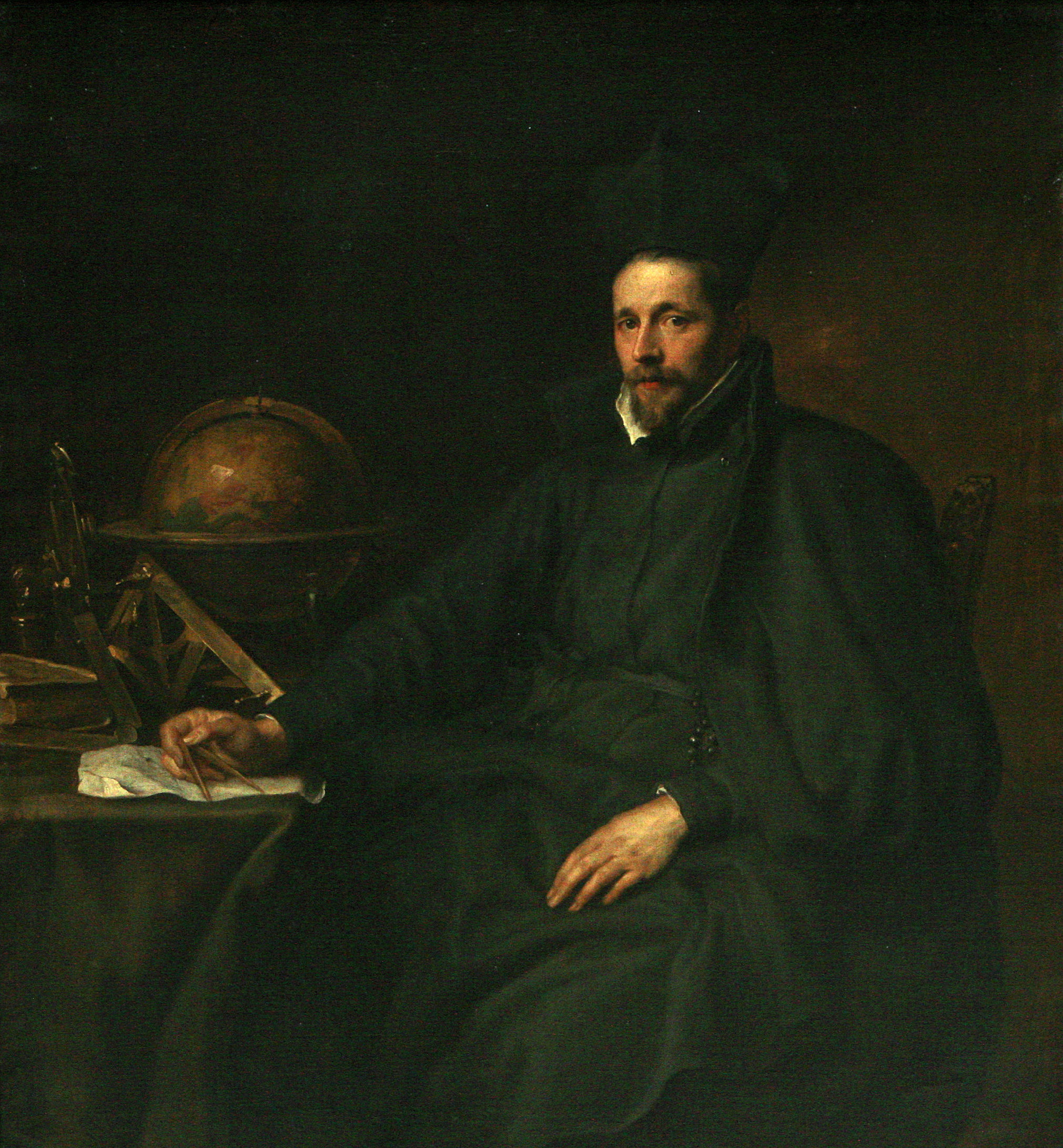
J-Charles della Faille v. 1640, Bruxelles

Anvers (1613-1620) et Londres (1620-1621)
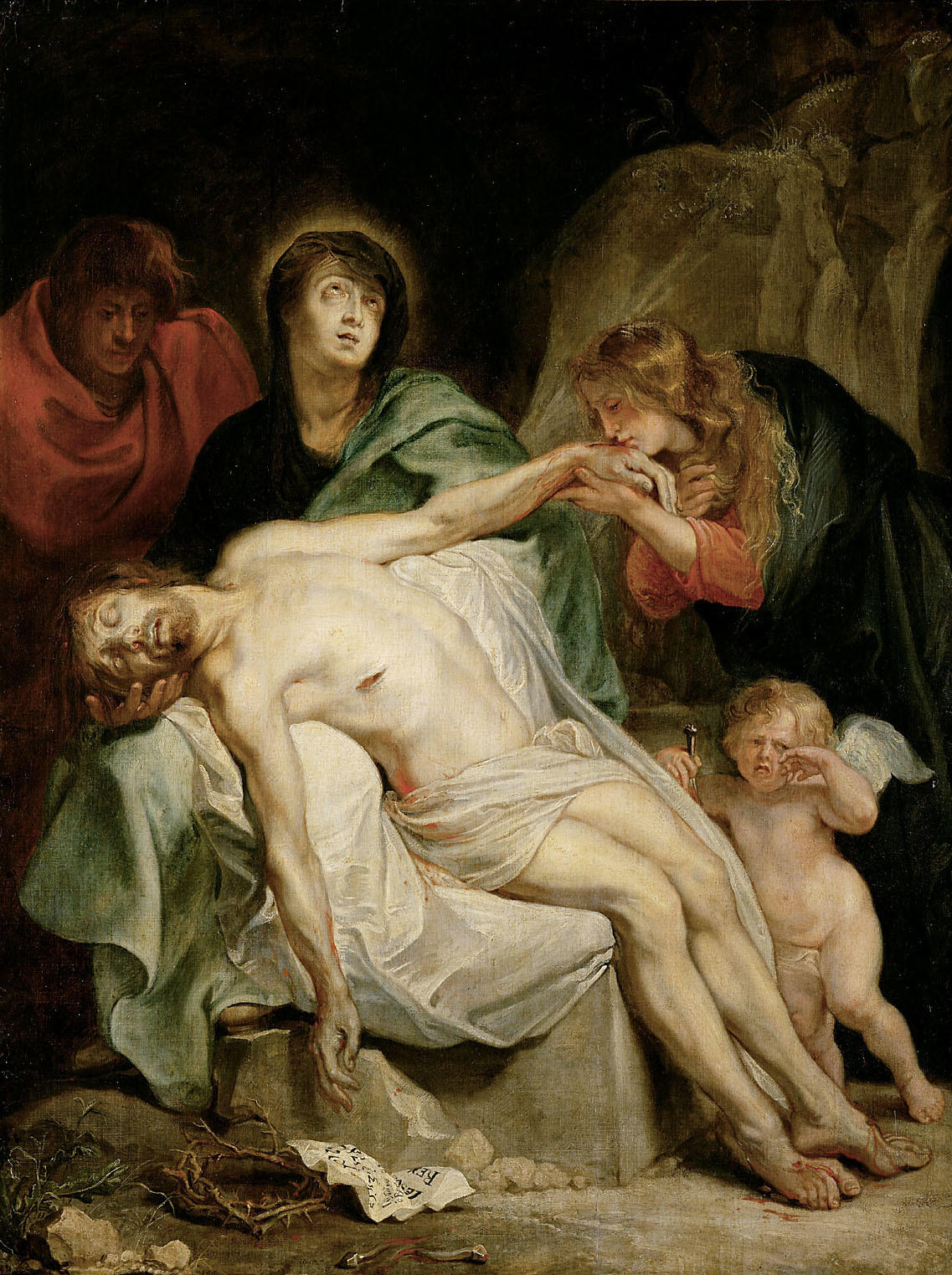
La Lamentation, Vienne, ca. 1618-1620
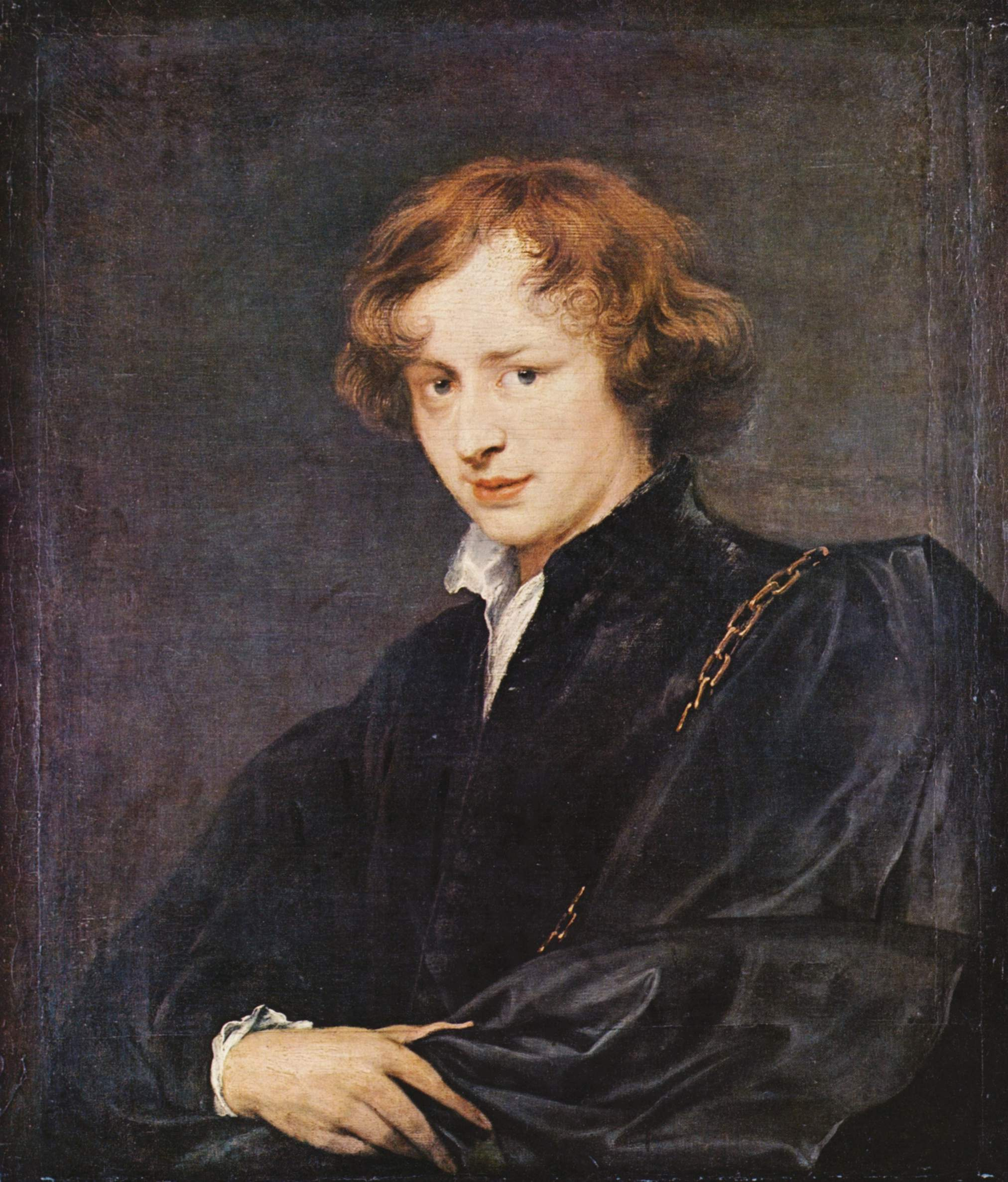
Autoportrait avant 1625, Munich
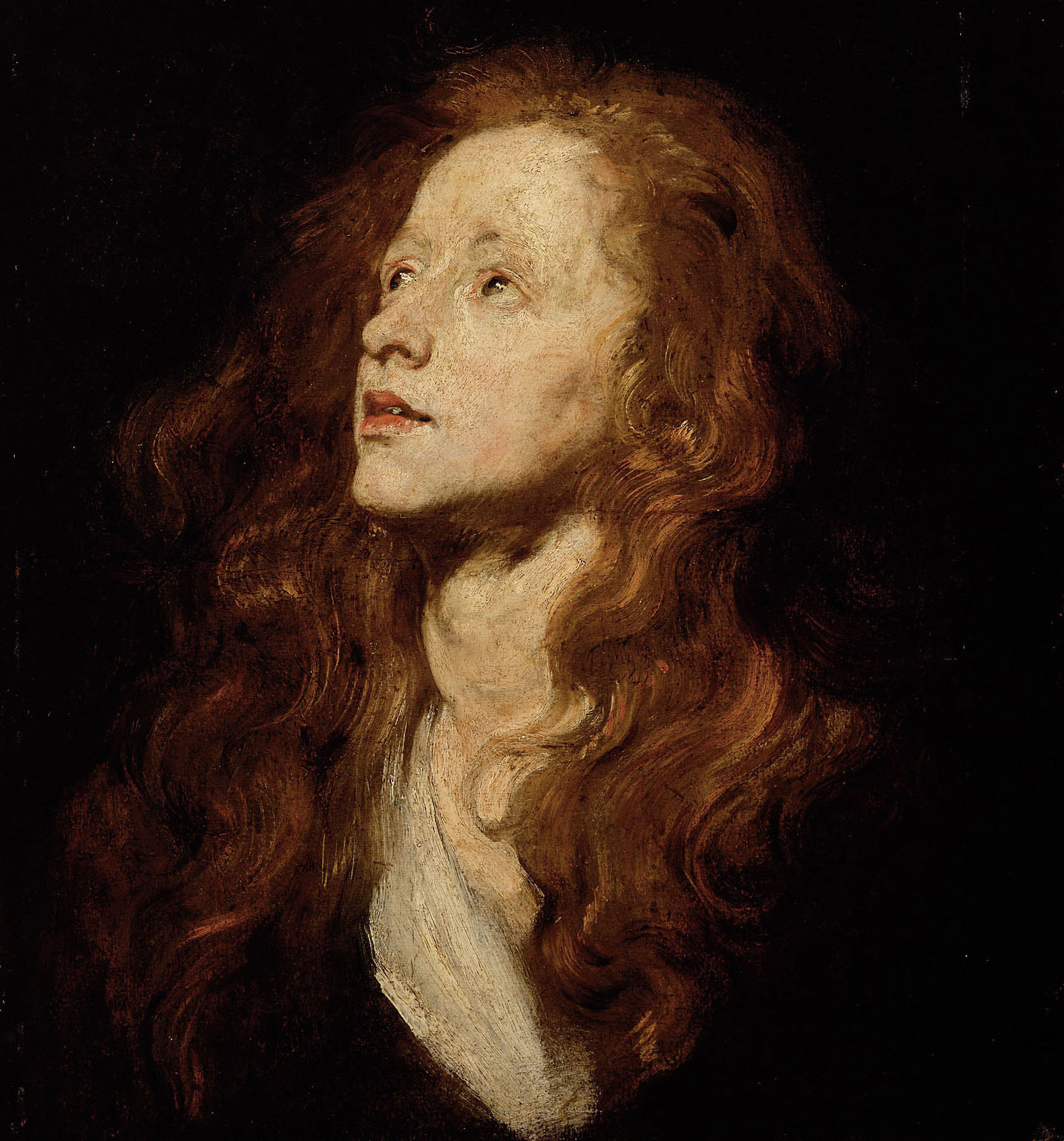
Femme en attente Vienne
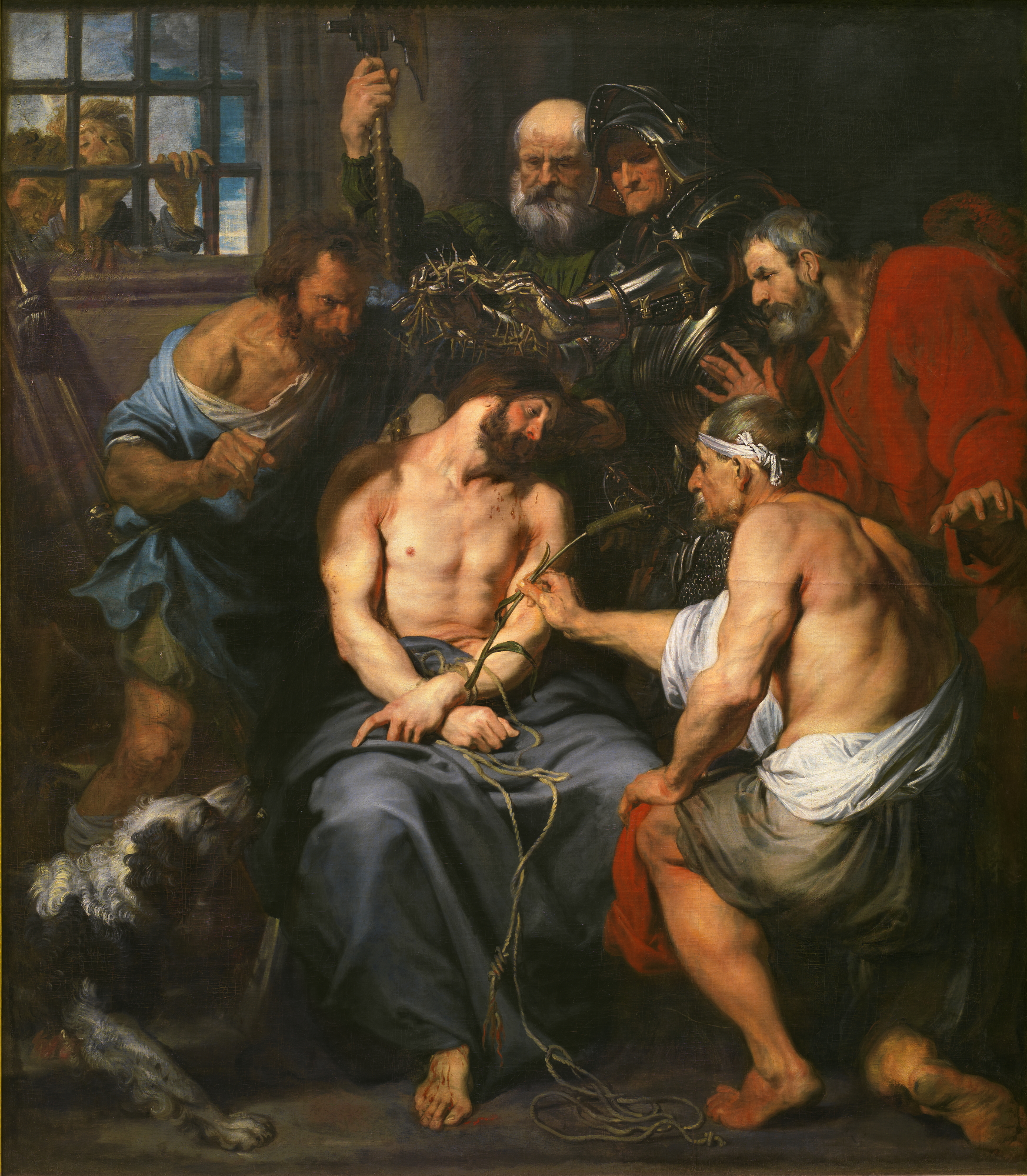
Couronnement d'épines 1620, Madrid
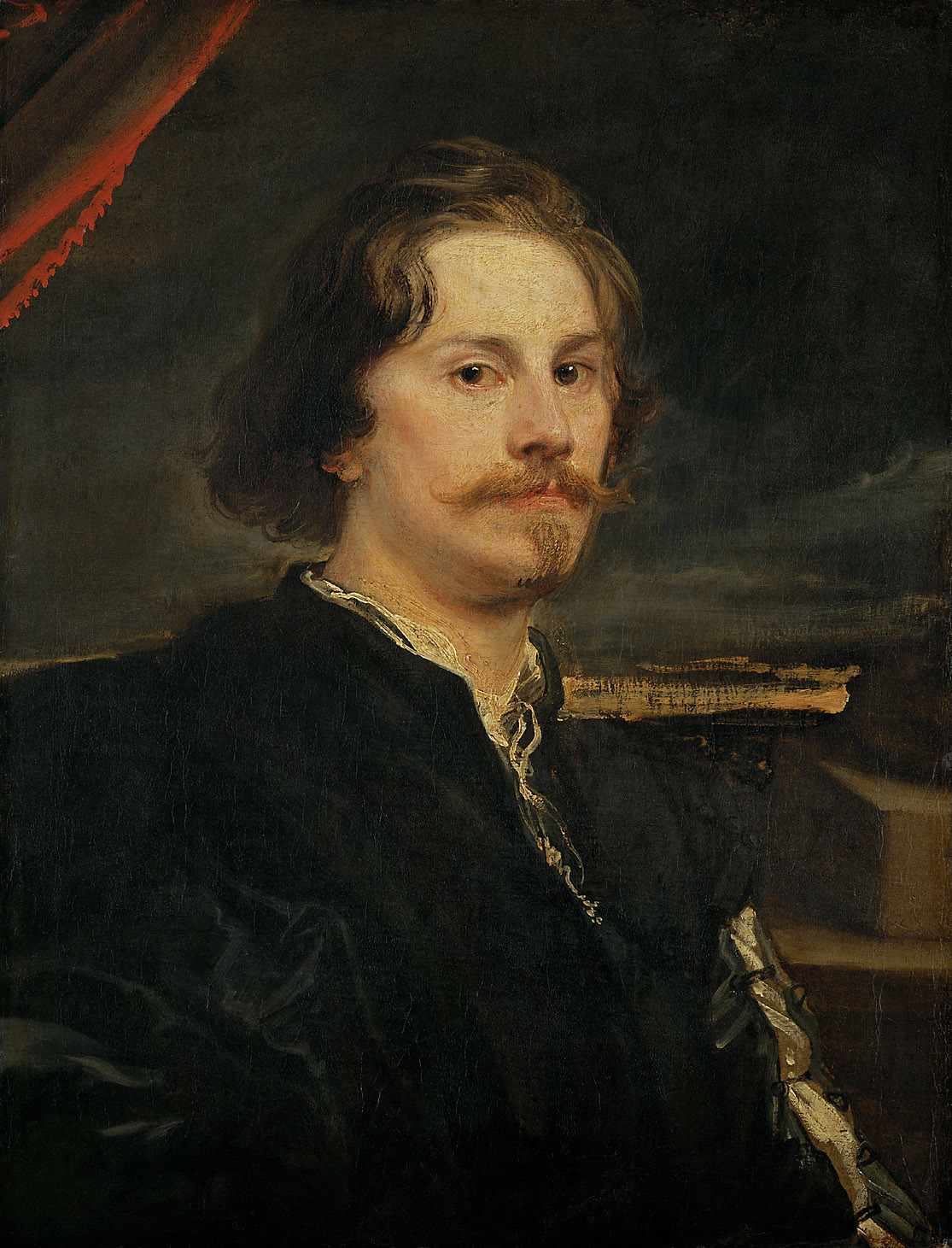
Paul de Vos 1620-1621,Vienne
Suzanne Fourment et sa fille 1621, Washington
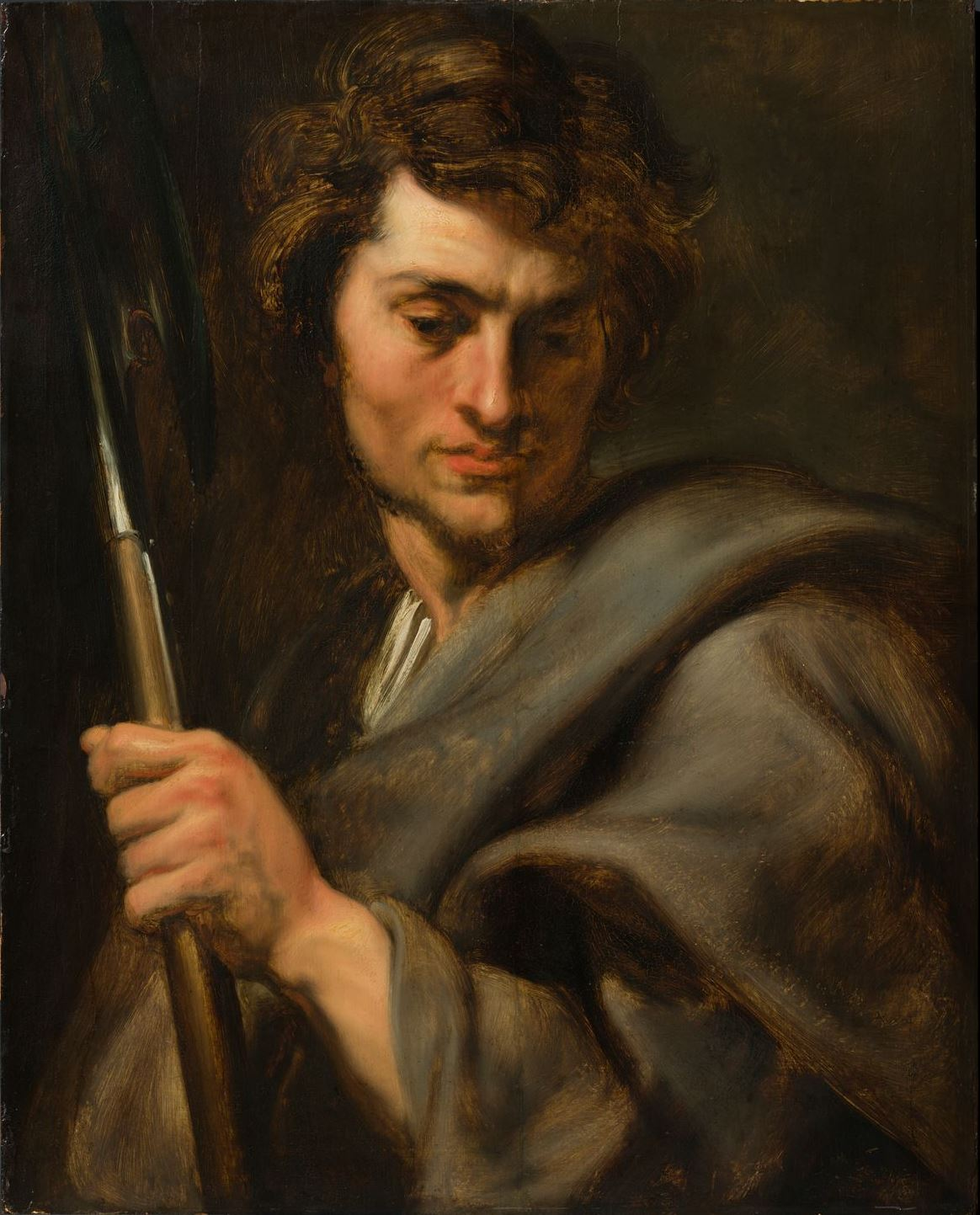
L'apôtre Matthieu, 1618-1620, (Fondation Roi Baudouin)

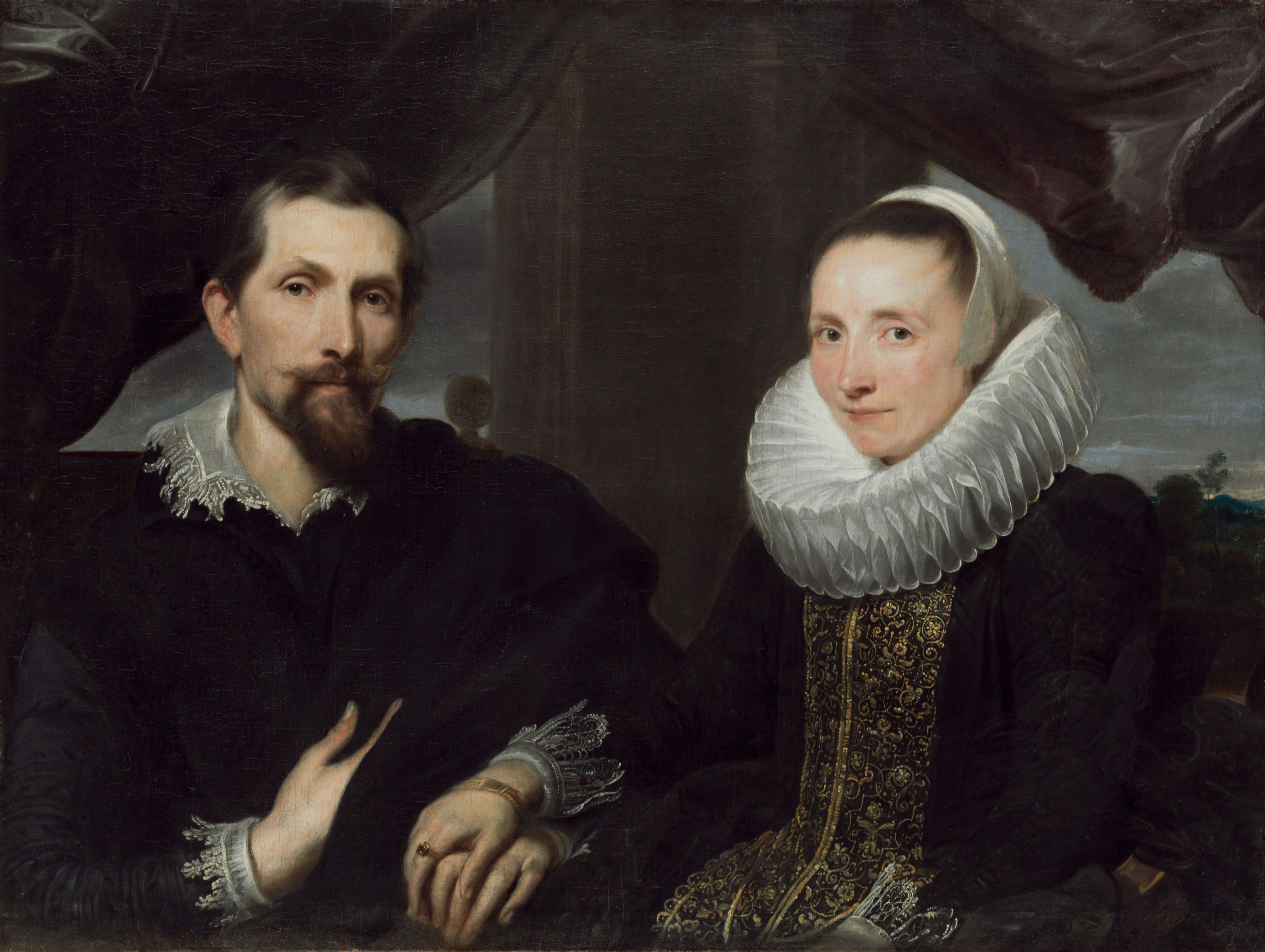
Snyders et sa Femme 1618-1620, Cassel
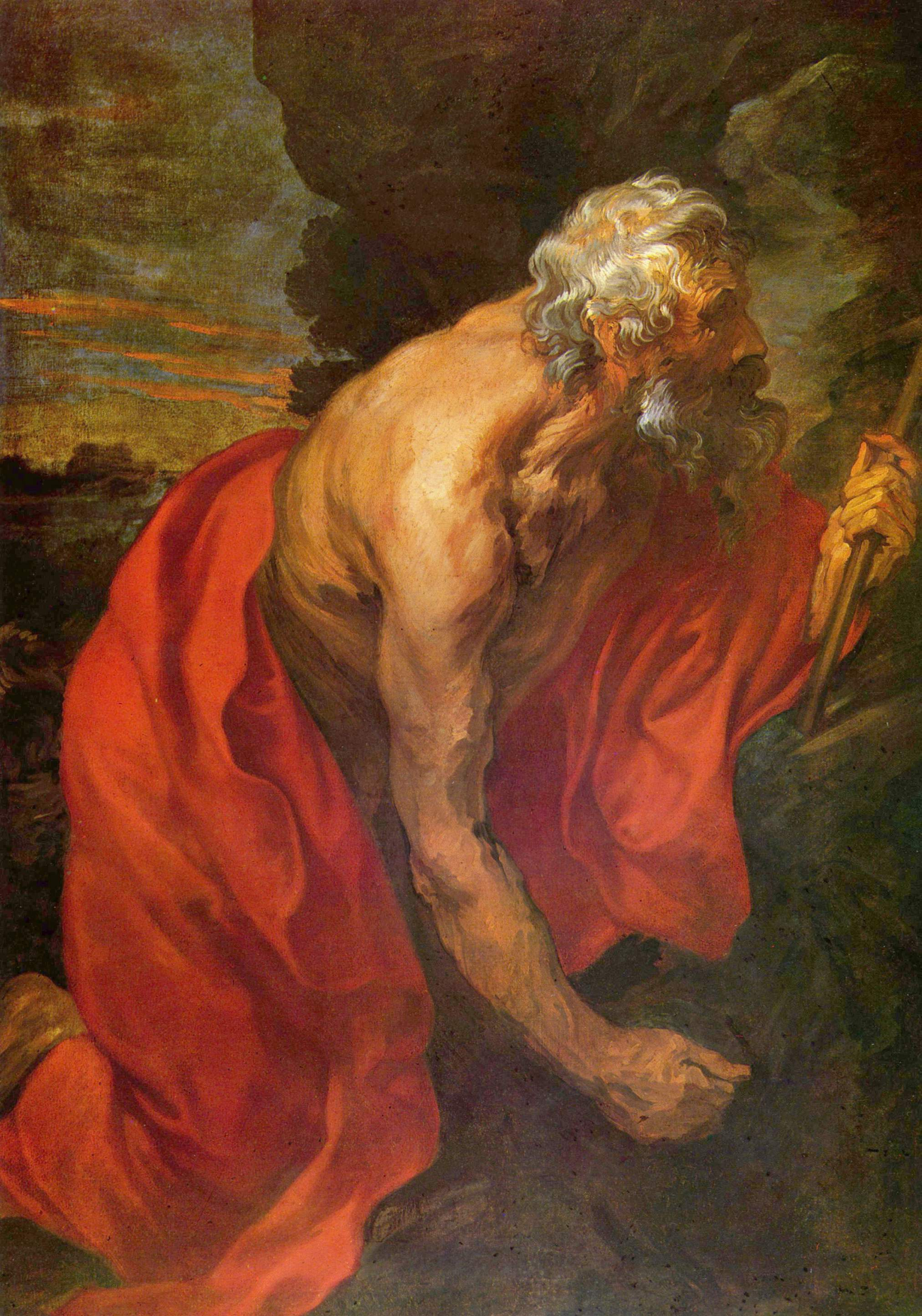
Saint Jérôme Collection Heinz Kisters
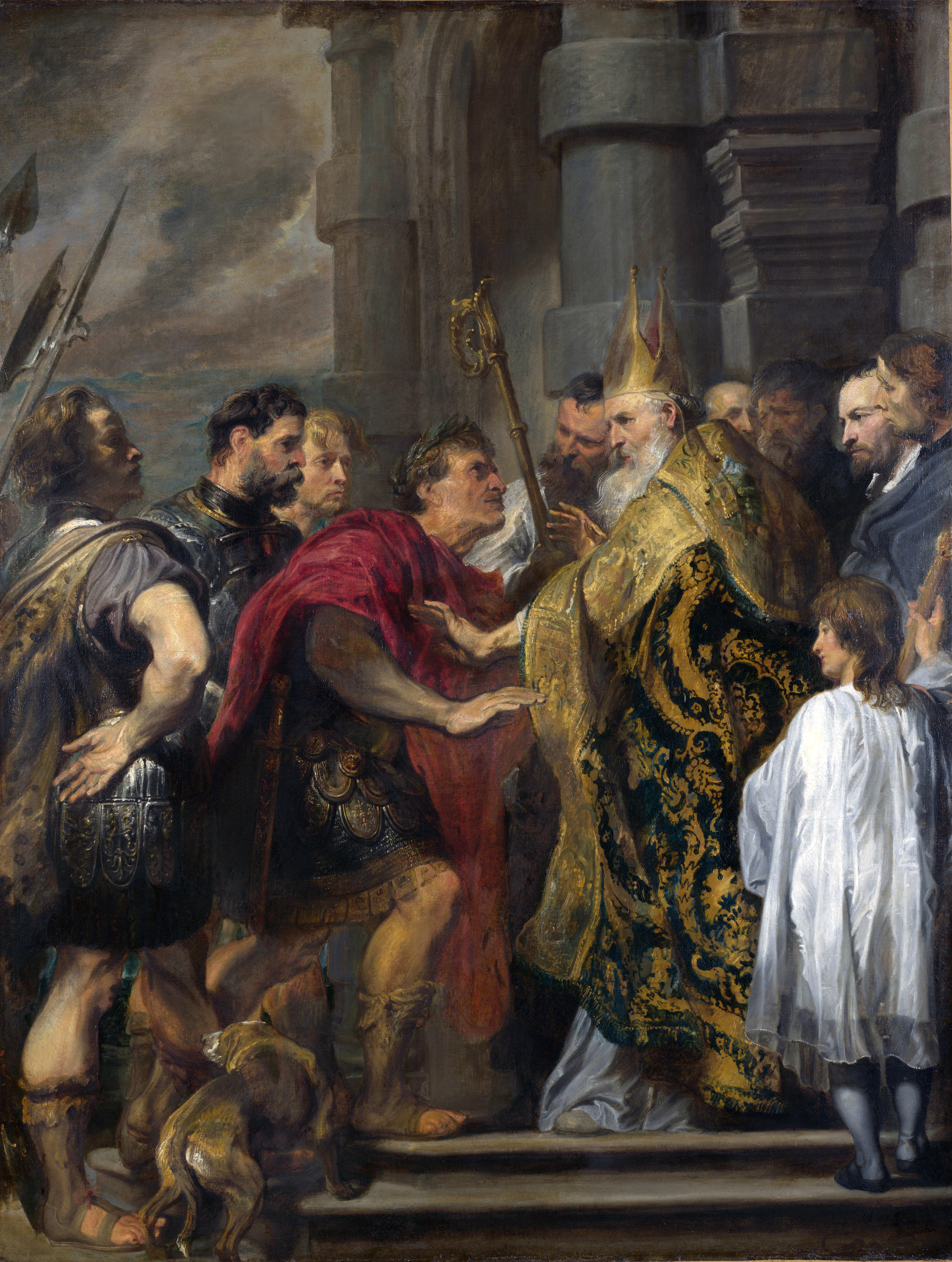
Saint Ambroise et Théodose Ier, 1619-1620 Londres
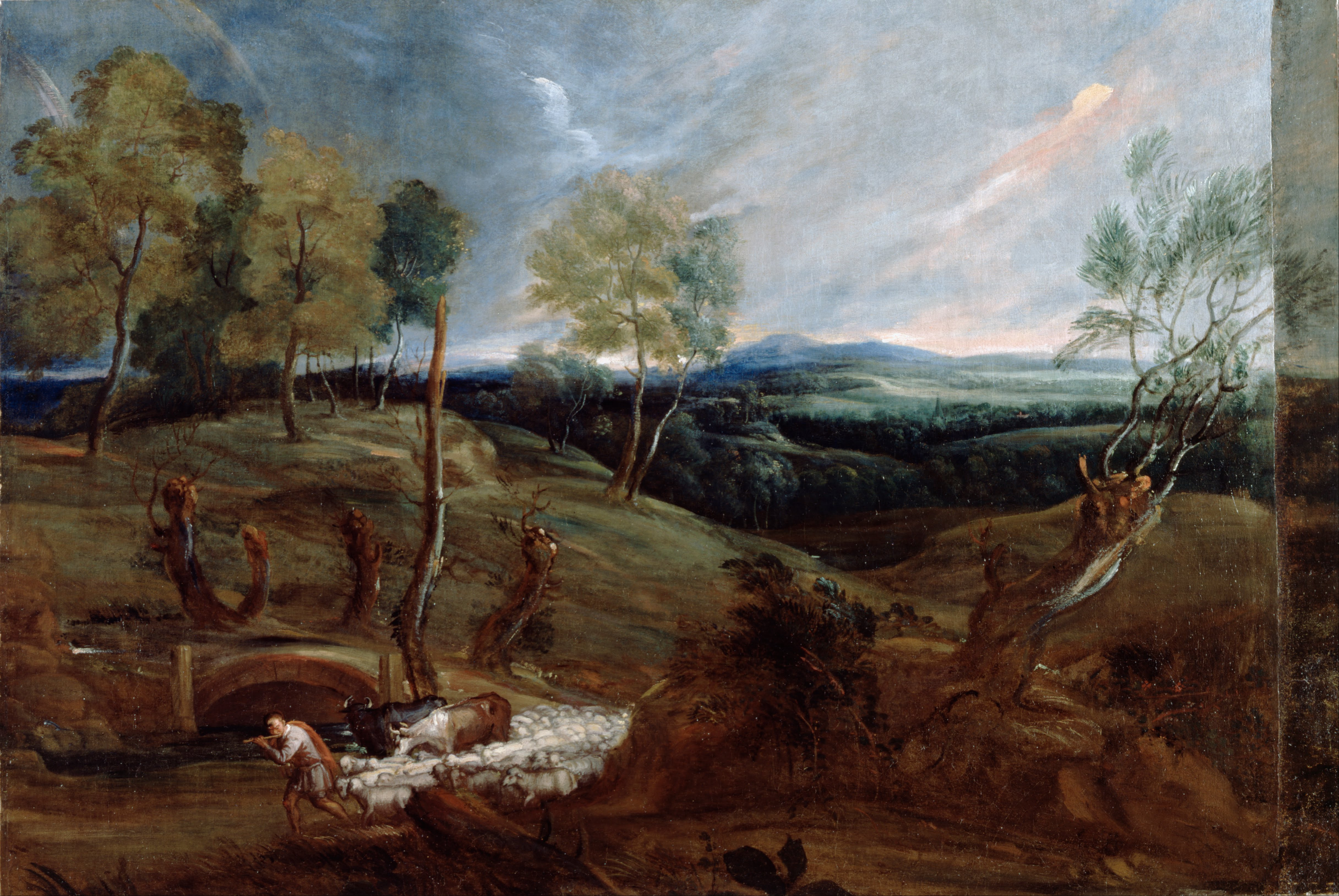
Soleil couchant avec berger v. 1620, Dulwich Picture gallery
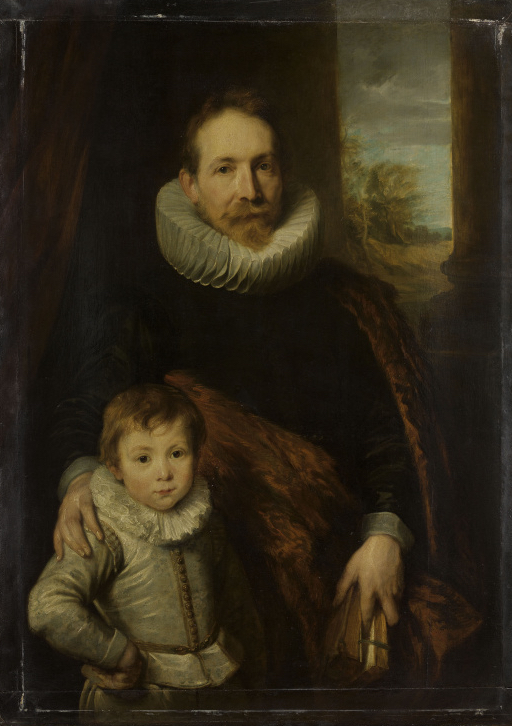
Richardot et Fils 1620-1625, Louvre
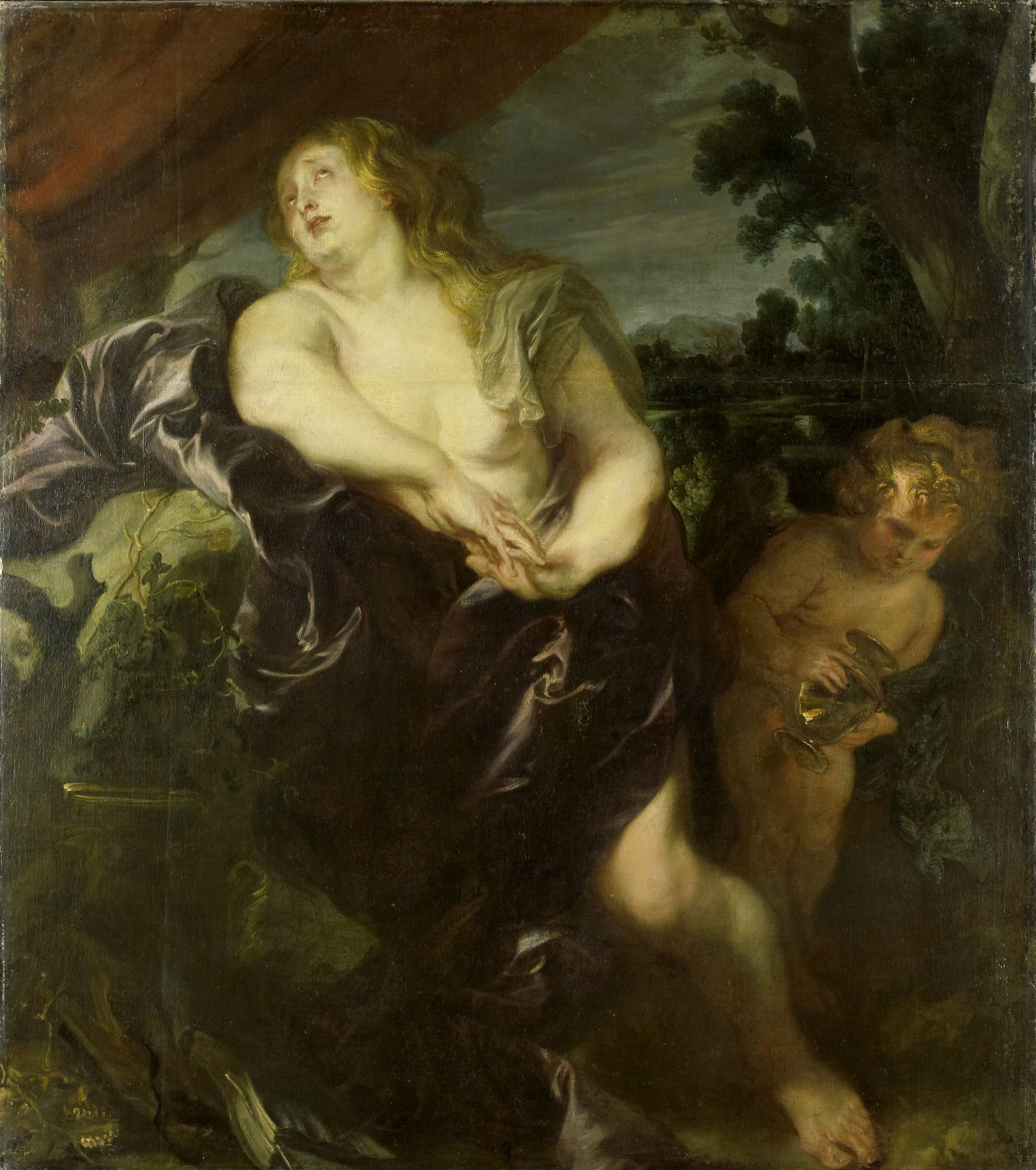
Marie Madeleine 1620-1635, Amsterdam
Isabella Brant 1621, Washington
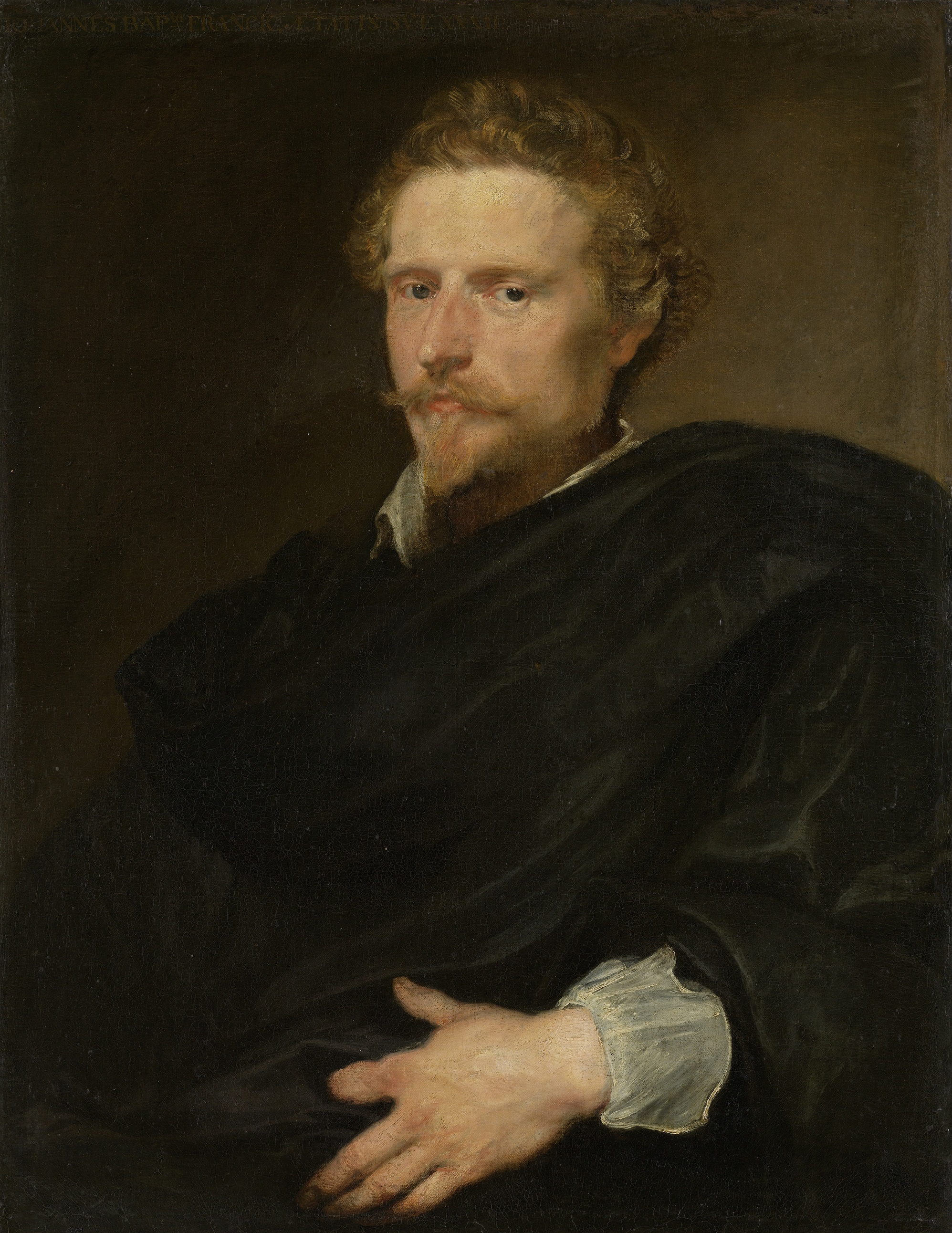
Johannes Baptista Franck 1621, Rijksmuseum

En Italie (1621-1627)
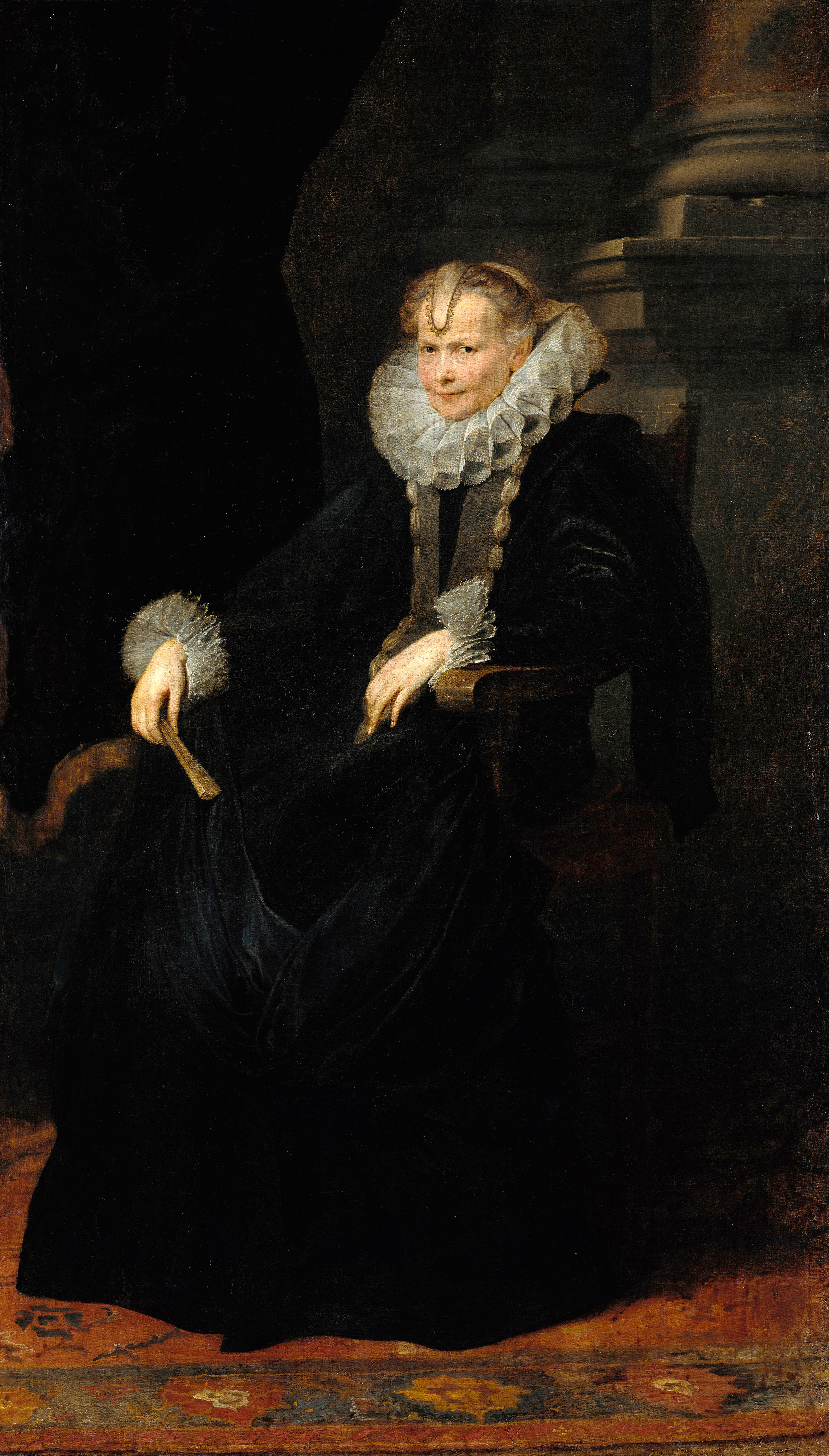
Dame génoise 1621, Berlin
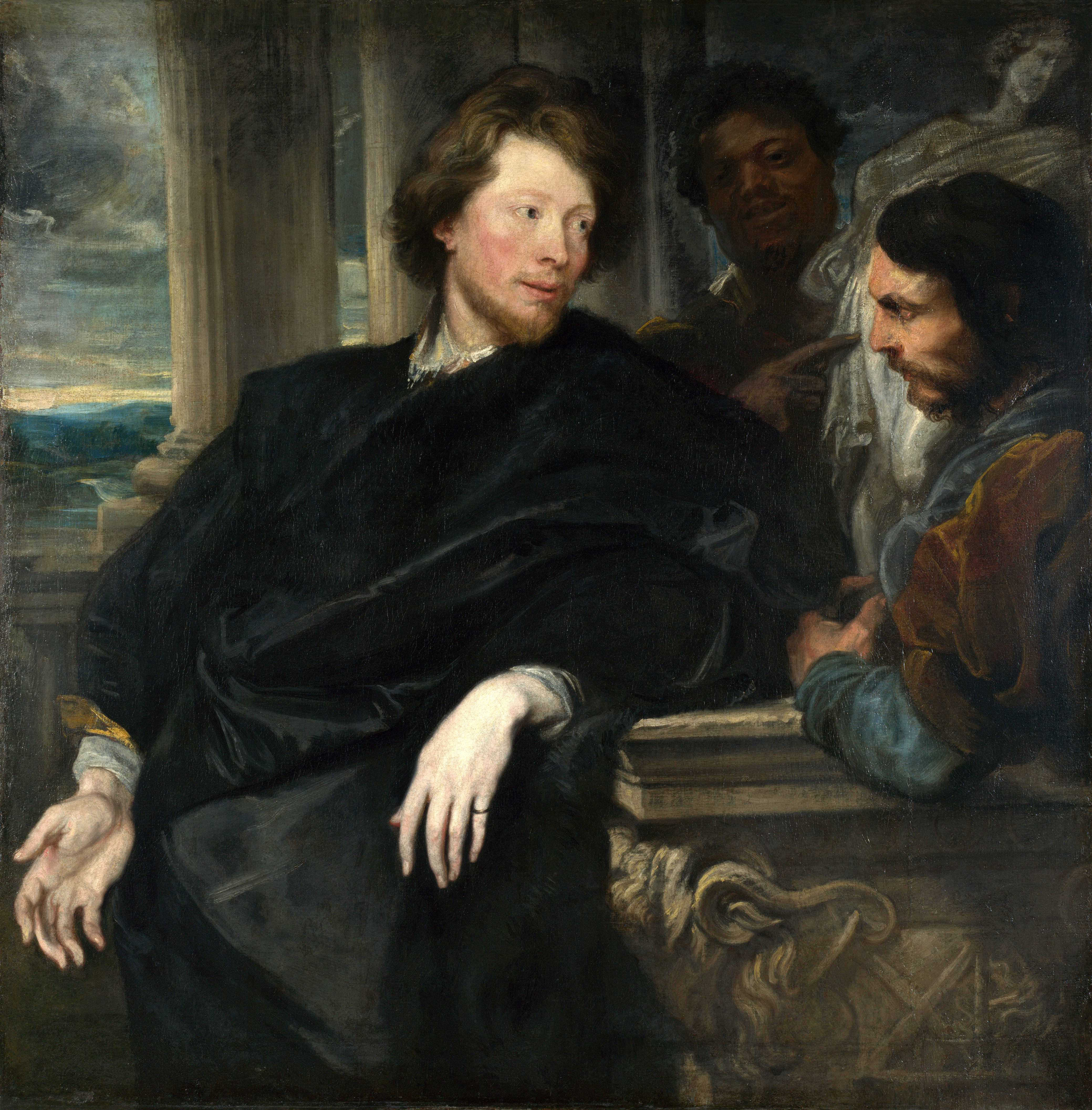
George Gage et un ami 1622-1623, Londres
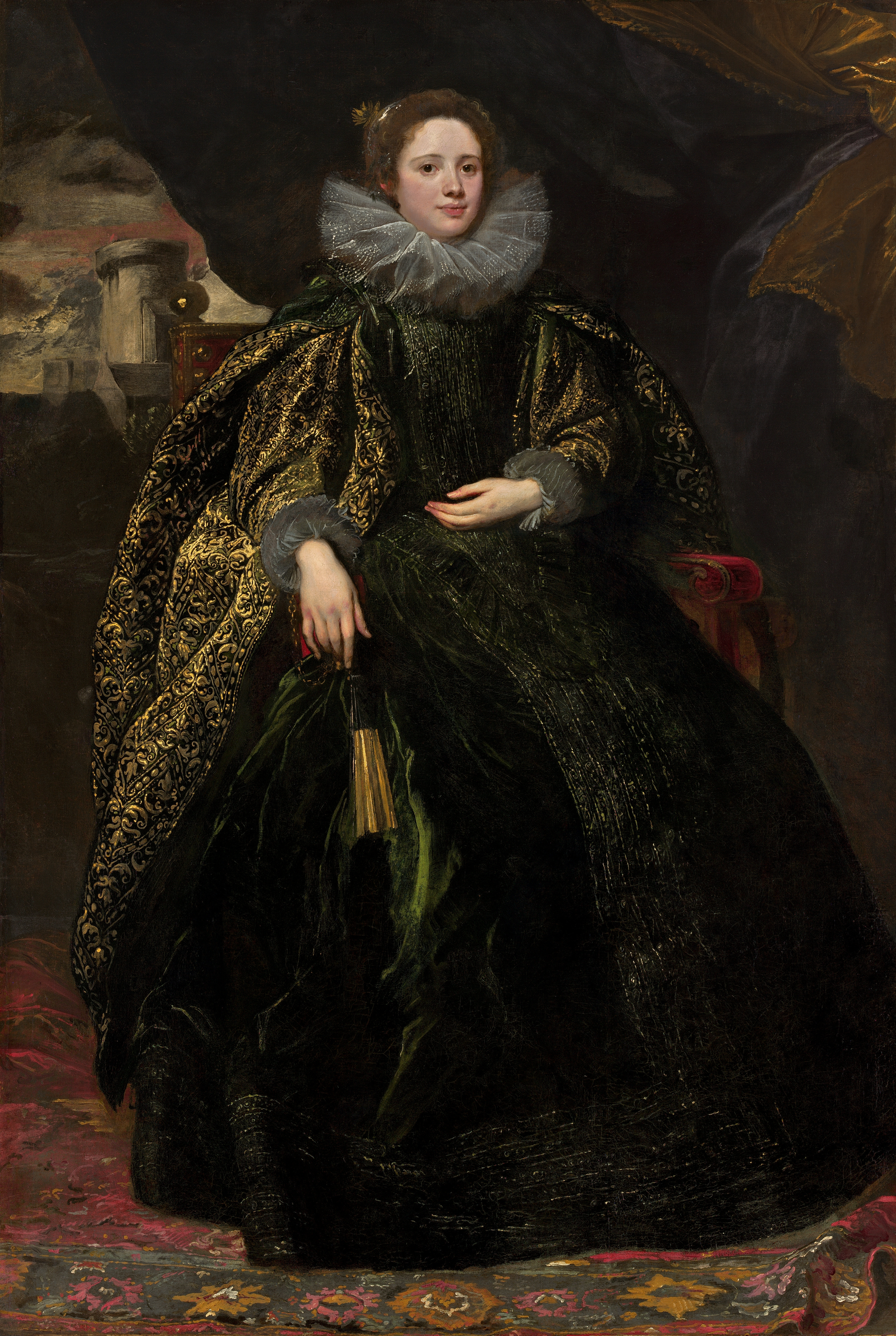
Marquise Balbi 1623, Washington
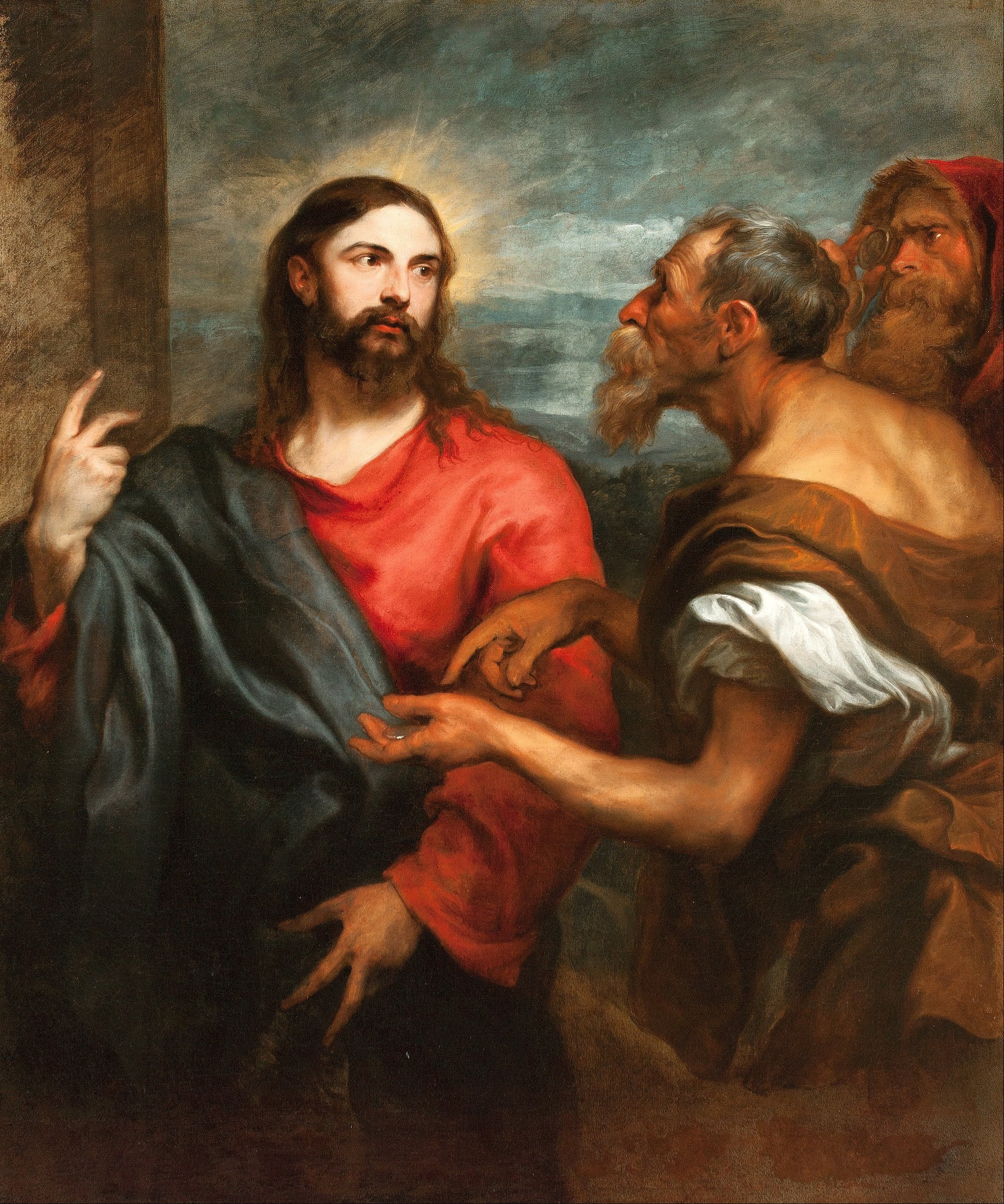
Christ à la pièce de monnaie 1625, Gênes
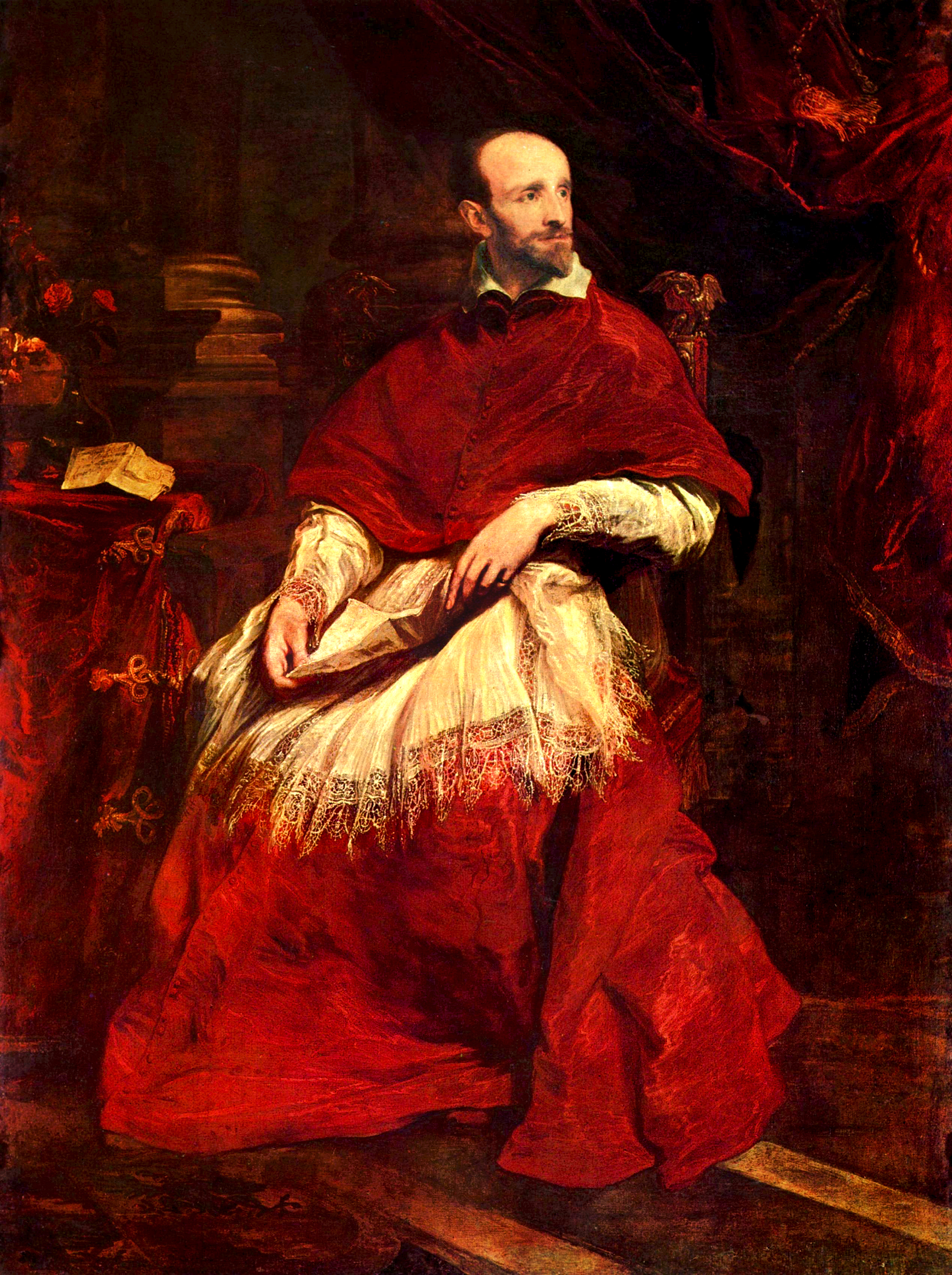
Cardinal Bentivoglio 1623, Florence

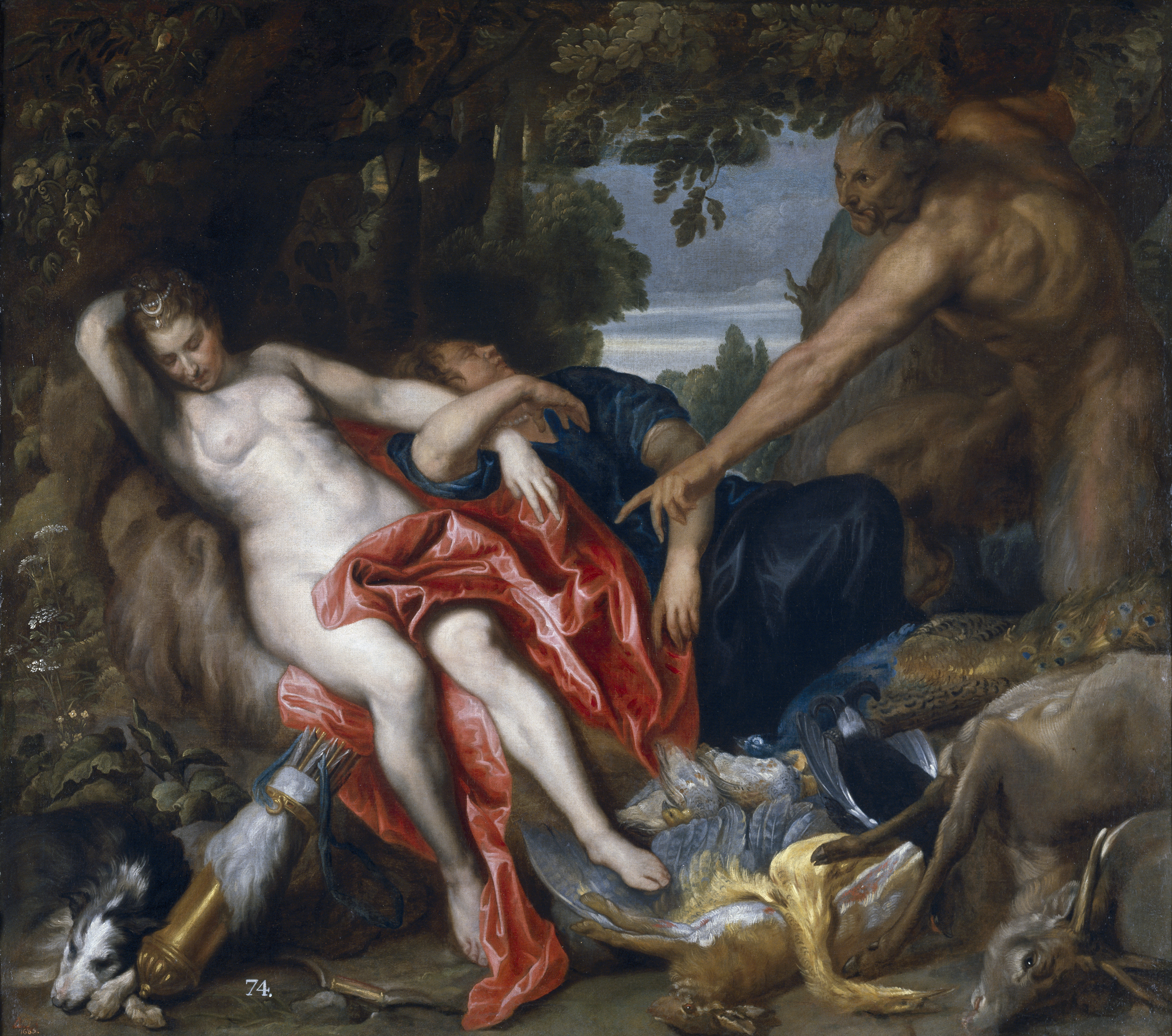
Diane, nymphe et satyre 1622-1623, Madrid
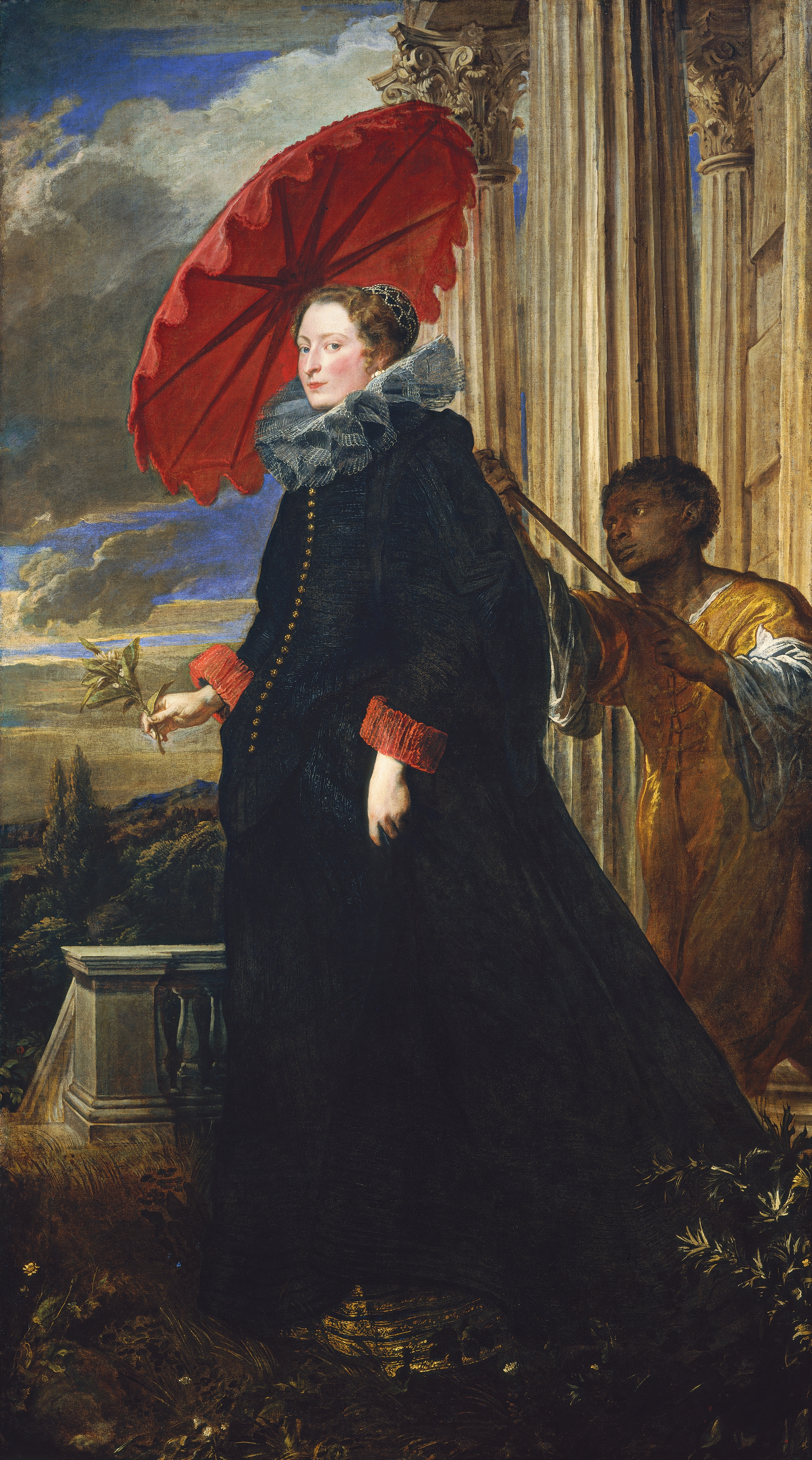
Elena Grimaldi v. 1623, Washington
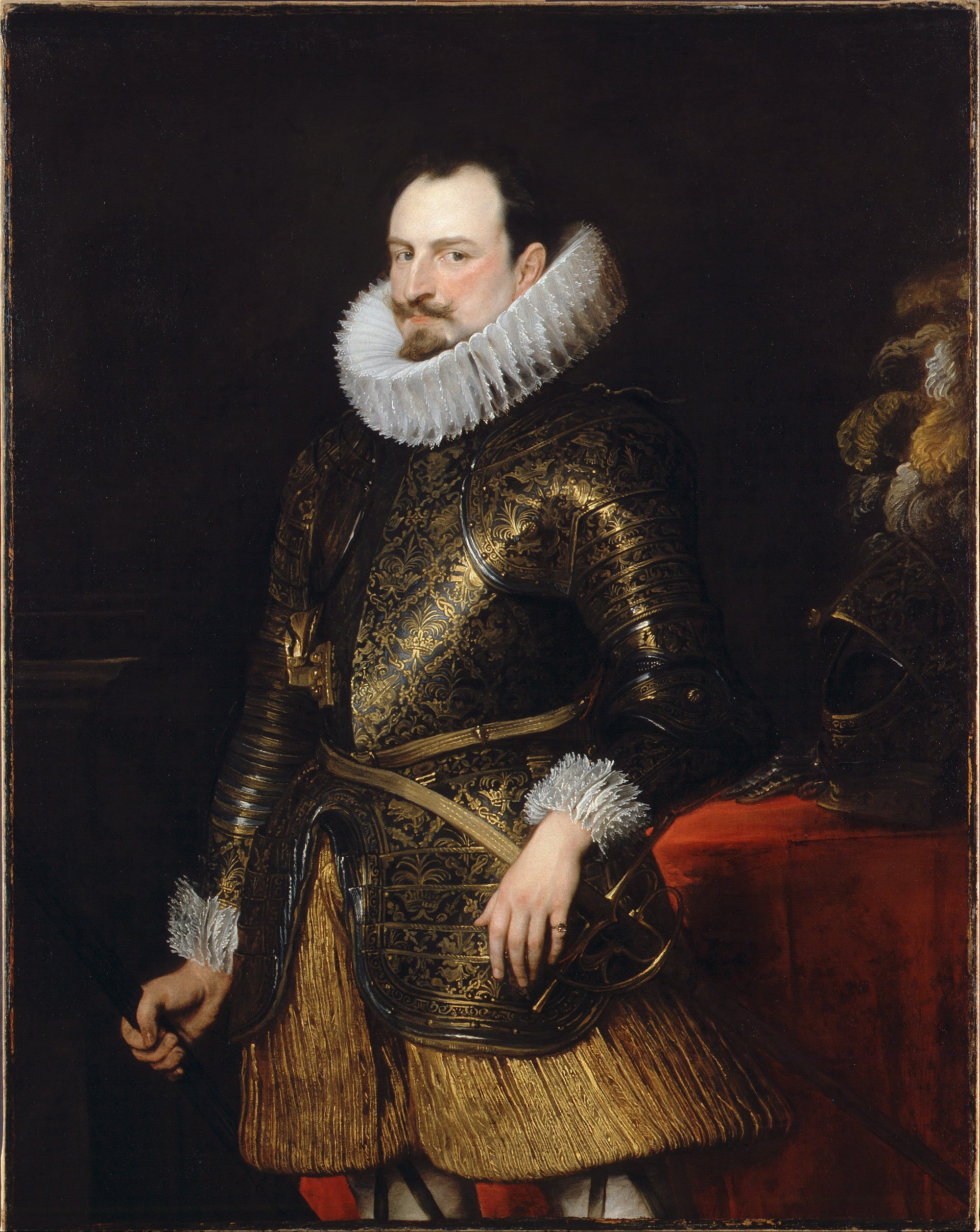
Emmanuel de Savoie 1624, Dulwich Picture Gallery
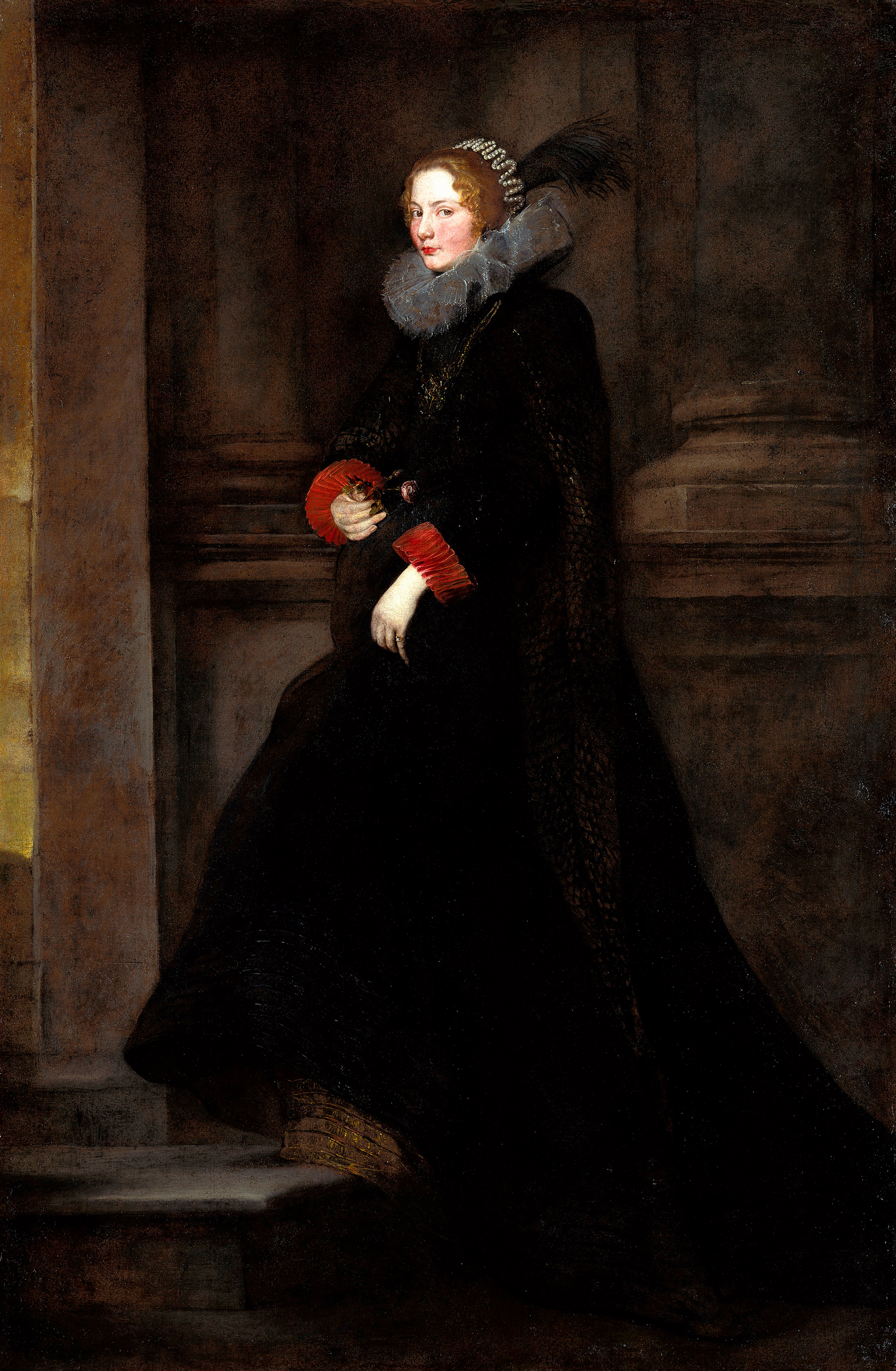
La Marquise Spinola v. 1624, Berlin
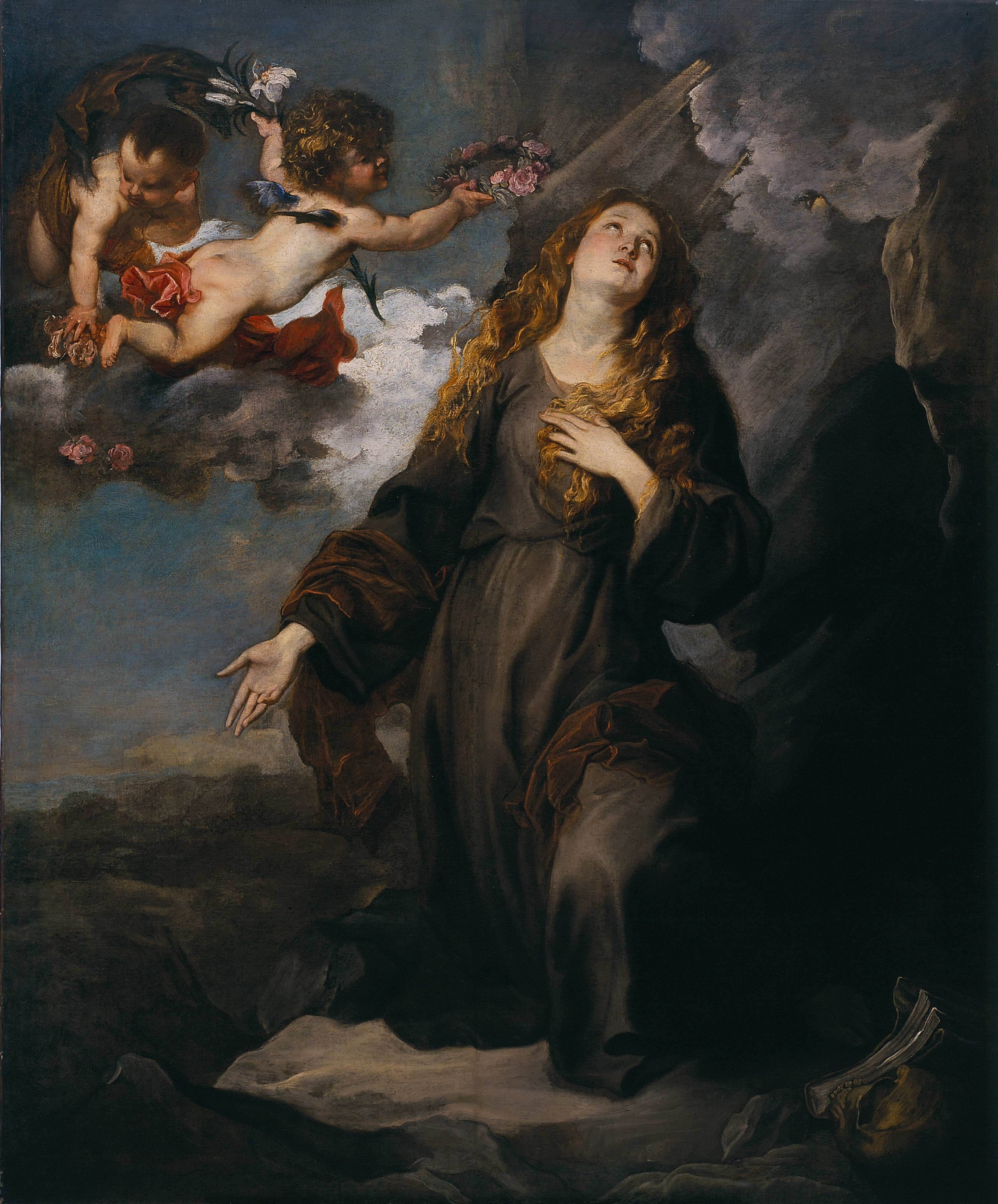
Sainte Rosalie 1624, Houston
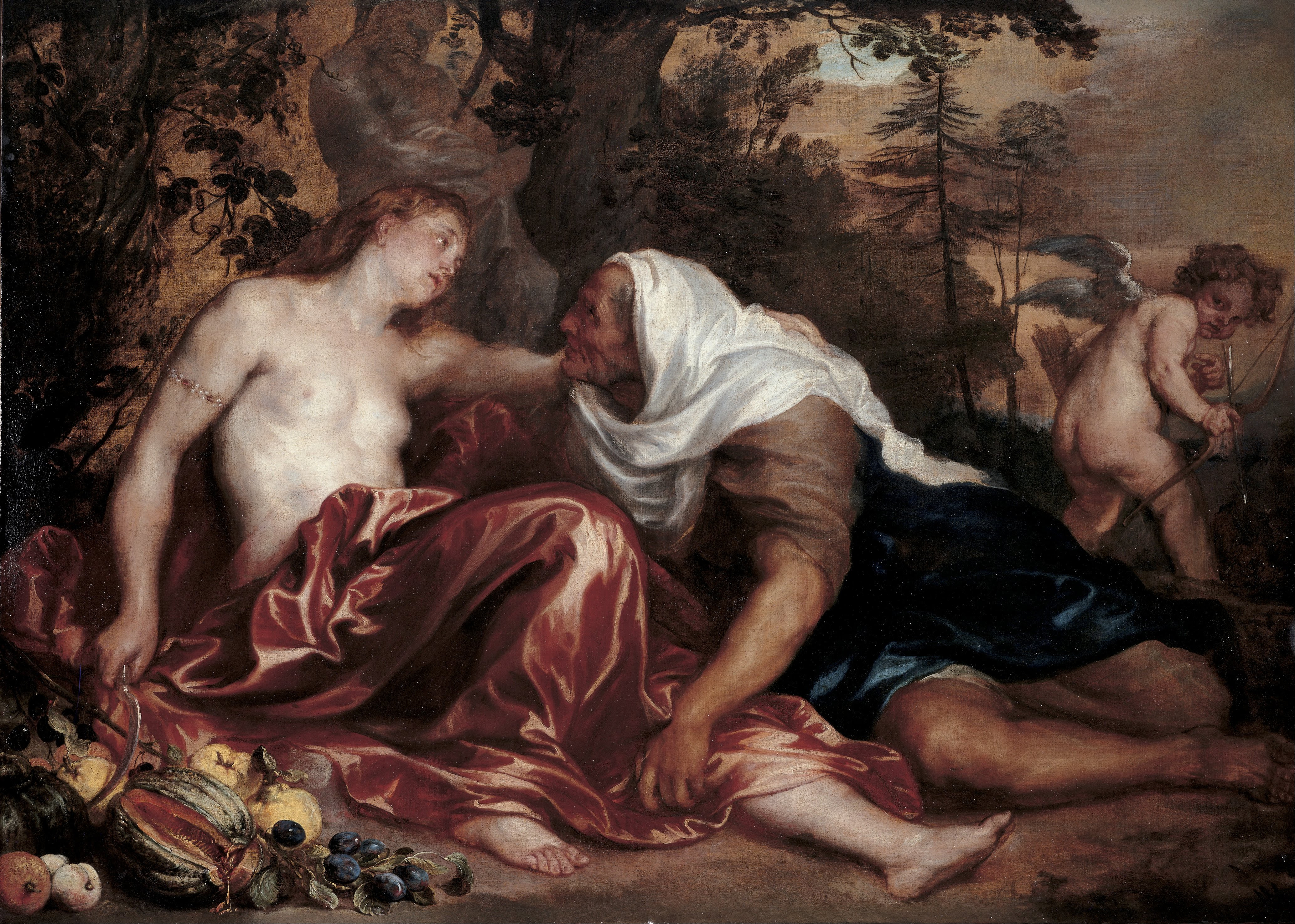
Vertumne et Pomone, 1625, Gênes
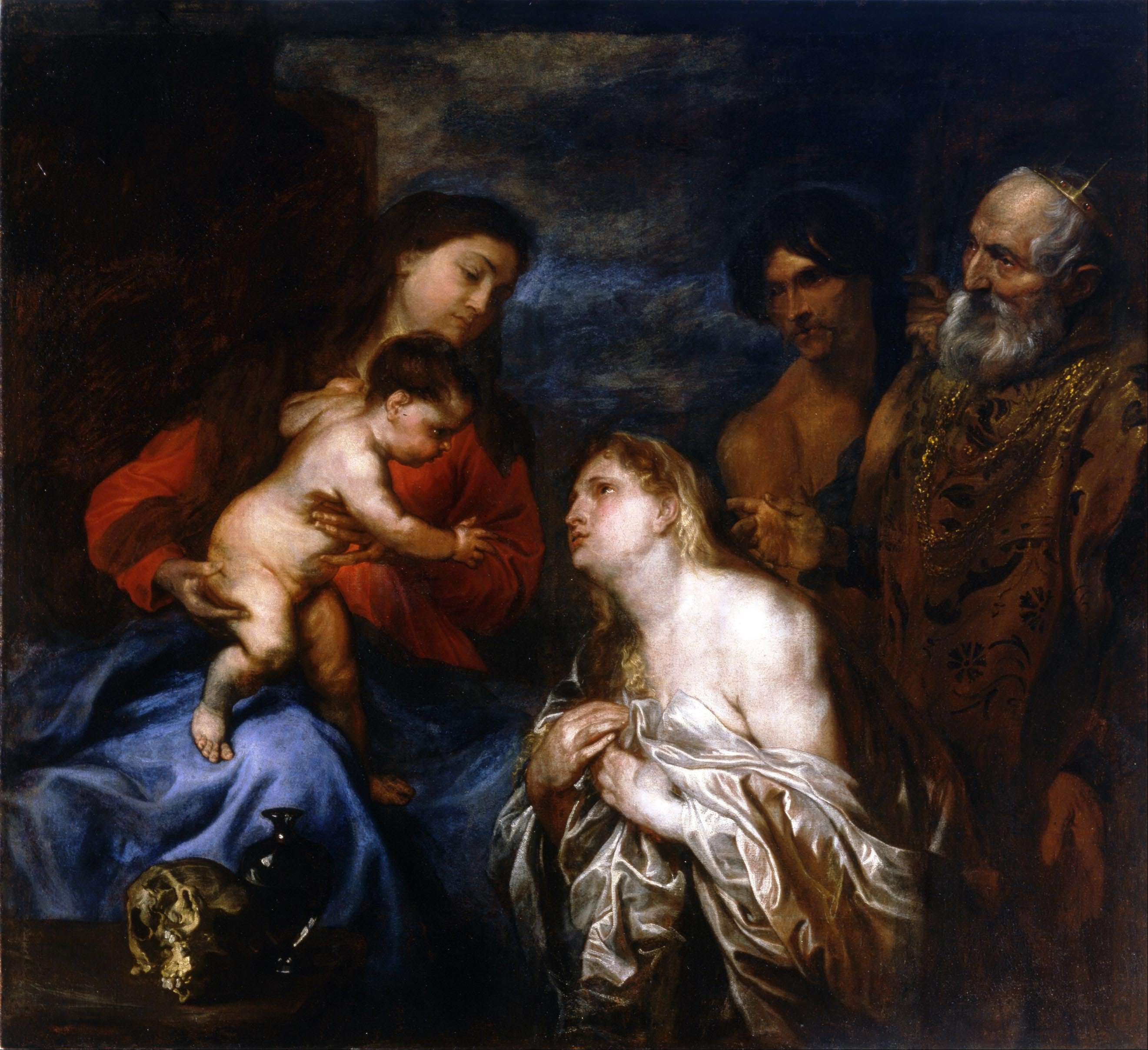
Madone et pécheurs repentants v. 1625, Madrid

Deuxième période anversoise et Pays-Bas espagnol
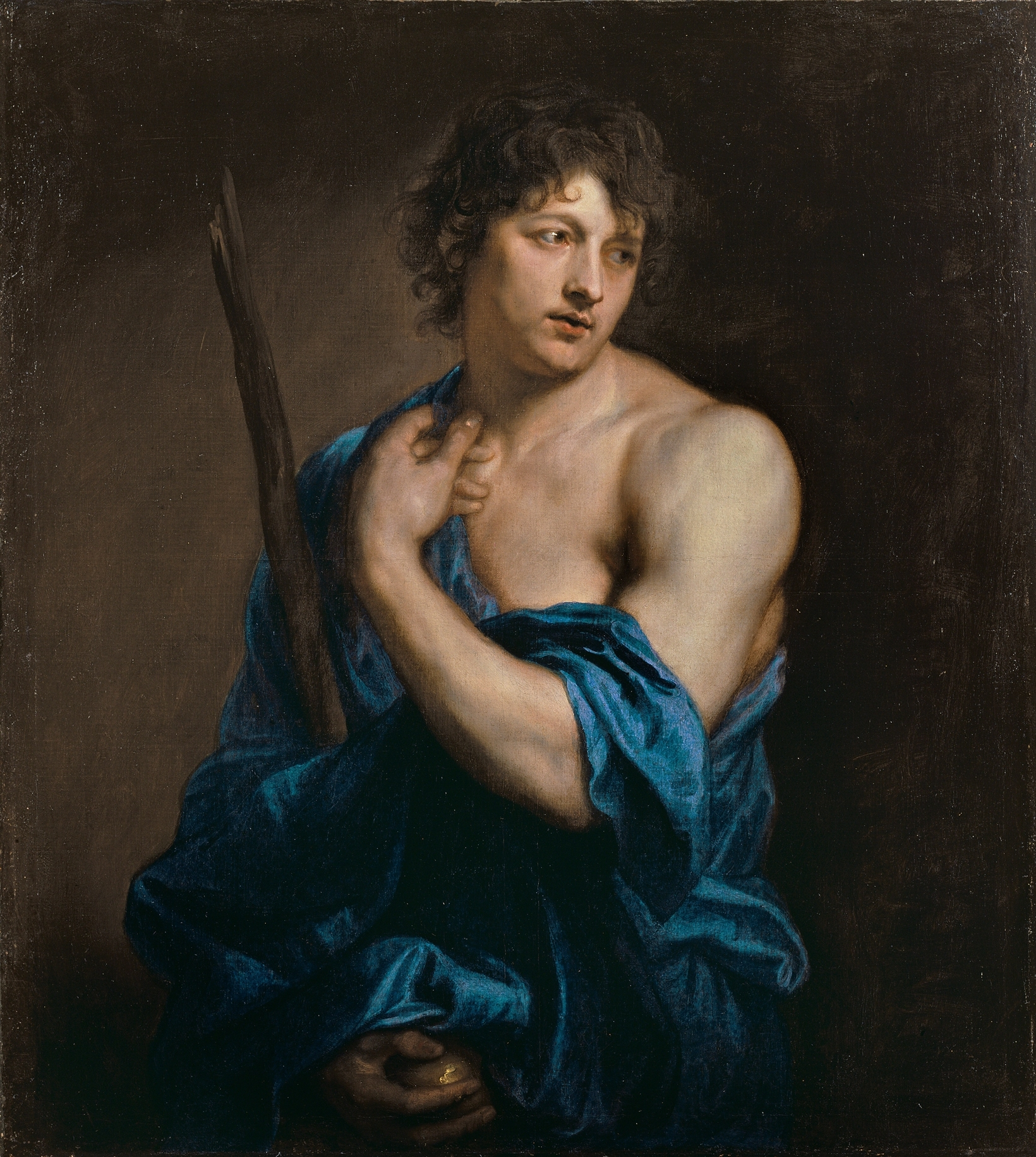
Le berger Paris comme personnification du jugement artistique c. 1628, Wallace Collection
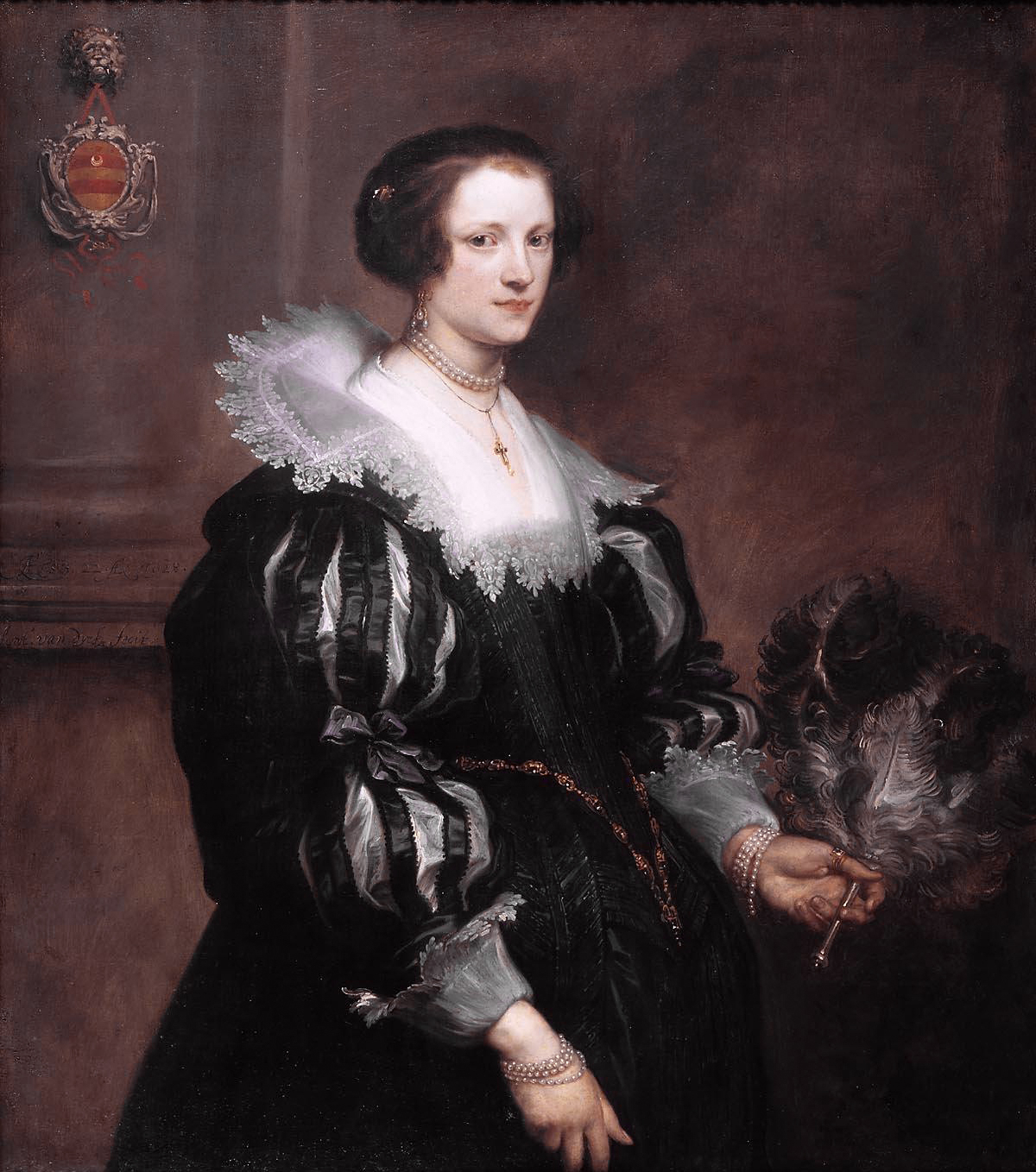
Anna Wake 1628, La Haye
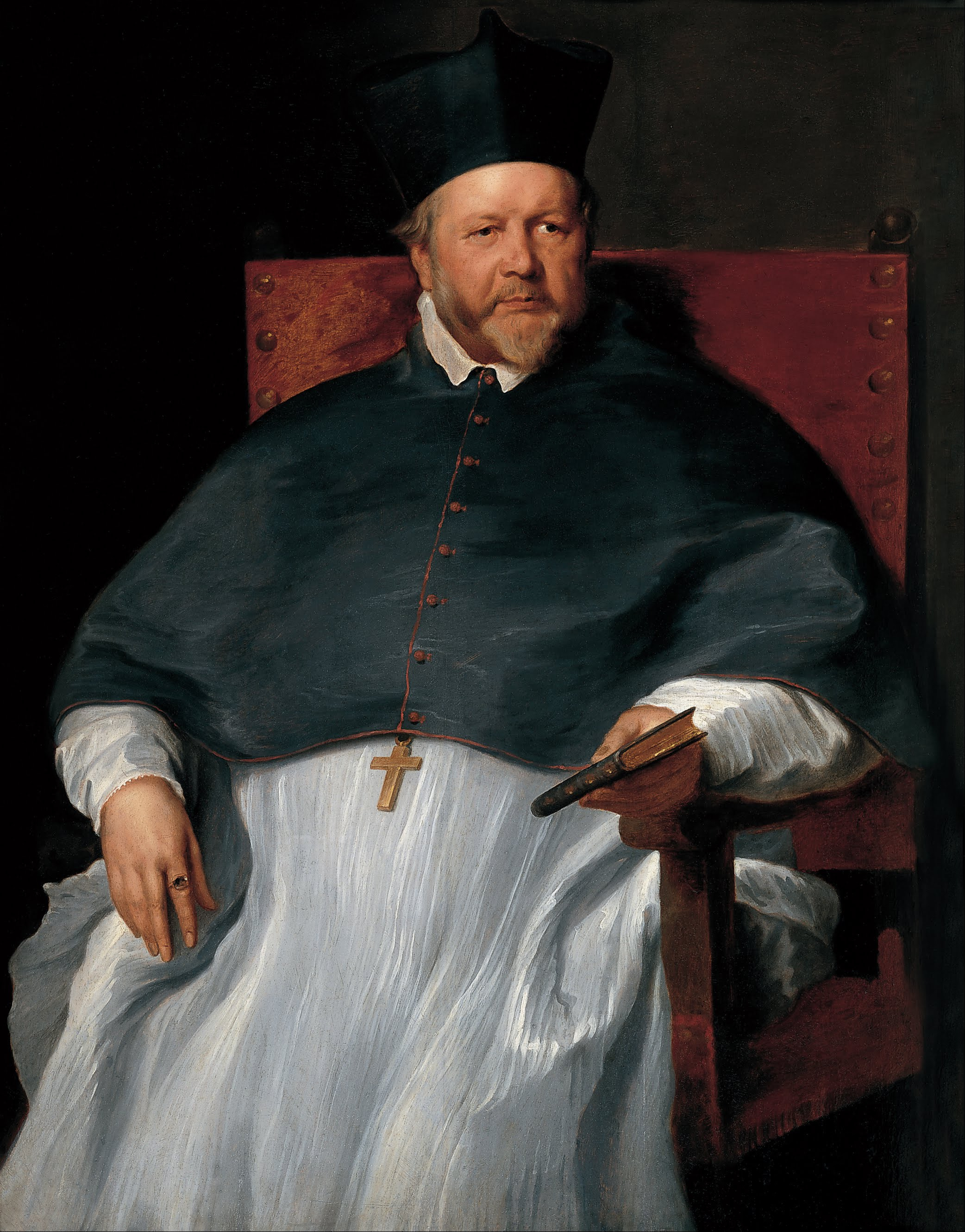
L'Eveque Jan van Malderen 1628-1630 Madrid
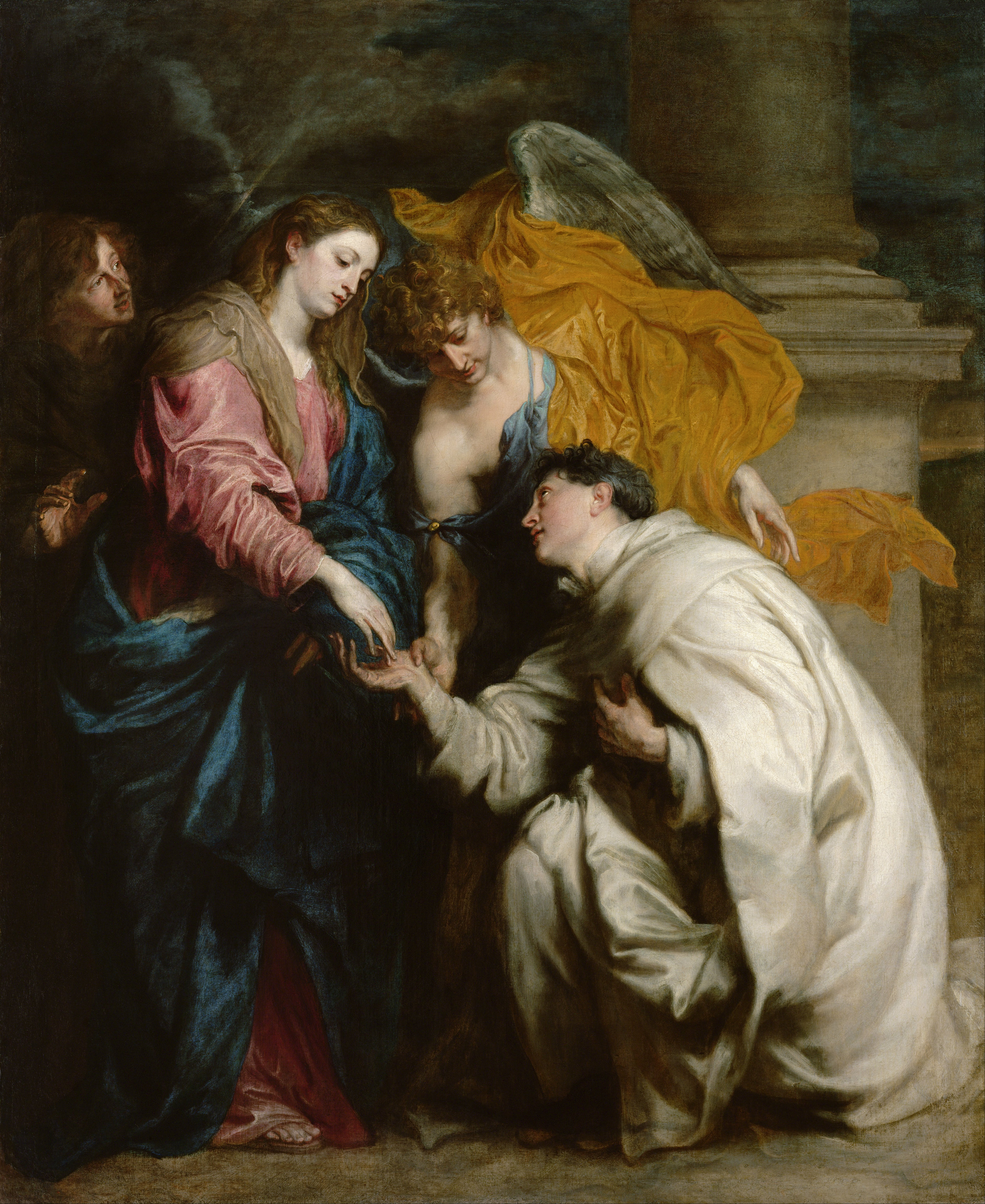
Vision de saint Hermann Joseph 1629-1630, Vienne
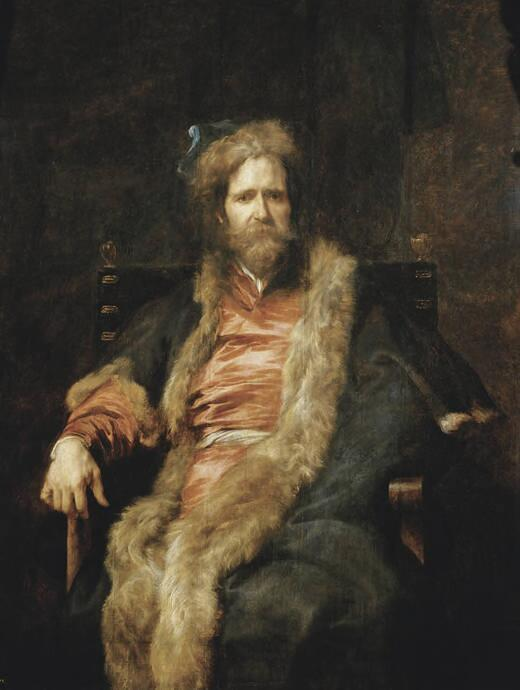
Martin Ryckaert v. 1630, Madrid

- Peeter Sevens
1627, La Haye
- La Charité
1627-1628, Londres
- Portrait d'une Veuve
1627-1630, Vienne
- Portrait d'Henri Danvers
1628-1630, Vienne
- Comte Henri de Bergh
1624-1629, Madrid
- Marie de Médicis
1631, Bordeaux
- Portrait de Marie-Louise de Tassis
1630, Vaduz
- La Vierge aux donateurs
v. 1630, Louvre
- Jacques le Roy, 1631
Thyssen-Bornemisza, Madrid

À la cour de Charles Ier d'Angleterre
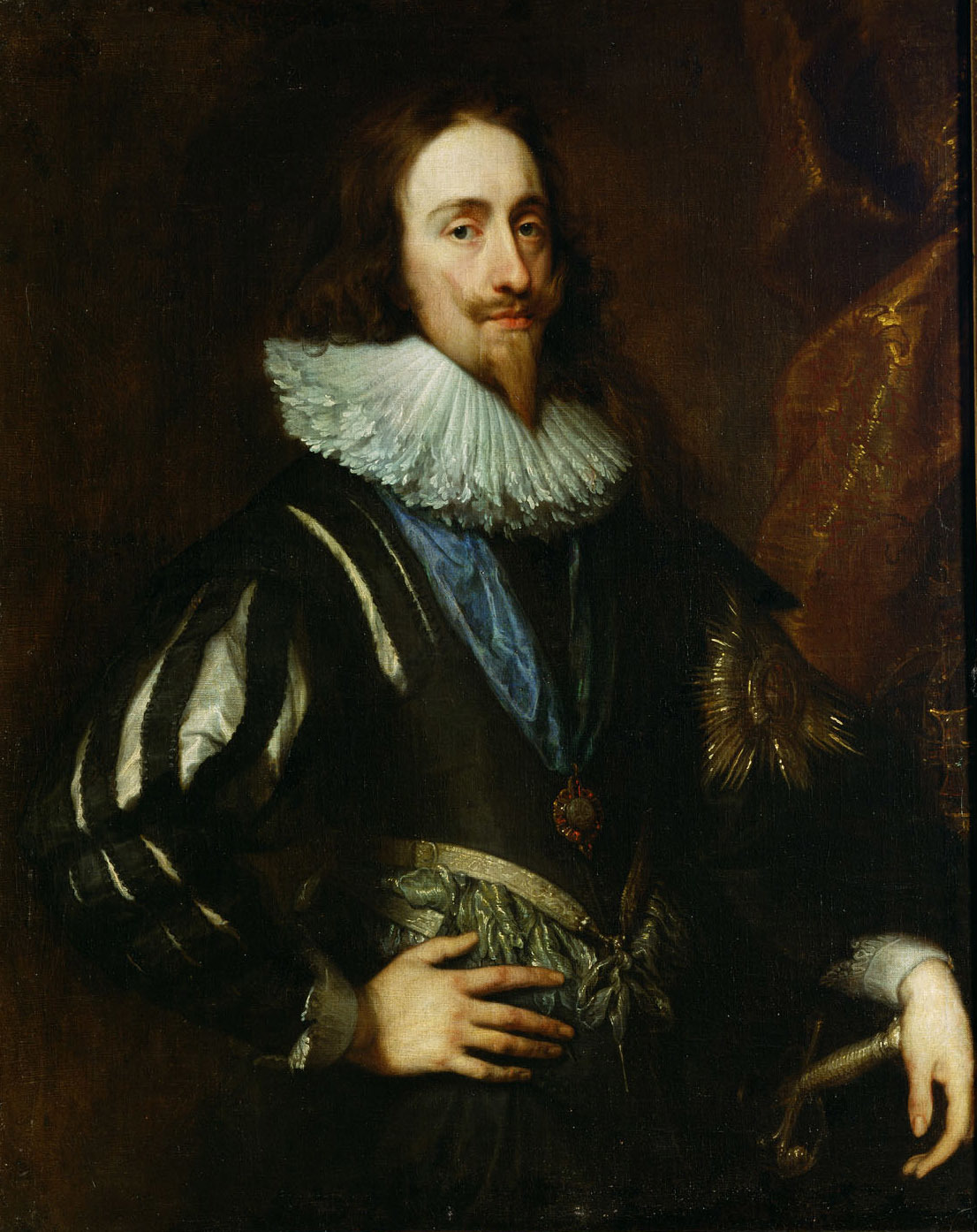
Charles Ier, 1632 , Vienne
Henriette Marie de France 1632, San Diego
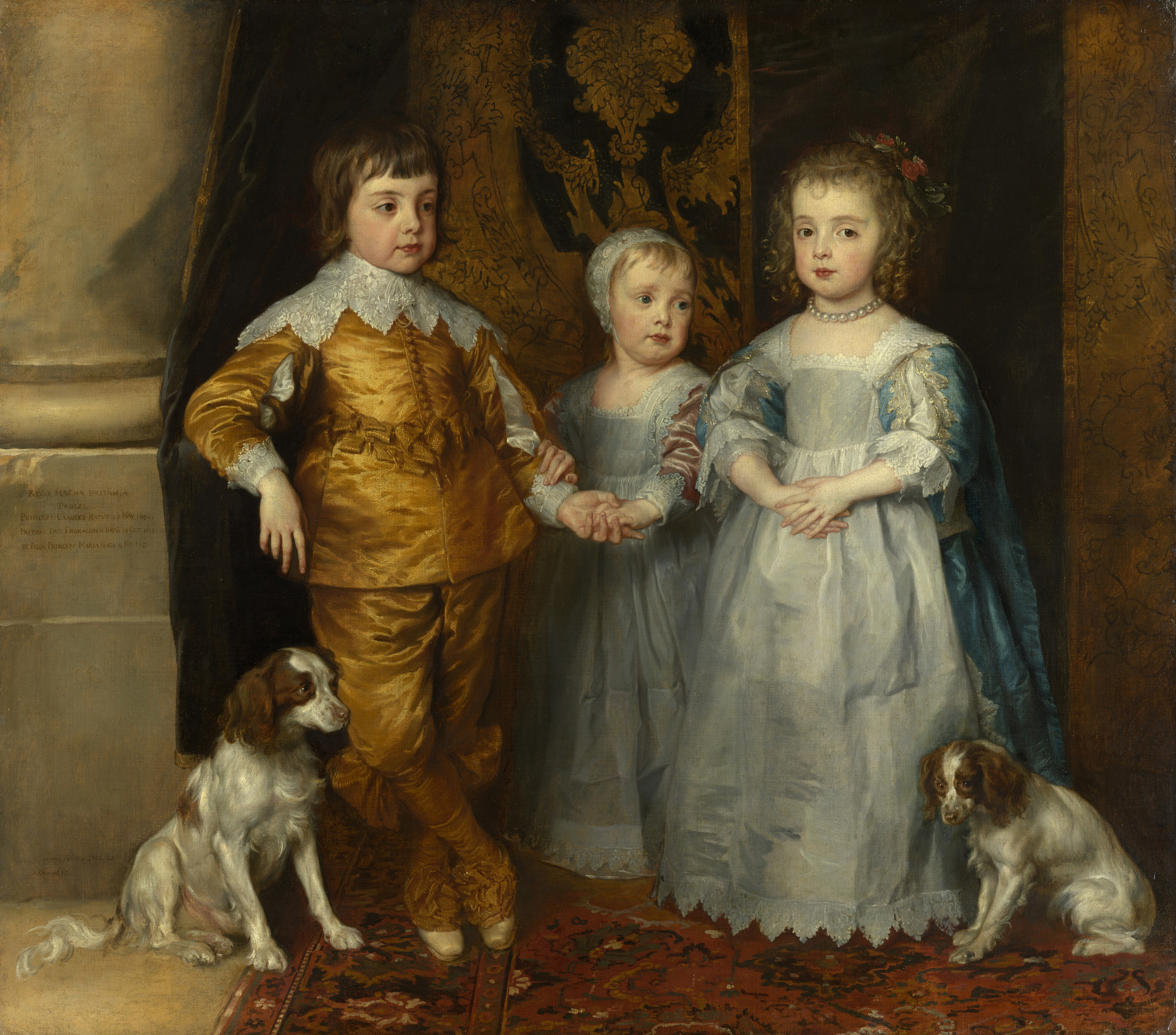
Charles II enfant et son épagneul v. 1635, Royal Collection
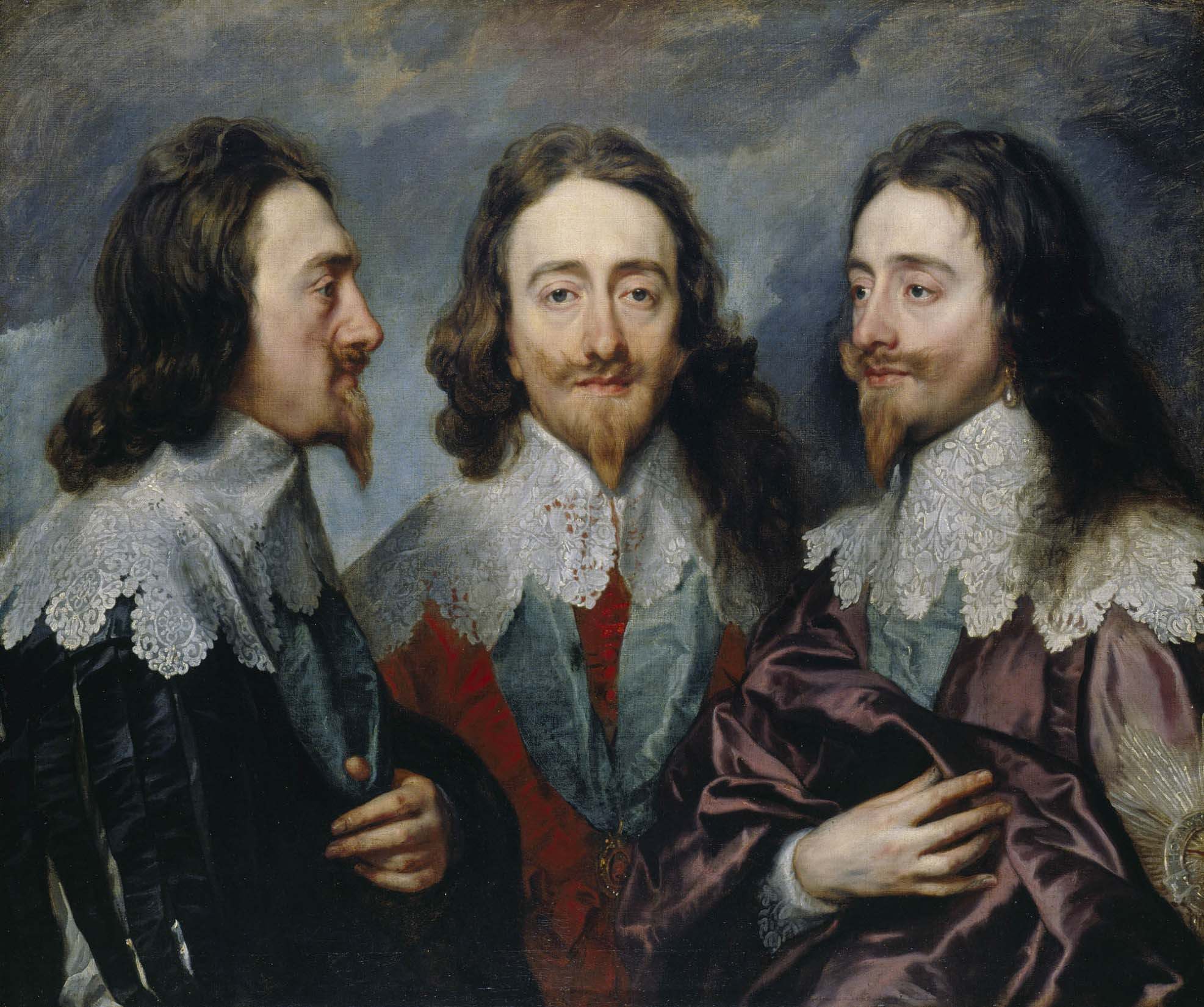
Triple Portrait de Charles Ier 1635-1636, collection royale
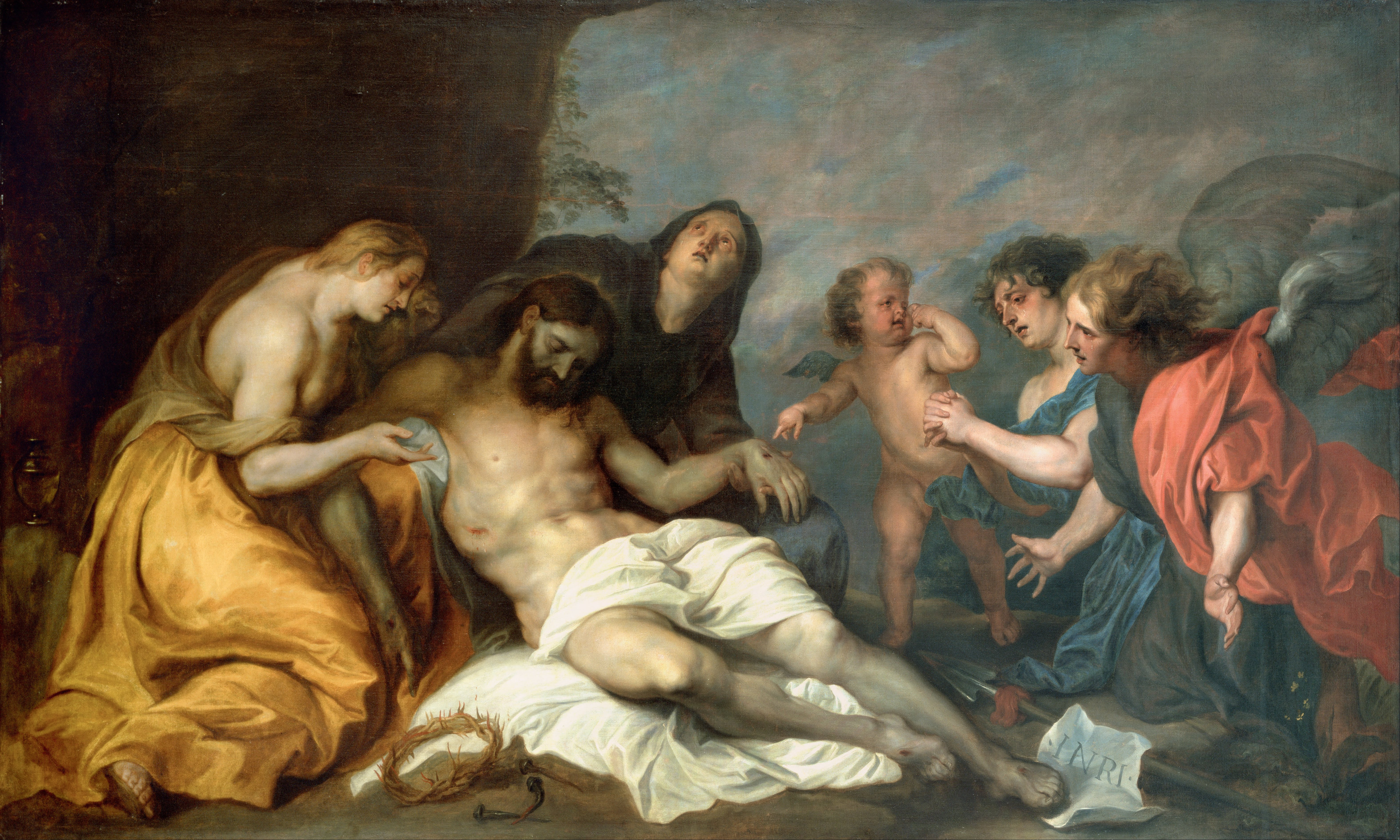
Déploration du Christ 1634-1640, Bilbao
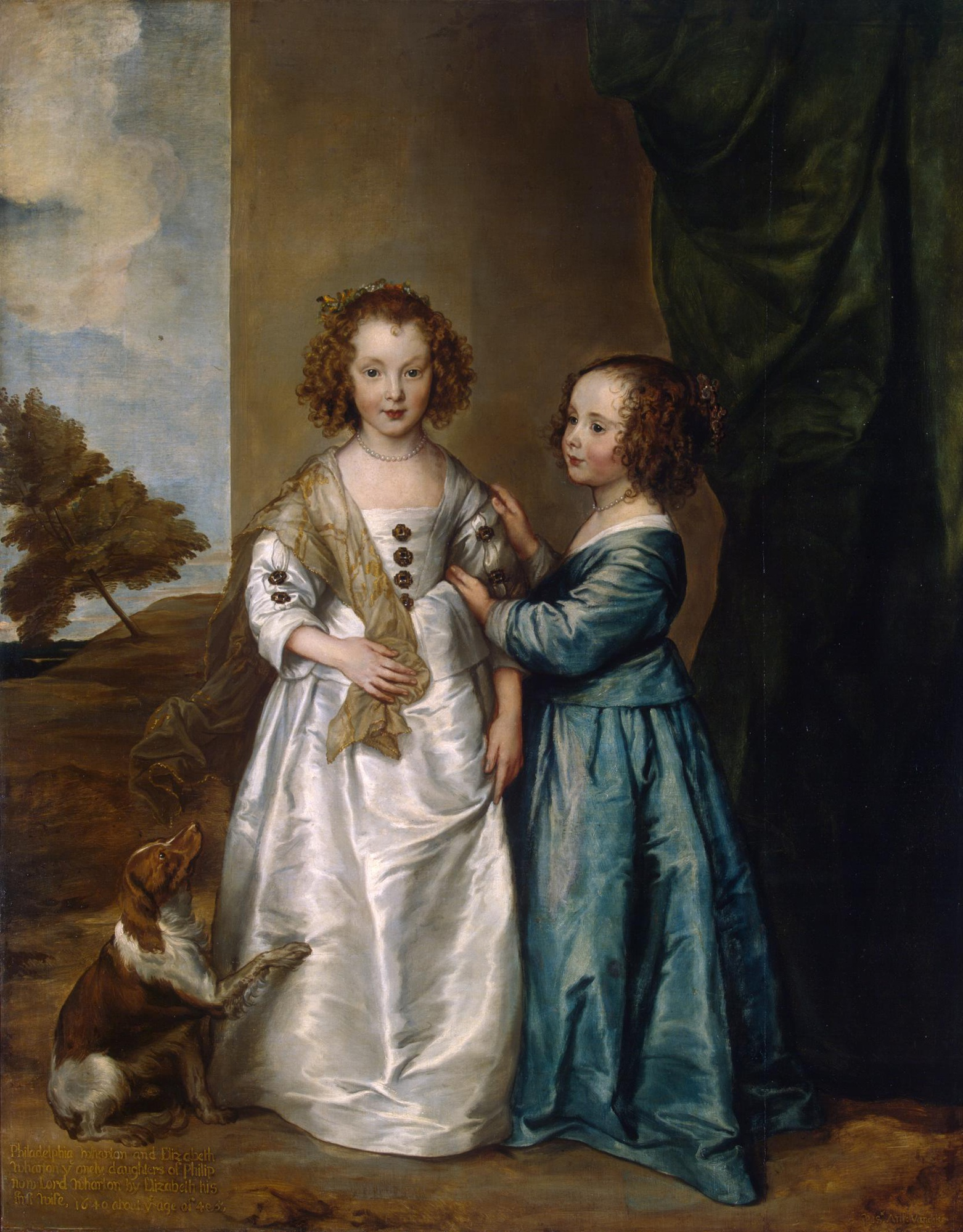
Enfants Wharton 1640, Saint-Pétersbourg

- Henry Percy, 1632
Petworth house
- Philip, Lord Wharton
1632, Washington
- Charles Ier, son épouse et deux enfants
1633, Royal Collection
- Lady Digby
1633, Portrait Gallery
- William Felding
1633-1634, Londres
- Lady Digby
sur son lit de mort, 1634
Dulwich Picture gallery
- Philip Herbert et sa Famille
1634, collection de Pembroke
- Thomas de Savoie-Carignano
1634, Turin
- Autoportrait avec Endymion Porter
1635, Madrid
- Sir John Sucking
Portrait Gallery
- Lady Thimbelby et sa Sœur
1637, Londres
- Lucy Percy
1637-1638, Tate Britain
- George Digby
1638, Dulwich Picture Gallery
- Diana Cecil
1638, Madrid
- Thomas Arundel et son Épouse
1639-1640, Vienne
- J-Charles della Faille
v. 1640, Bruxelles

### Lieux de conservation des œuvres

#### Royaume-Uni
- Antoine van Dyck au Royaume-Uni sur Commons

- Chatsworth House : Portrait d'Arthur Goodwin [25]
- Londres : L'Adoration des bergers, collection privée[26].
- Londres : Portrait de James Stuart, duc de Lennox et Richmond, à Kenwood House[25].

#### Belgique
- Antoine van Dyck en Belgique sur Commons

- Anvers : 
  - Musée royal des beaux-arts
    - La Déploration du Christ

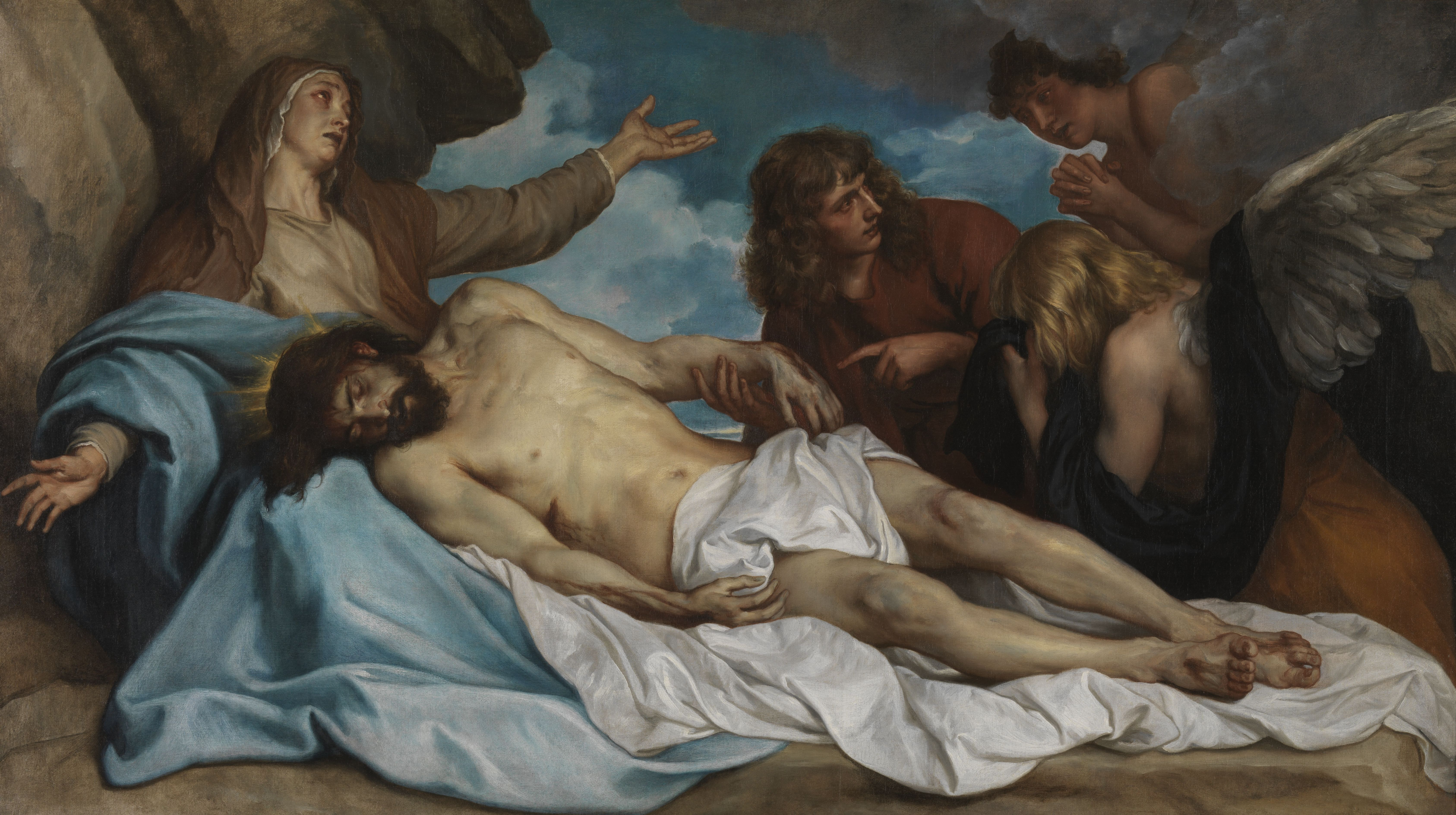
La Déploration du Christ, Anthony van Dyck, (1635), Musée royal des beaux-arts d'Anvers

    - Portrait du peintre Marten Pepyn

  - La Sainte Famille, collection privée, à Anvers[27].
- Bruxelles : Musées royaux des beaux-arts de Belgique, 
  - Le Calvaire[28].
  - Silène ivre[29].
  - Portrait de François Duquesnoy[30].
  - Portrait du R.P. Jean-Charles della Faille, de la Compagnie de Jésus[31].
  - Portrait d'Alexandre della Faille, secrétaire de la ville d'Anvers
  - Portrait de Porzia Impériale et de sa fille Maria Francesca[32].
  - Renaud et Armide
- Liège : Portrait de Jean-Charles Brignole Sale, collection privée[33].

#### Pays-Bas
- Antoine van Dyck aux Pays-Bas sur Commons

#### Allemagne
- Antoine van Dyck en Allemagne sur Commons
- Cassel : Portrait du peintre Jean Wildens, aux Collections nationales de Dresde[34].
- Munich : Alte Pinakothek,
  - César-Alexandre Scaglia[35]
  - Le Martyre de saint Sébastien[36]
  - La Déploration du Christ
  - Le Graveur Karel von Mallery
  - Sebilla van den Berghe
  - Filips Godines[37]
  - La Vierge et l'Enfant avec le jeune saint Jean
  - Suzanne et les vieillards (1621)[38]
  - Autoportrait

#### Autriche
- Antoine van Dyck au musée d'histoire de l'art de Vienne sur Commons
- Vienne :  Autoportrait, à la Gemäldegalerie der Akademie der bildenen Künste

#### Espagne
- Antoine van Dyck en Espagne sur Commons
- Madrid : Portrait de Jacques le Roy, au musée Thyssen-Bornemisza[25].

#### France
- Antoine van Dyck en France sur Commons

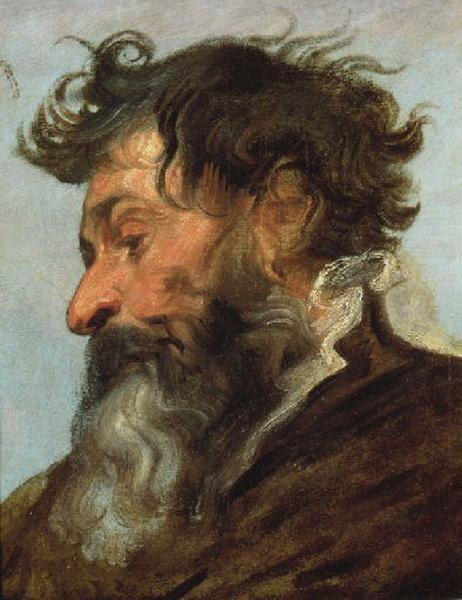
Tête d'homme de profil, tourné vers la gauche d'Antoine van Dyck (Amiens, Musée de Picardie).

- Amiens : Tête d'homme de profil, tourné vers la gauche, huile sur toile, Musée de Picardie.
- Chantilly : Portrait du comte Henri de Bergh, huile sur toile, 120,5 × 95,5 cm, au musée Condé.
- Chartres, musée des Beaux-Arts de Chartres : Le Christ en croix, esquisse, bois, 34 × 24 cm, collection Courtois[39].
- Flers : Portrait d'homme, musée du château.
- Gray : Ô vos omnes qui transitis per viam attendite et videte si est sicut dolor meus, gravure, 19 x 27 cm, musée Baron-Martin
- Lille : Portrait de Marie de Médicis, huile sur toile, au palais des Beaux-Arts.
- Paris : 
  - musée du Louvre, 
    - Tête de vieillard;
    - Saint Sébastien secouru par les anges.

  - Beaux-Arts de Paris
    - Martyre de sainte Catherine[40], pierre noire, plume, encre brune, lavis brun et aquarelle, H. 0,285 ; L. 0,210 m. Ce dessin appartient à la première période anversoise de van Dyck (1618-1621). Il ne semble pas avoir traité ce sujet en peinture mais il l'aborde à plusieurs reprises dans les feuilles du Herzog Anton Ulrich-Museum de Brunswick, de l'Ermitage et celle anciennement répertoriée dans la collection de Sir Thomas Lawrence[41].
    - Sainte femmes au pied de la croix[42], plume, encre brune, H. 0,113 ; L. 0,198 m. Au verso : La Vierge et saint Jean au pied de la croix à la plume, encre brune. Esquisses considérées comme préparatoires pour le Christ en croix de van Dyck au Palais des Beaux-Arts de Lille. Croquis très sommaires et schématiques dans leur exécution[43].
    - Etudes de saints pour une Sainte Conversation[44], pierre noire, plume, encre brune et lavis brun, H. 0,282 ; L. 0,208 m. Au verso : Etude pour une Vierge à l'enfant avec un saint à la pierre noire, encre brune et lavis brun. Au cours de sa première période anversoise, van Dyck aborde le thème de la Sainte Conversation à travers un ensemble de huit dessins (British Museum de Londres, collection du duc de Devonshire à Chatsworth, Albertina de Vienne, École des Beaux-Arts de Paris, et collection particulière new-yorkaise). Cette feuille n'a pu être mise en relation avec aucune toile connue de l'artiste représentant une Adoration de la Vierge par les saints[45].
    - Portrait de Gérard Seghers[46], pierre noire, lavis brun et d'encre de Chine, H. 0,227 ; L. 0,198 m. Cette étude est préparatoire d'une des planches de la série de portraits gravés d'hommes célèbres réalisée par van Dyck de son retour d'Italie (1627) jusqu'à la fin de sa vie. Cette série est éditée à partir de 1630-1631 par l'Anversois Martinus van den Enden et composée de quatre-vingt planches. L'étude des Beaux-Arts représente l'Anversois Gérard Seghers (1591-1651), peintre de cour et doyen de la guilde de Saint-Luc en 1645, mais également collectionneur et marchand d'art[47],[48].
    - Etude de robe pour le portrait de la reine Henriette-Marie[49], pierre noire, rehauts de blanc, pastels rouge et jaune sur papier et estompe, H. 0,419 ; L. 0,257 m. Cette étude est le seul dessin préparatoire aujourd'hui connu pour le portrait : La reine Henriette-Marie et Sir Jeffrey Hudson (National Gallery of Art, Washington), daté d'octobre 1633. Van Dyck avait coutume d'étudier séparément les détails du costume traités à la pierre noire - dont le dessin des Beaux-Arts est un exemple - et le visage saisi d'après modèle vivant directement sur la toile (sauf quelques rares exceptions)[50].
    - Deux jeunes seigneurs, vus en pied : étude de détail pour le portrait de Philip Herbert, 4e comte de Pembroke et sa famille[51], pierre noire, rehauts de blanc sur papier bleu, H. 0,422 ; L. 0,270 m. Cette étude est préparatoire au portrait de Philip Herbert, 4e comte de Pembroke et sa famille (Wilton House, Wiltshire). Il s'agit d'une première pensée pour les figures de Charles et de Philippe, situés à gauche de la composition. Cette étude préparatoire rejoint celle conservée au British Museum, une étude de la mise en place et de l'attitude d'Anna Sophia et Robert Carnarvon, situés à droite de la composition[52].
- Rouen : Portrait d'une dame de qualité, huile sur bois, 83,5 × 66,5 cm, au musée des Beaux-Arts.
- Toulouse : Portrait de Lady Dorothy Dacre, huile sur toile, 126 × 101 cm, Fondation Bemberg.
- Valenciennes : Le Martyre de saint Jacques, au musée des Beaux-Arts[53].

#### Italie
- Antoine van Dyck en Italie sur Commons
- Milan : La Vierge à la grenade, collection privée[54].
- Rome : La Vierge à la crèche, à la Galleria Nazionale d'Arte Antica[55].
- Venise : Portrait d'homme, à la Ca' d'Oro[56].

#### Roumanie
- Sibiu : La Mort de Cléopâtre, au musée Brukenthal[57].

#### République tchèque
- Antoine van Dyck en République tchèque sur Commons

#### Russie
- Antoine van Dyck en Russie sur Commons
- Saint-Pétersbourg : Portrait d'Evrard Jabach, musée de l'Ermitage[58].

Collections privées / non localisés
- Portrait de James, duc de Hamilton[59].

#### États-Unis
- Ambrogio Spinola, c.1620, huile sur toile, c. 68 x 56.2 cm, Clark Art Institute

- Antoine van Dyck aux États-Unis sur Commons
- New York : Sainte Rosalie intercédant pour la fin de l'épidémie à Palerme, Metropolitan Museum of Art.
- Princeton : Le Christ au roseau, musée d'Art de l'université de Princeton.

#### Canada
- Antoine van Dyck au Canada sur Commons

#### Brésil
- Antoine van Dyck au Brésil sur Commons

## Postérité
- Un pigment de peinture à l’huile, le brun van Dyck[61], lui doit son nom.
- Il a aussi donné son nom à un procédé photographique, le procédé Van Dyke.
- Durant le règne du Roi Georges III, un costume appelé le Van Dyke était populaire. On peut en voir un exemple dans le tableau du peintre Thomas Gainsborough, L'Enfant bleu.

## Expositions et rétrospectives notables
- « Van Dyck », à la Alte Pinakothek (2019-2020)[62]

#### Bases de données et dictionnaires
- Ressources relatives aux beaux-arts :   - AGORHA
  - Art Institute of Chicago
  - Art UK
  - Auckland Art Gallery
  - Bénézit
  - Bridgeman Art Library
  - British Museum
  - Collection de peintures de l'État de Bavière
  - Cooper–Hewitt, Smithsonian Design Museum
  - Dictionnaire des peintres belges
  - ECARTICO
  - Galerie nationale de Finlande
  - Grove Art Online
  - J. Paul Getty Museum
  - Kunstindeks Danmark
  - Musée d'art Nelson-Atkins
  - Musée des beaux-arts du Canada
  - Musée du Prado
  - Musée national du Victoria
  - Musée Städel
  - Musée Thyssen-Bornemisza
  - Museum of Modern Art
  - MutualArt
  - National Gallery of Art
  - National Portrait Gallery
  - Nationalmuseum
  - Österreichische Galerie Belvedere
  - RKDartists
  - Royal Academy of Arts
  - Sandrart.net
  - Smithsonian American Art Museum
  - Tate
  - Te Papa Tongarewa
  - Union List of Artist Names
- Ressources relatives à la musique :   - Discogs
  - MusicBrainz
  - Muziekweb
  - Répertoire international des sources musicales
- Ressource relative à la littérature :   - Internet Speculative Fiction Database
- Ressource relative au spectacle :   - Kunstenpunt
- Ressource relative à la recherche :   - Isidore
- Notices dans des dictionnaires ou encyclopédies généralistes :   - Biographie nationale de Belgique
  - Biografisch Portaal van Nederland
  - Britannica
  - Brockhaus
  - Den Store Danske Encyklopædi
  - Deutsche Biographie
  - Enciclopedia italiana
  - Enciclopédia Itaú Cultural
  - Gran Enciclopèdia Catalana
  - Hrvatska Enciklopedija
  - Internetowa encyklopedia PWN
  - Nationalencyklopedin
  - Oxford Dictionary of National Biography
  - Proleksis enciklopedija
  - Store norske leksikon
  - Treccani
  - Universalis
  - Visuotinė lietuvių enciklopedija
- Notices d'autorité :   - VIAF
  - ISNI
  - BnF (données)
  - IdRef
  - LCCN
  - GND
  - Italie
  - Japon
  - CiNii
  - Espagne
  - Pays-Bas
  - Pologne
  - Israël
  - NUKAT
  - Catalogne
  - Suède
  - Vatican
  - Australie

#### Autres liens externes
- Catalogue raisonné des œuvres d'Antoine van Dyck au musée du Louvre, sur louvre.fr.